# Сейченто
Сейченто — італійська назва мистецької ситуації 17 століття в Італії. Сейченто (італ. Seicento) — в перекладі з італійської — шестисоті роки.

## Хронологічні незбіги

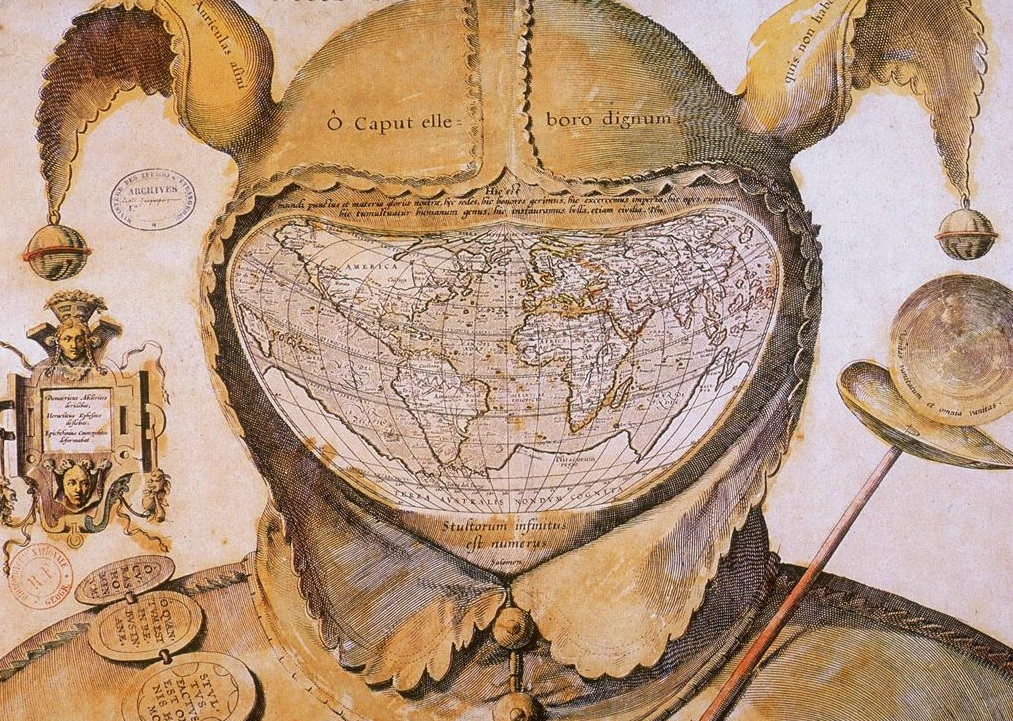
Мапа світу, облямована одягом блазня, 1590 р.

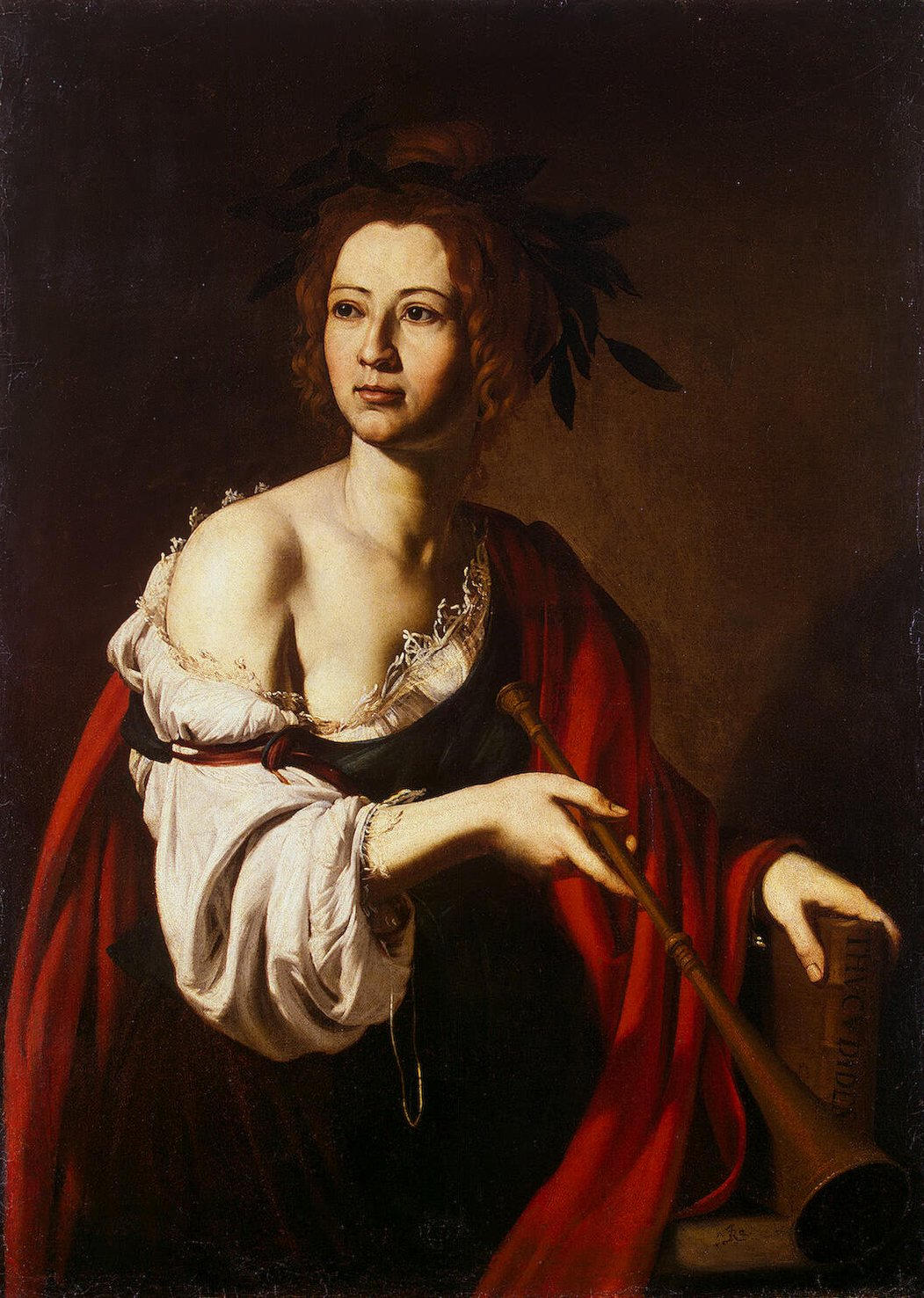
Хосе де Рібера. Муза історії Кліо (Рібера), Ермітаж, Петербург, підпис монограмою.

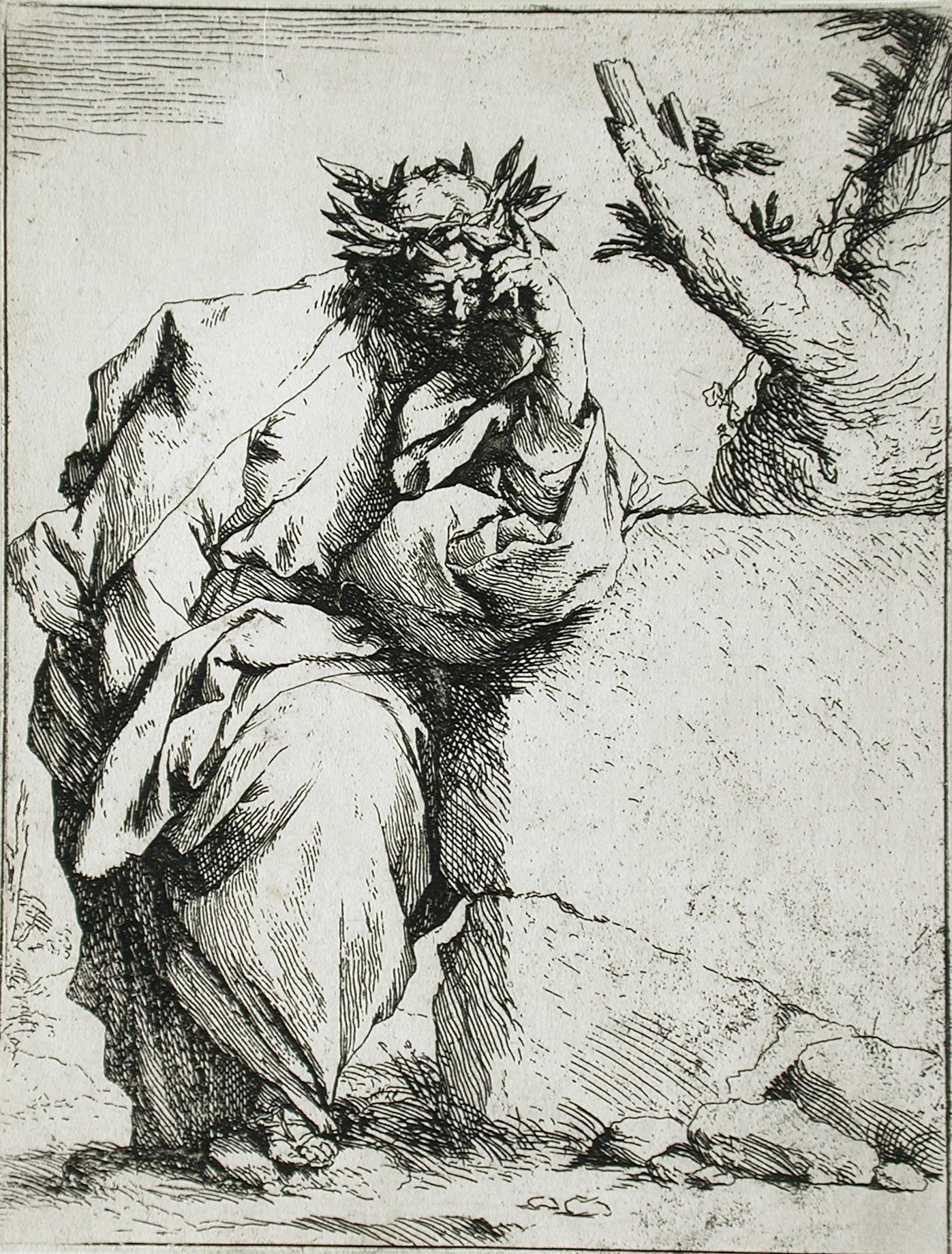
Хосе де Рібера. «Поет», офорт 1621 р. Лос-Анжелес.

Більшість важливих культурних, політичних і мистецьких зрушень в італійських князівствах та в Європі за Альпами не були започатковані в 17 ст. Вони були лише логічним продовженням могутніх ідеологічних процесів, котрі виникли в 16 ст. і набули вищих етапів власного розвитку в 17 столітті. Серед них народження маньєризму і бароко, Реформація і Контрреформація, виникнення перших художніх академій, перші перемоги наукового знання над середньовічним світоглядом.
Всі найкращі здобутки італійського мистецтва першої половини 17 століття зробили або започаткували митці, народжені ще в 16 столітті :
- Доменіко Фонтана 1543 р.н., видатний інженер і містобудівник, що реалізував трипроменеве розпланування головних вулиць папського Риму, котре стане зразком для інших міст.
- Мікеланджело да Караваджо 1573 р.н., реформатор італійського і європейського живопису.
- Аннібале Каррачі 1560 р.н., художник декоратор світового рівня та один із засновників Болонської академії мистецтв (Accademia degli Incamminati) у 1580-х роках.
- Лоренцо Берніні 1598 р.н., архітектор і скульптор, голова великої римської майстерні
- Франческо Борроміні 1599 р.н., унікальна фігура в римській і європейській архітектурі, віртуоз-будівельник і поектант
- Пітер Пауль Рубенс 1577 р.н., видатний майстер італійського і фламандського бароко, голова великої антверпенської майстерні, що працював в Італії вісім років тощо.

Доменіко Фонтана
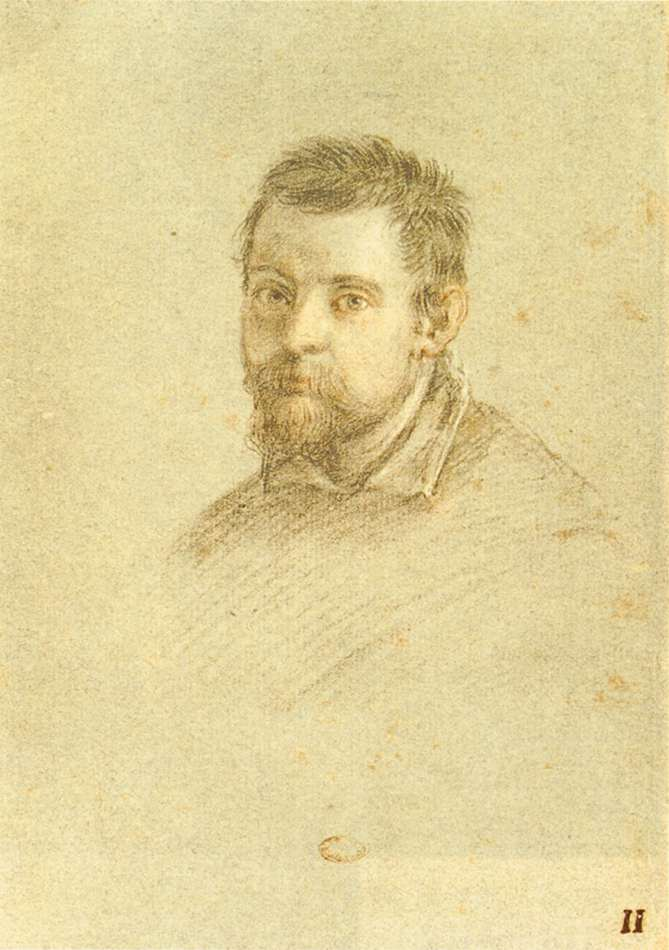
Оттавіо Леоні. «Аннібале Каррачі».
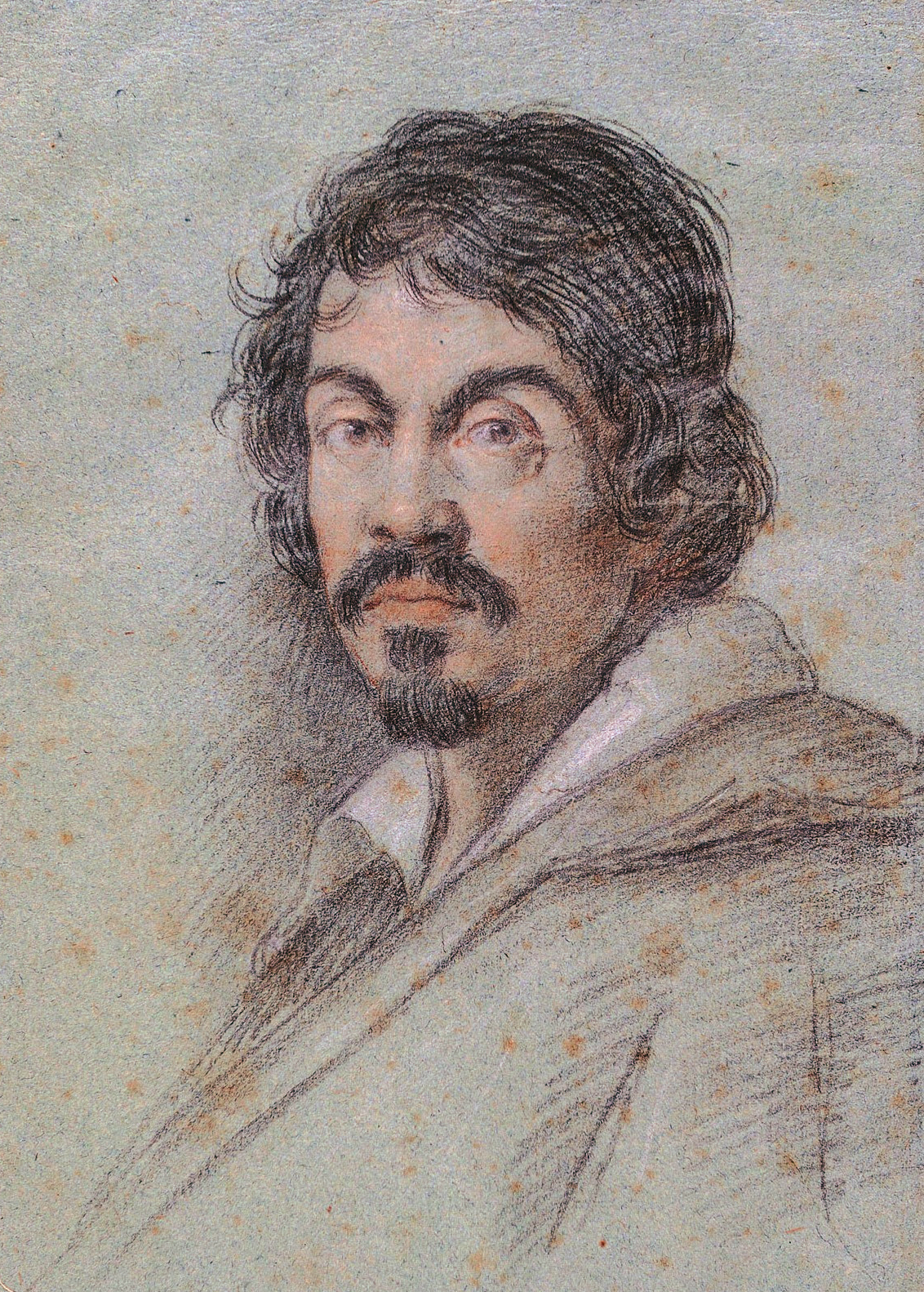
Оттавіо Леоні. «Мікеланджело да Караваджо».
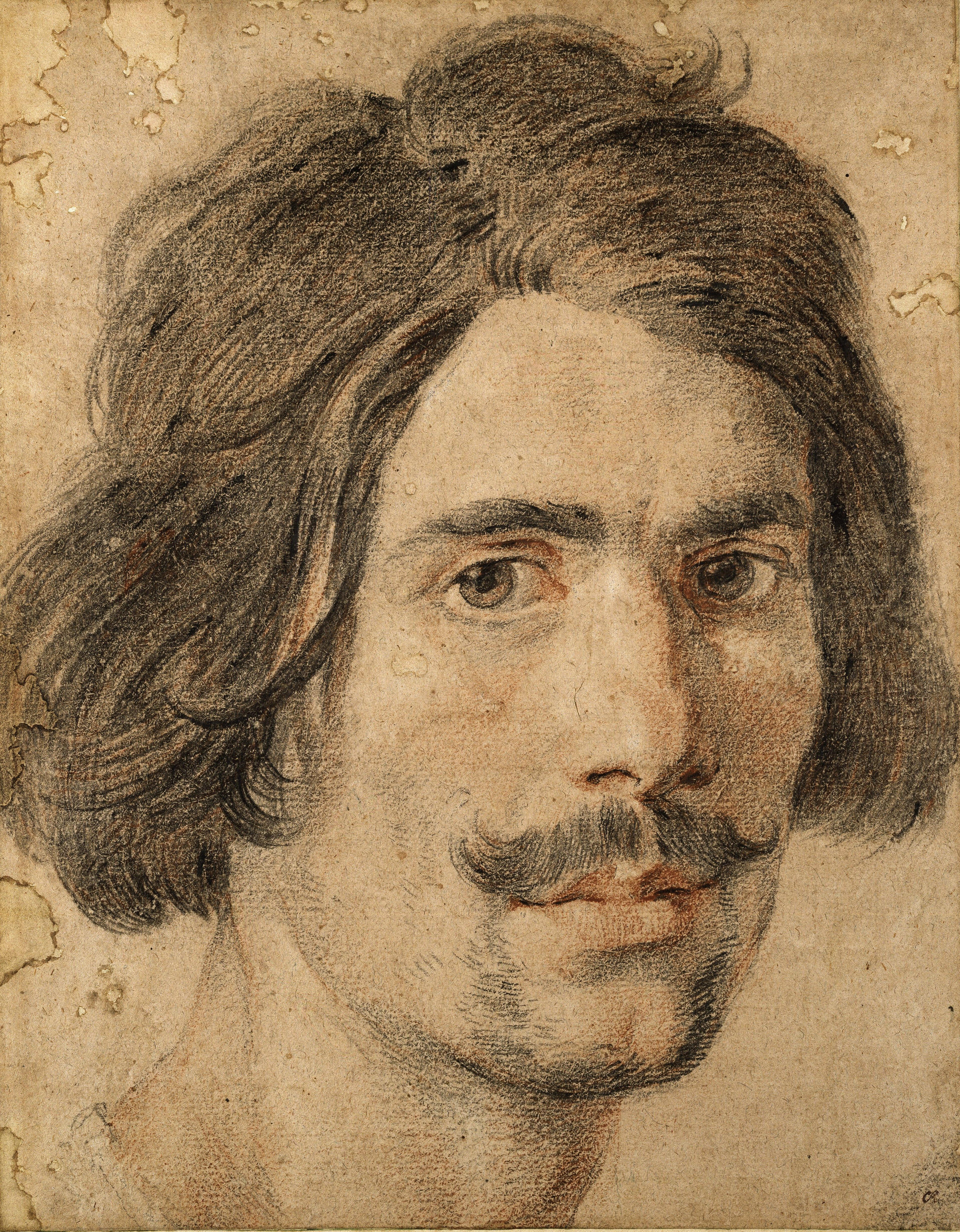
Лоренцо Берніні, Автопортрет.
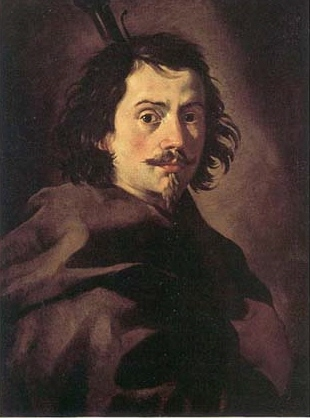
Анонім 17 ст. «Портрет Борроміні у вигляді католицького паломника»
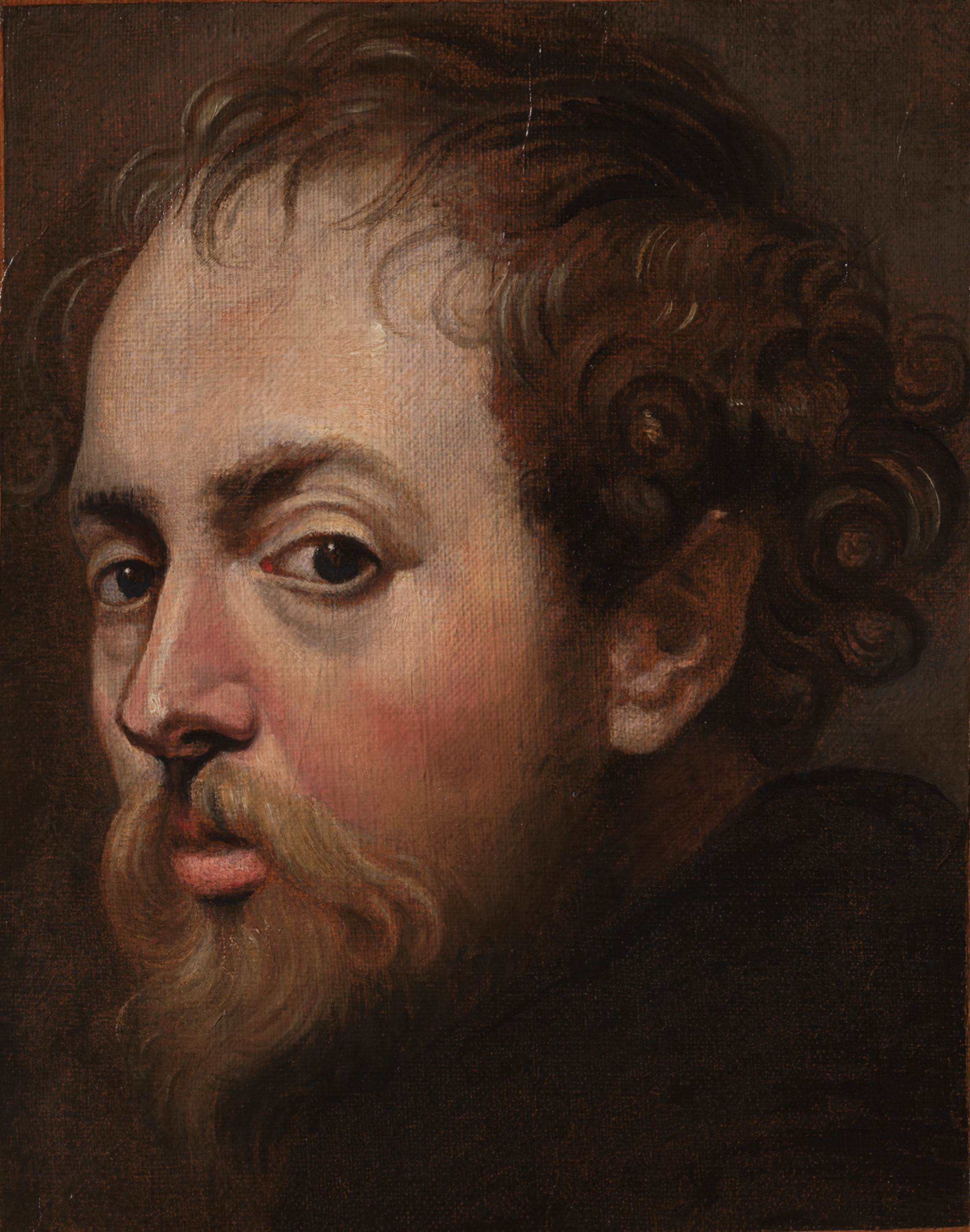
Пітер Пауль Рубенс.

## Стан у папській політиці

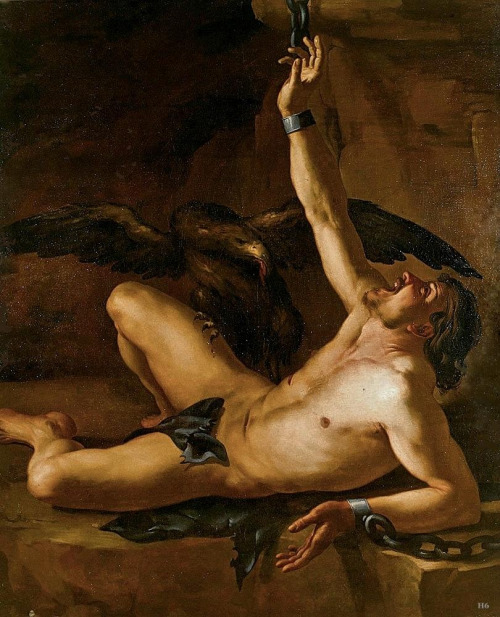
Ораціо Рімінальді. «Орел Зевса карає прикутого Прометея», до 1630 р.

Пограбування і руйнація Риму в травні 1527 р. мало значні політичні, моральні, релігійні і мистецькі наслідки. Як переможена сторона, папа під тиском імператора Карла V відмовився від прав на Чивітавекк'ю і Модену, Парму і Пьяченцу. Примусово він дав згоду на коронацію імператора Карла V ще й імператором Італії. Це значно послаблювало політичні позиції папи римського як в Італії, так і в Європі. Трагічні події в Римі спонукали навіть коронацію Карла V перенести у місто Болонья, бо в Римі не залишилось жодної не пограбованої чи не потрощеної церкви, гідної прийняти гостей та свиту імператора.
Ще в XVI ст. посилив свої позиції європейський протестантизм — через занепад авторитету папської влади. В Німеччині набуло моці лютеранство. В Англії виникло англіканство, де головою місцевої церкви і віровчення став світський володар — король Генріх VIII. Відтак Британія офіційно відмовилась надсилати у Рим гроші та не визнавала верховенство папи в державі. За папський рахунок свої позиції посилили навіть італійські князівства. У місто Ріміні повернувся Сіджизмондо Малатеста, спадковий володар міста. А незалежні венеційські дожі підпорядкували собі папські міста Червію та Равенну. Римським папам знадобиться декілька десятиліть, аби потроху відновити свої позиції тільки в Італії. Але західноєвропейська спільнота назавжди розкололася на два релігійні табори — католицизм і протестантизм. На реформацію в Європі папський Рим відповів контрреформацією, стратегію і головні тези якої виробив довгий Тридентський собор (1545—1563).
В XVII ст. папський уряд продовжив реакційний і наступальний курс як в Європі, так і світі, на інших континентах, в Америці, в Азії. В Італії   переслідувалися науковці (репресії проти Галілео Галілея та Томмазо Кампанелла) і навіть спаленням окремих осіб (Джордано Бруно), маючи на меті залякування вірян. Але водночас  посилюються місіонерський рух і пропаганда ідей католицизму засобами мистецтва — в західних землях України в складі Польсько-Литовської держави, в Латинській Америці, в Гоа (Індія), на Філіппінах, в Японії. До пропаганди ідей католицизму навернуті як мистецтво, так і книгодрукування. Останній розквіт національного мистецтва переживуть лише декілька католицьких держав — Іспанія, Фландрія в її складі, папська держава на Апенінському півострові.
Але ініціатива вже не на боці папського Риму. В 17 ст. після придушення сепаратизму аристократів (Фронди) королем Франції — народжується могутня французька державність під орудою абсолютизму. Франція виявиться здатною протиставити римському бароко навіть власну стилістичну систему — академічний класицизм, здатний упоратися з завданнями звеличення абсолютизму не гірше за римське бароко. Майстри французького класицизму ретельно вивчають давньоримський культурний спадок і використовують не стільки драматичні ефекти бароко, скільки урочисту велич і стриманість образів при дотриманні рівноваги, симетрії, елегантності і вишуканості декору. Саме у Франції ідея ансамблю (народжена ще італійськими митцями Високого відродження) отримає творче продовження і свої закінчені форми і схеми (Во ле Віконт).
А створені в стилі французького класицизму архетипи (палац аристократа в місті — готель і заміський палац-замок, палац короля — Версаль, сад бароко французького зразка) перейдуть в категорії впливових зразків для інших держав.
Першою власну незалежність від Іспанії і феодалізму як такого в Європі вибороли Північні провінції Нідерландів (Голландія), де головував протестантизм. В протестантській Британії до влади прийшла національна буржуазія, котра в повній мірі використала всі переваги їх «Славетної революції». На європейському обрії виникають нові супердержави — Австро-Угорщина, Річ Посполита, протестантська Швеція, котрі ведуть власну політику, не узгоджену з папським Римом. На початку 18 ст. до супердержав на континенті приєднається Московія, котра швидко перетвориться на чергову імперію, не підкорену папі римському ані економічно, ані політично, ані релігійно.
Італія вступає в період довгої, економічної і політичної кризи. Провідні позиції на декілька перших десятиліть 17 ст. збереже лише італійський варіант бароко, стиль гнучкий, могутній, ефектний, здатний вирішувати різноманітні завдання і мати всю гаму ідеологічних навантажень (від реакційних — до прогресивних).

## Регіональні особливості бароко і культури

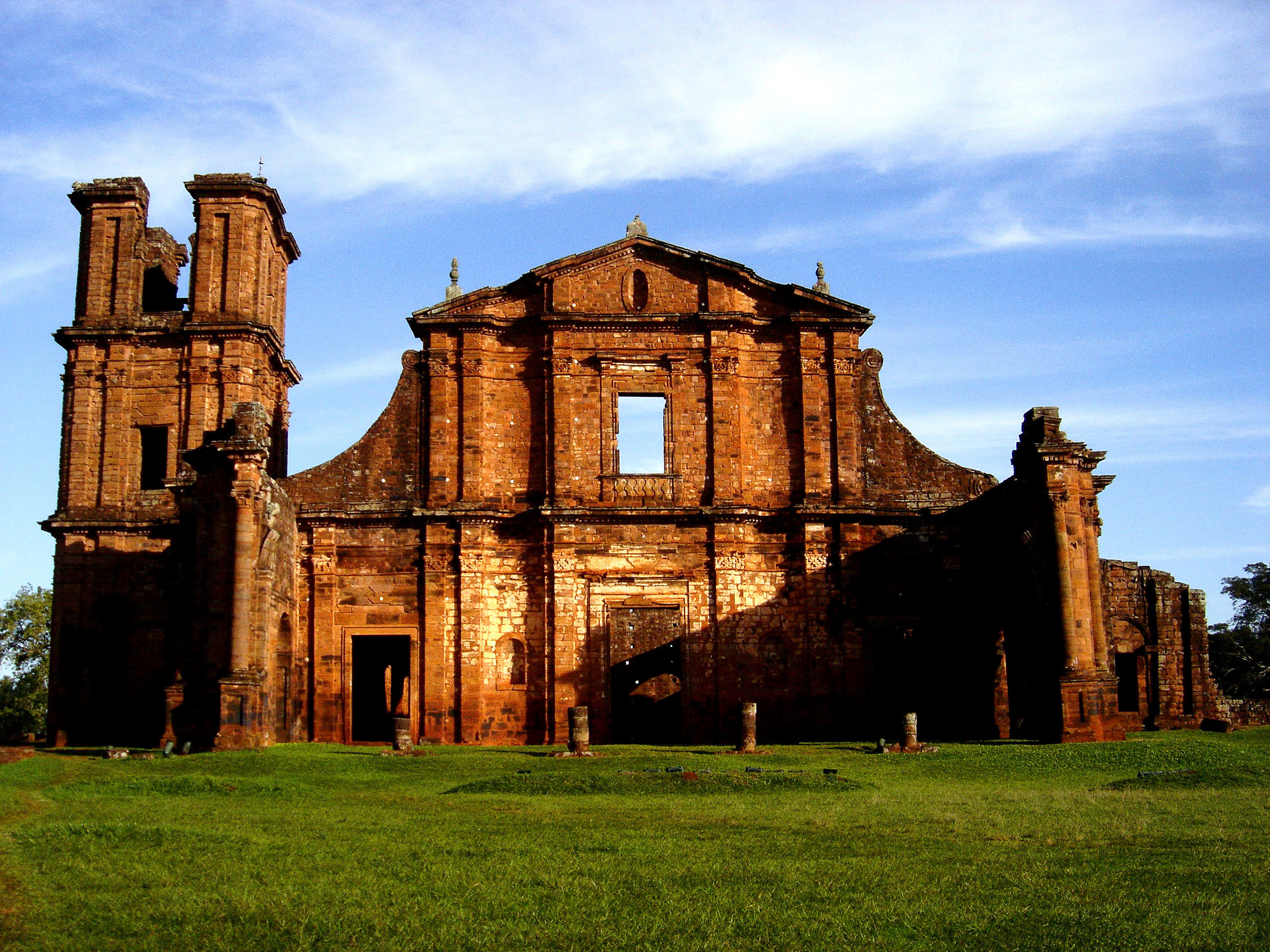
Єзуїтська місія Сан Мігел, Бразилія.

Бароко мало свої регіональні особливості. Тому бароко Мексики чи Бразилії ніколи не сплутаєш з бароко Португалії або Австрії чи України.
Звичайно, головний напрямок задавали італійці та єзуїти, тому стиль бароко дещо помилково називали «стилем єзуїтів». Хоча саме єзуїти зробили бароко своїм характерним стилем та будували собори та монастирі саме в бароковому стилі.
В бароковому стилі були два напрями — бароко світське (палаци аристократії та королівських родин, монументи володарів країн) та бароко церковне (релігійні споруди від монастирів до поодиноких каплиць). Напрями існували окремо, але постійно збагачували один одного схожими засобами обробки та використання матеріалів чи декору. Тому в 18 ст. зала церкви нагадувала пишну залу палацу і навпаки, що помічали й сучасники.

## Стан в архітектурі Італії
Стан в архітектурі папською держави 17 ст. цілком залежав від протистояння і конкурентної боротьби Берніні і Борроміні.

### Бароко в Римі

Доменіко Фонтана

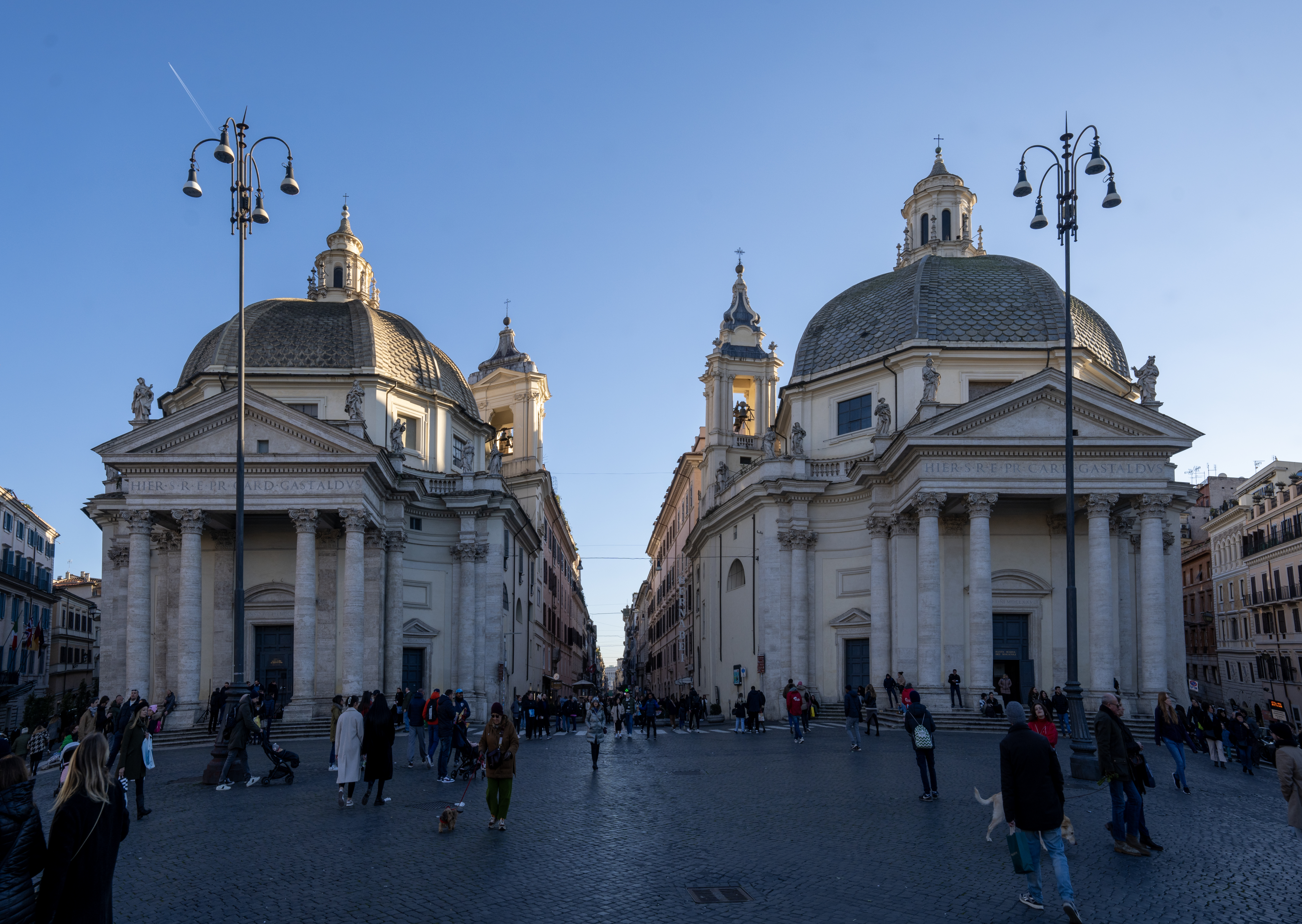
Парні церкви (Санта-Марія-дей-Міраколі і Санта-Марія-ін-Монтесанто) на П'яцца-дель-Пополо нагадують пропілеї.

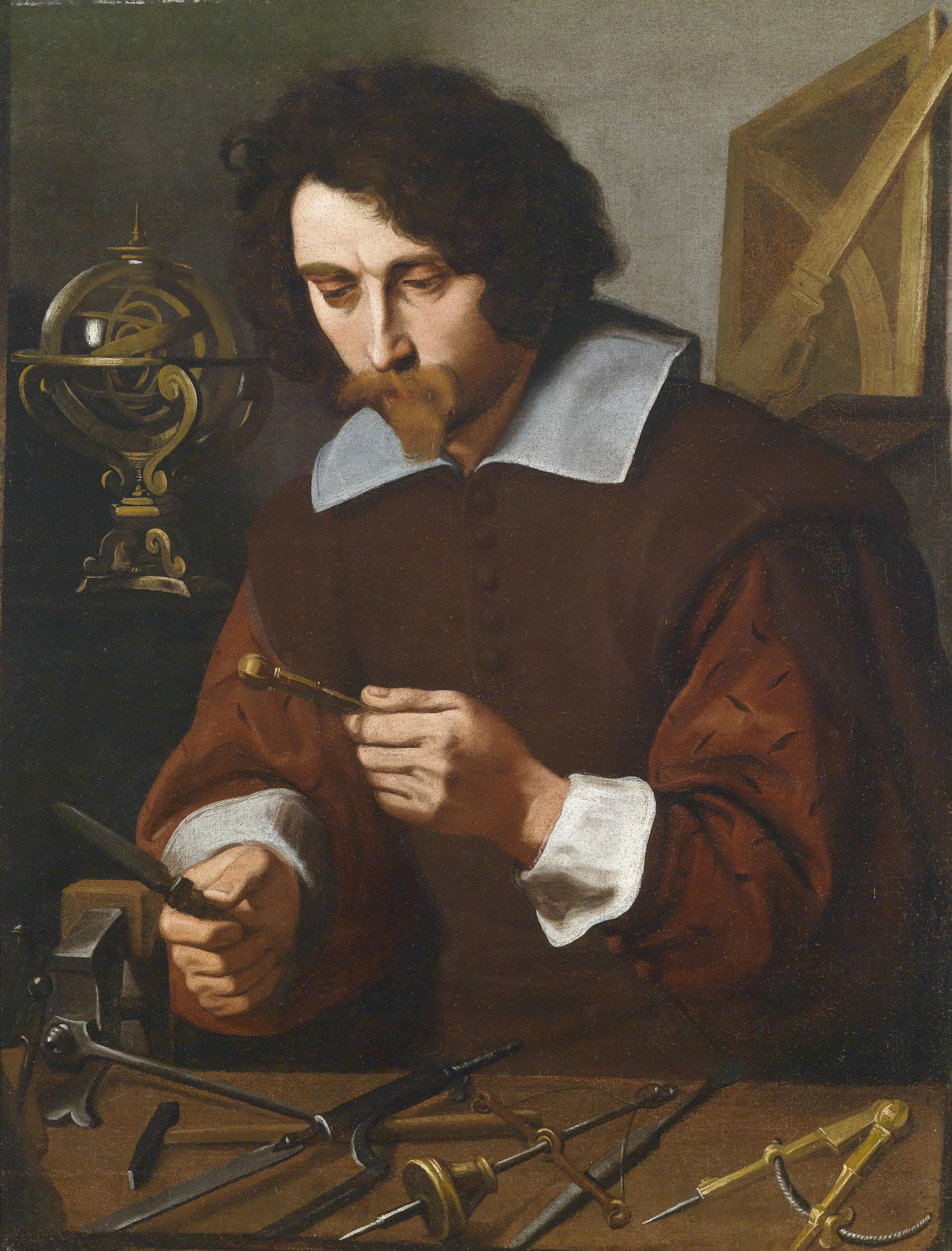
П'єтро Паоліні (1603—1681). " Виготовлення математичних інструментів ", 1640 р.

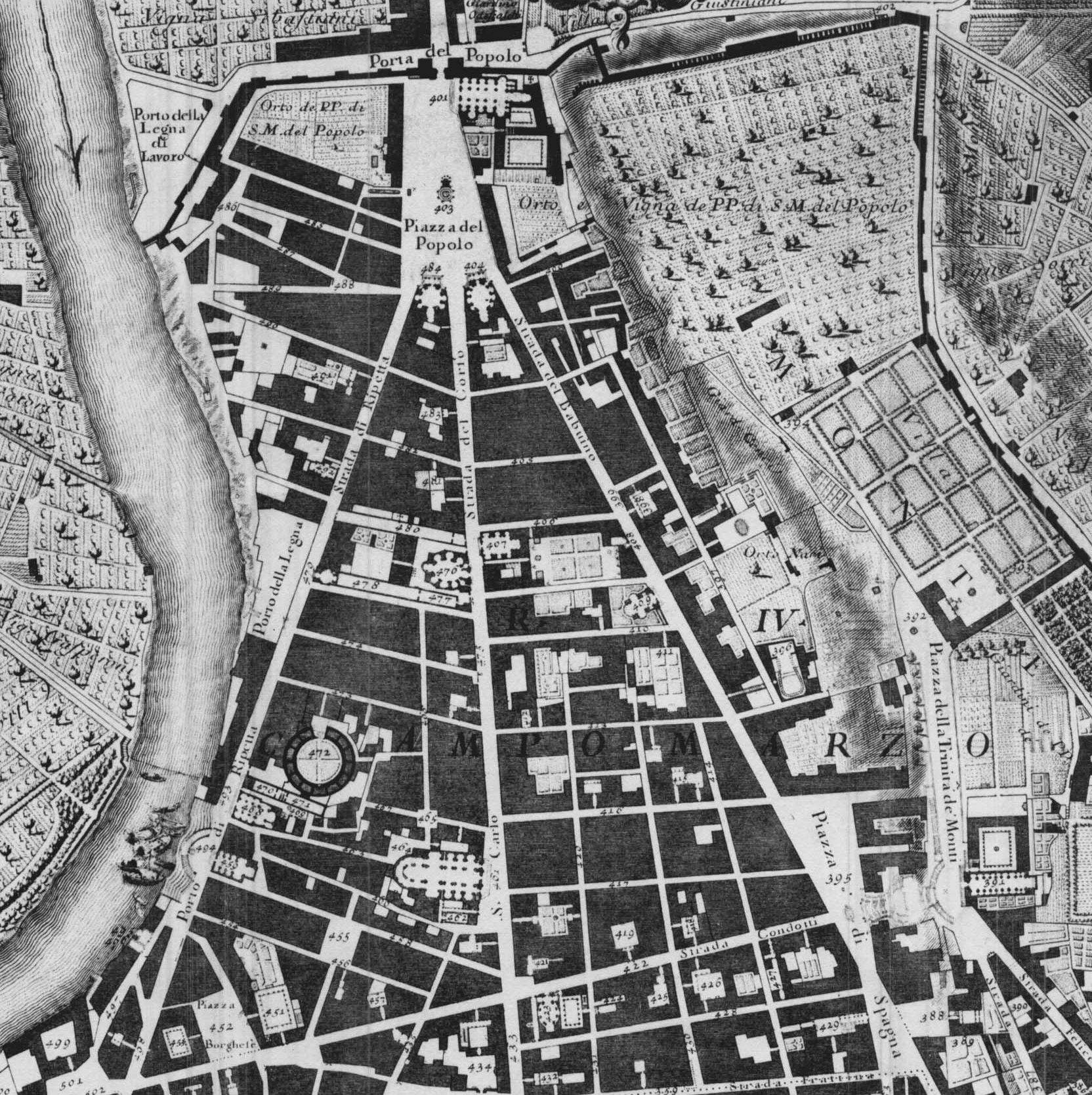
П'яцца-дель-Пополо і трипроменеве розпланування Рима за проєктом Доменіко Фонтана.

Ще в 16 ст. в хаотично забудованому Римі звернули увагу на необхідність перепланування міста на регулярних засадах. Ансамблевість вже була притаманна окремим комплексам в Римі, серед них — двори Ватикана за проєктом Донато Браманте, вілла Мадама за проєктом Рафаеля Санті, вілла Джулія за проєктом Джакомо да Віньоли. Тепер роблять спроби парадно облаштувати незграбні римські площі. Так, нове розпланування за проєктом Мікеланджело Буонарроті отримала і площа на верхівці схилу Капітолій. Незважаючи на знищення розпланування дворів Ватикана за проєктом Донато Браманте, незважаючи на покинуту недобудованою віллу Мадама за проєктом Рафаеля Санті, досвід попередників не пропав. Їх проєкти старанно вивчають і творчо переносять знахідки і принципи в перепланування окремих, важливих пунктів міста. Ще в 1580-ті рр. талановитому Доменіко Фонтана(1543—1607) папа римський доручив часткове перепланування міста, котрому надають парадного вигляду столиці католицизму.
Важливу містобудівну функцію мала п'яцца дель Пополо, куди поперше прибували паломники-католики з північних країн. Доменіко Фонтана надав нового ансамблевого характеру площі дель Пополо, приховавши хаотичну забудову напівциркульними мурами. Використавши трапецію історичної площі, вніс в неї три осі, початок трипроменевого розпланування головних вулиць, що логічно пов'язало площу з головними церквами для відвідин паломників. Акцентами, парадними пілонами площі стануть дві майже однакові церкви на розі трьох вулиць — Санта Марія ін Монте Санто та Санта-Марія-дей-Міраколі, вибудовані архітектором Карло Райнальді набагато пізніше (після 1661 року). Ефектна площа з майже театральною композицією, вузлом трьох осей і дальніми перспективами в глиб міста справила могутнє враження на сучасників і нащадків. І матиме значний вплив на містобудівну ситуацію в різних містах і садах бароко різних країн (розпланування міста Версаль, розпланування Санкт-Петербурга, розпланування Нижнього парку в Петергофі тощо).
Функцію приховати хаотичну, ще середньовічну забудову Ватикана (і парадно оформити площу перед собором) досі виконує і велетенська колонада Лоренцо Берніні.
- Лоренцо Берніні(1598—1680) — став провідником офіційної лінії римських пап в мистецтві доби бароко, позиціонував себе як універсальну особу, котра здатна однаково плідно займатися живописом, архітектурою і скульптурою. Але він виявився слабким художником, а в архітектурі залишився обдарованим аматором, здатним розробити ідею, програму твору, кидаючи усі клопоти щодо розрахунків, інженерного забезпечення і реального втілення на численну армію скульпторів і архітекторів-помічників власної римської майстерні.

Не всі проєкти і доробки Берніні схвально сприймались навіть в Римі. Тихому скандалу і глузуванням піддали в Римі дві дзвіниці, прибудовані Берніні до римського ще Пантеону (перетвореному на церкву). Їх були вимушені прибрати. Як архітектор він знав і гіркоту власних нереалізованих проєктів.
- Франческо Борроміні (1599—1667) — займався тільки архітектурою, ніколи не позиціонував себе як особу універсальну. Він — віртуозний архітектор-практик і майстер креслень архітектора, якими він плідно займався ще в Мілані. Креслення Борроміні не мали собі рівних за фаховою довершеністю в Італії 17 століття[7]. Архітектурна графіка Франческо Борроміні, ділова і трохи суха, неживописна — витримувала порівняння з кресленнями будь-якого римського архітектора. І це в визначному центрі європейського бароко, де тоді працюють найкращі архітектурні сили Італії, серед яких сам Берніні, П'єтро да Кортона, Пірро Лігоріо, Джованні Франческо Грімальді (1606—1680), здатні водночас реально вирішувати складні інженерні і художні завдання.

Він пройшов добру школу ломбардських будівничих, історично пов'язаних з традиціями північних майстрів готики. На відміну від  Берніні, пройшов фахове стажування в майстерні Карло Мадерно (1556—1629). Завдяки значному обдаруванню і цілеспрямованому фаху міг економно і віртуозно реалізувати несподіваний та фантастичний архітектурний образ. При цьому покладався на самого себе, власні розрахунки і не мав тих колосальних можливостей, які забезпечив собі Лоренцо Берніні, виборовши у конкурентів посаду надвірного архітектора декількох римських пап. Віртуозність Франческо Борроміні лякала, адже він був здатний реалізувати будь-яку архітектурну химеру чи фантазію. І викликала приховані спротив і повагу. Власну гординю приборкає навіть Лоренцо Берніні, коли збере бригаду для розробки проєкту нового для Риму репрезентативного типу споруди — палацу Барберіні, обмежившись лише ідеями та артистично намальованими начерками. Реалізувати незвичний проєкт запросять саме Франческо Борроміні, котрий запроєктує (і реалізує) також і парадний фасад споруди (авторський кресленик у Альбертіна, Відень).
Витіснений на узбіччя архітектурної практики в Римі, Борроміні мимоволі стає архітектором чернечих орденів і часто лише щось добудовує. Тому його творчий доробок — невиправдано скромний. Але значна мистецька вартість і популярність творів Бороміні перетне кордони Італії і знайде справжніх продовжувачів і нащадків в творчих особистостях, серед яких Гваріно Гваріні в Турині, Ніколо Мікетті (Константинівський палац, Стрельна, Російська імперія) чи Ян Блажей Сантіні Айхл (Чехія).

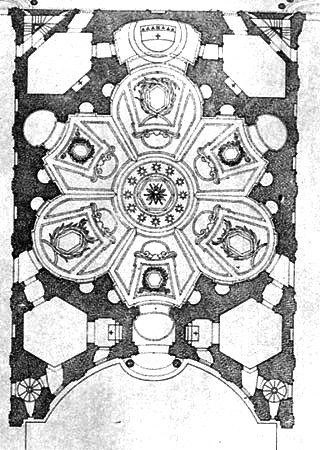
Франческо Борроміні. Поземний план церкви Сант Іво алла Сапієнца і промальовка склепіння церкви.
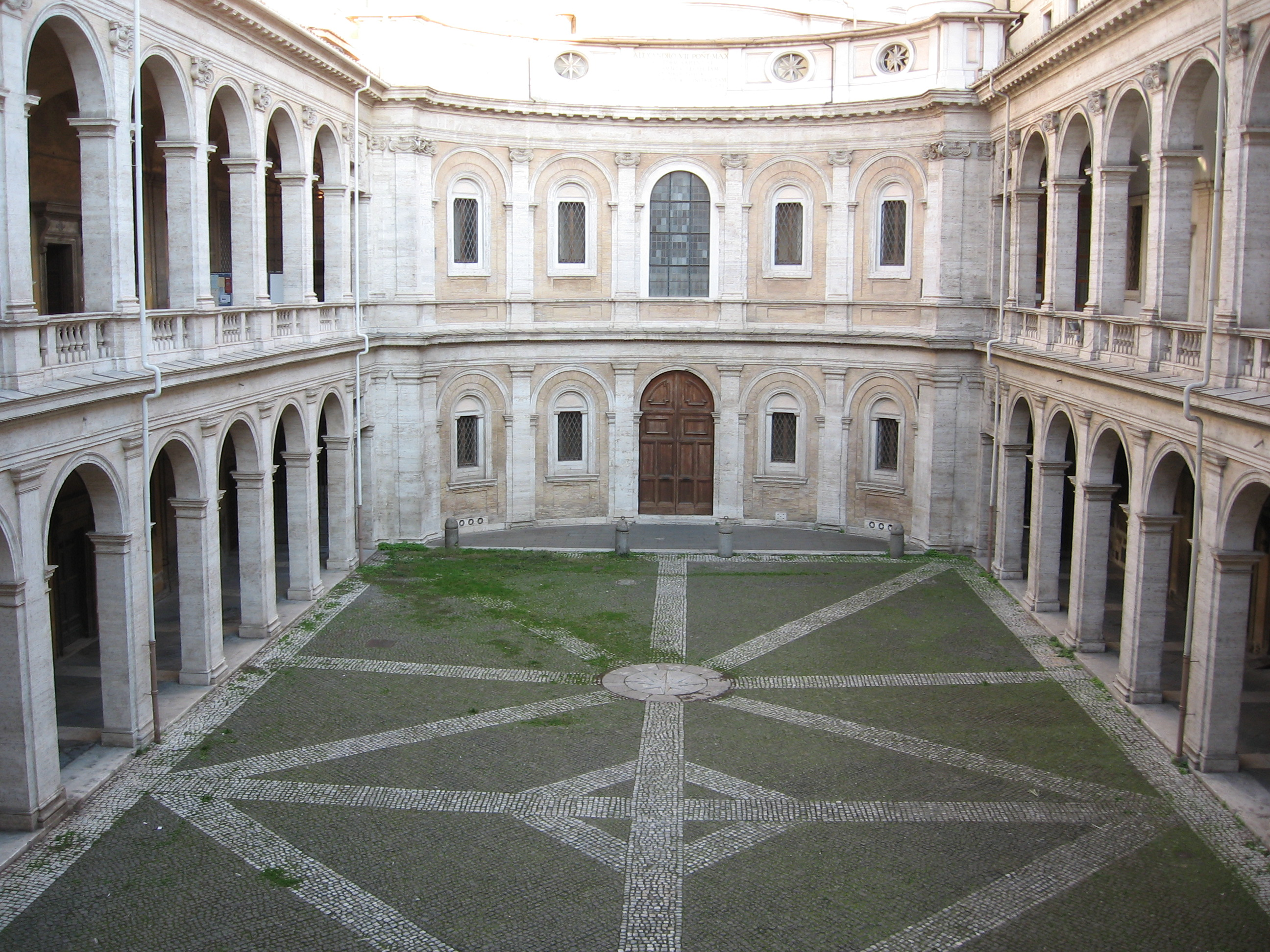
Франческо Борроміні. Дворик університетської церкви Сант Іво.
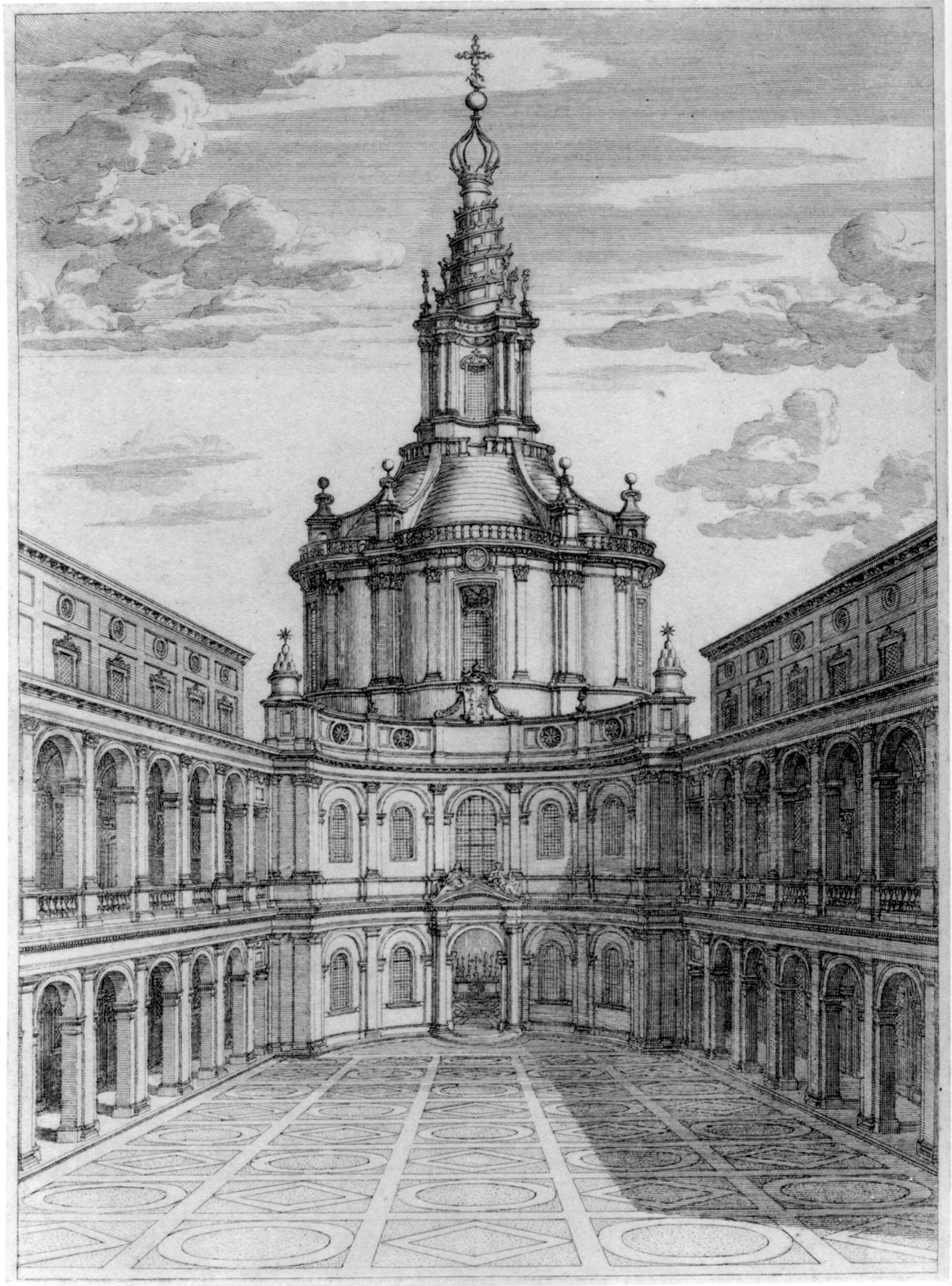
Франческо Борроміні. Сант Іво, старовинна гравюра 1695 р.
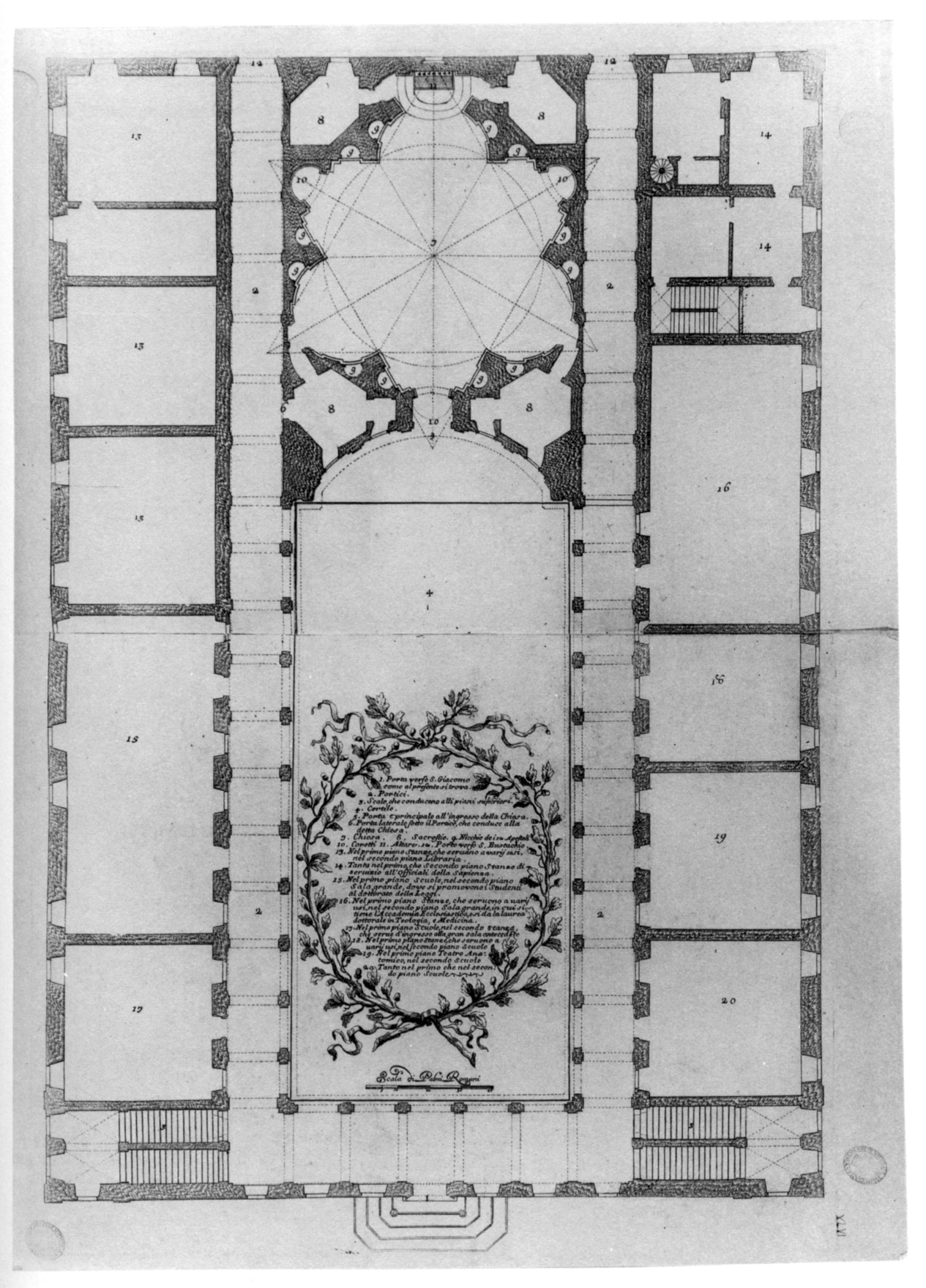
Франческо Борроміні. Композиція палацу і церкви Сант Іво.

### Бароко і П'ємонтське королівство

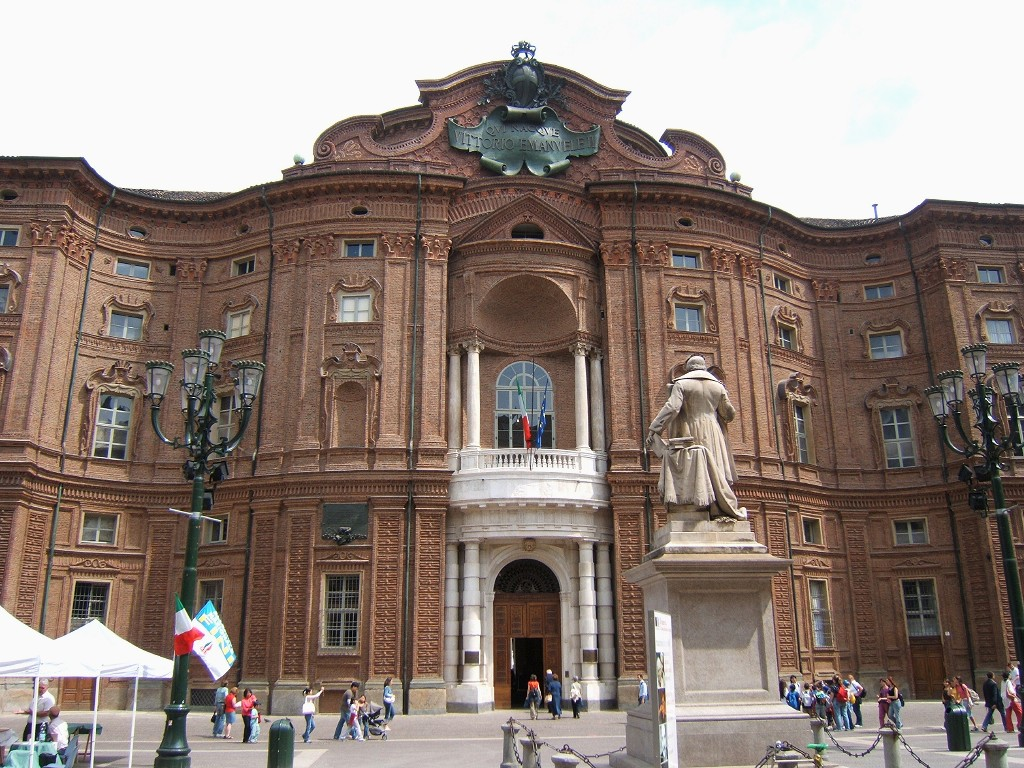
Палаццо Каріньяно (Музей Рісорджименто і Академія наук).

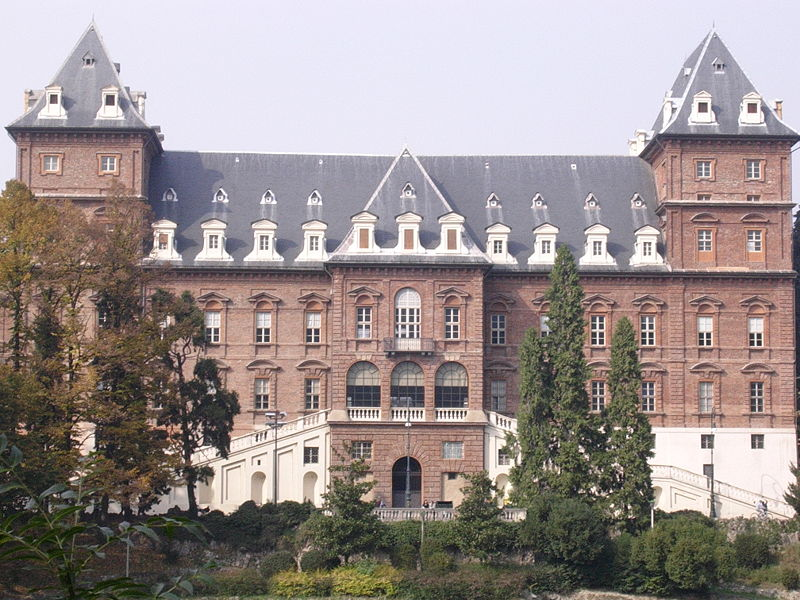
Кастелло дель Валентино, парковий фасад.

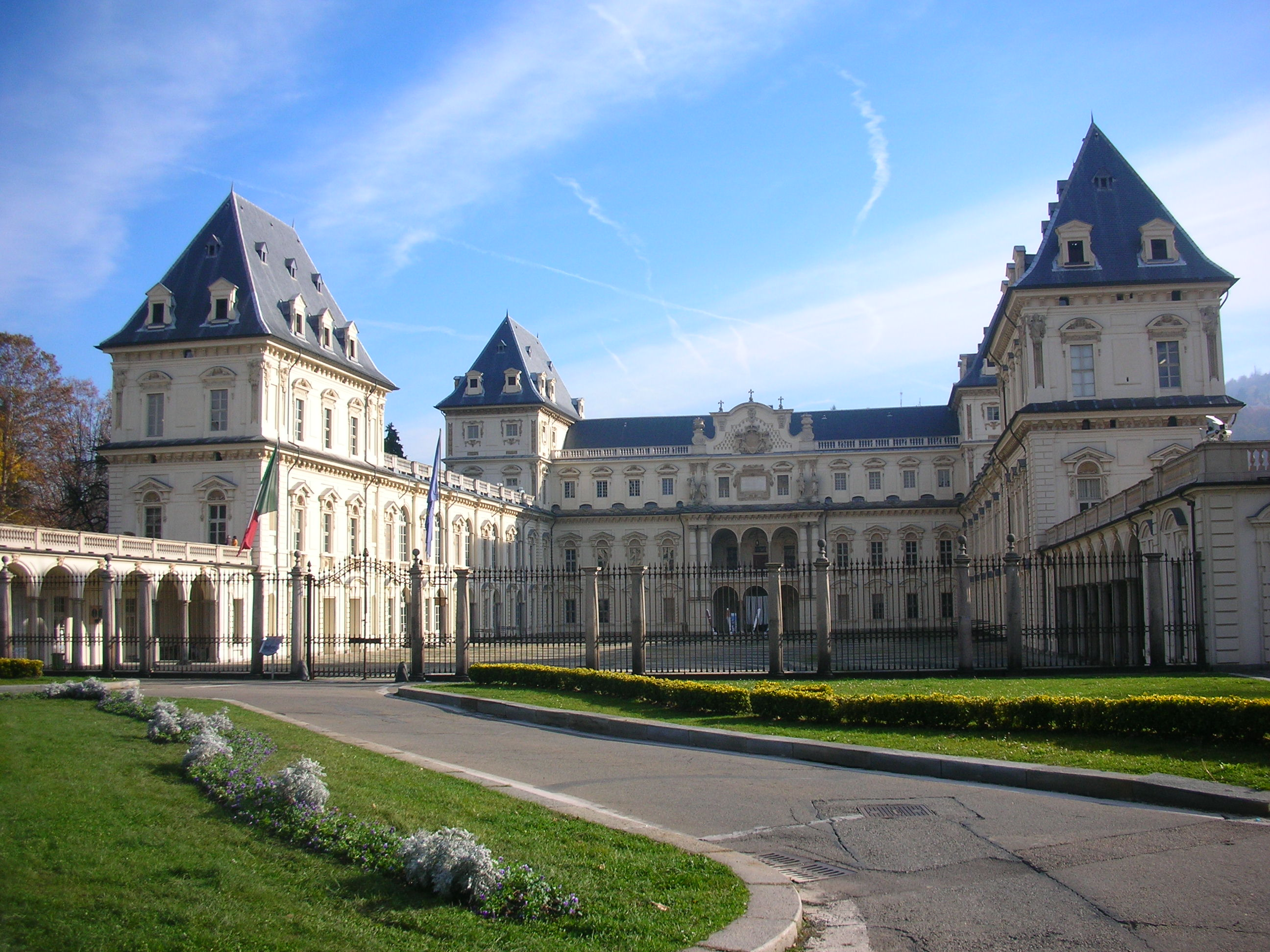
Кастелло дель Валентино, парадний двір.

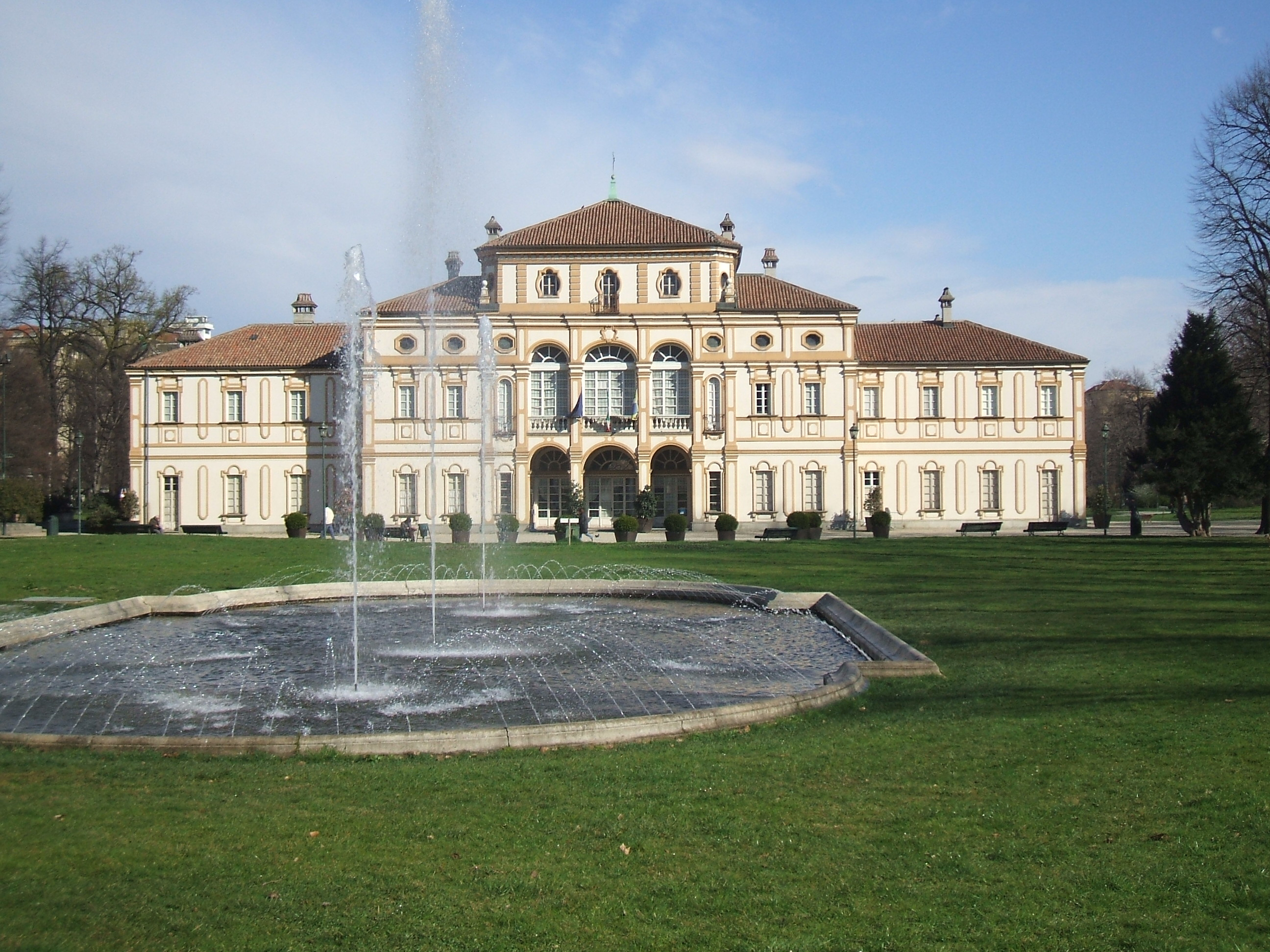
Вілла Торезьєра

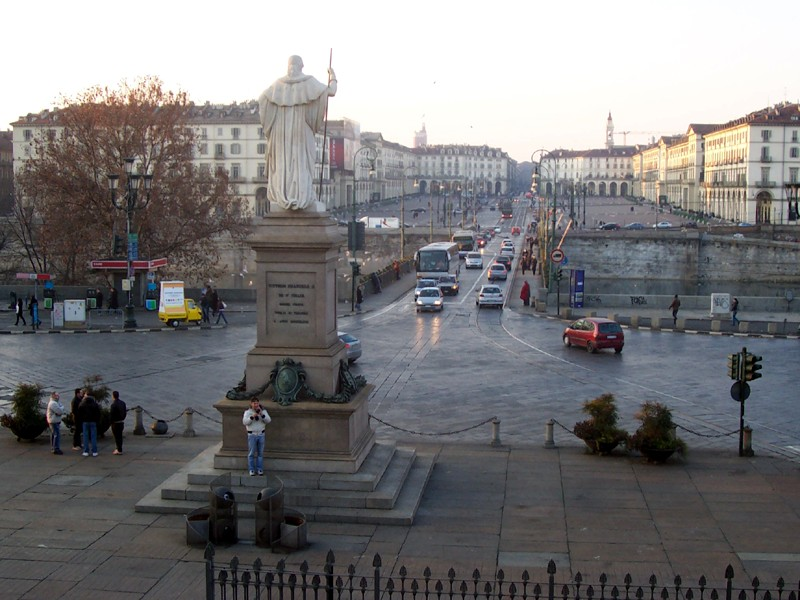
Площа Вітторіо Венето

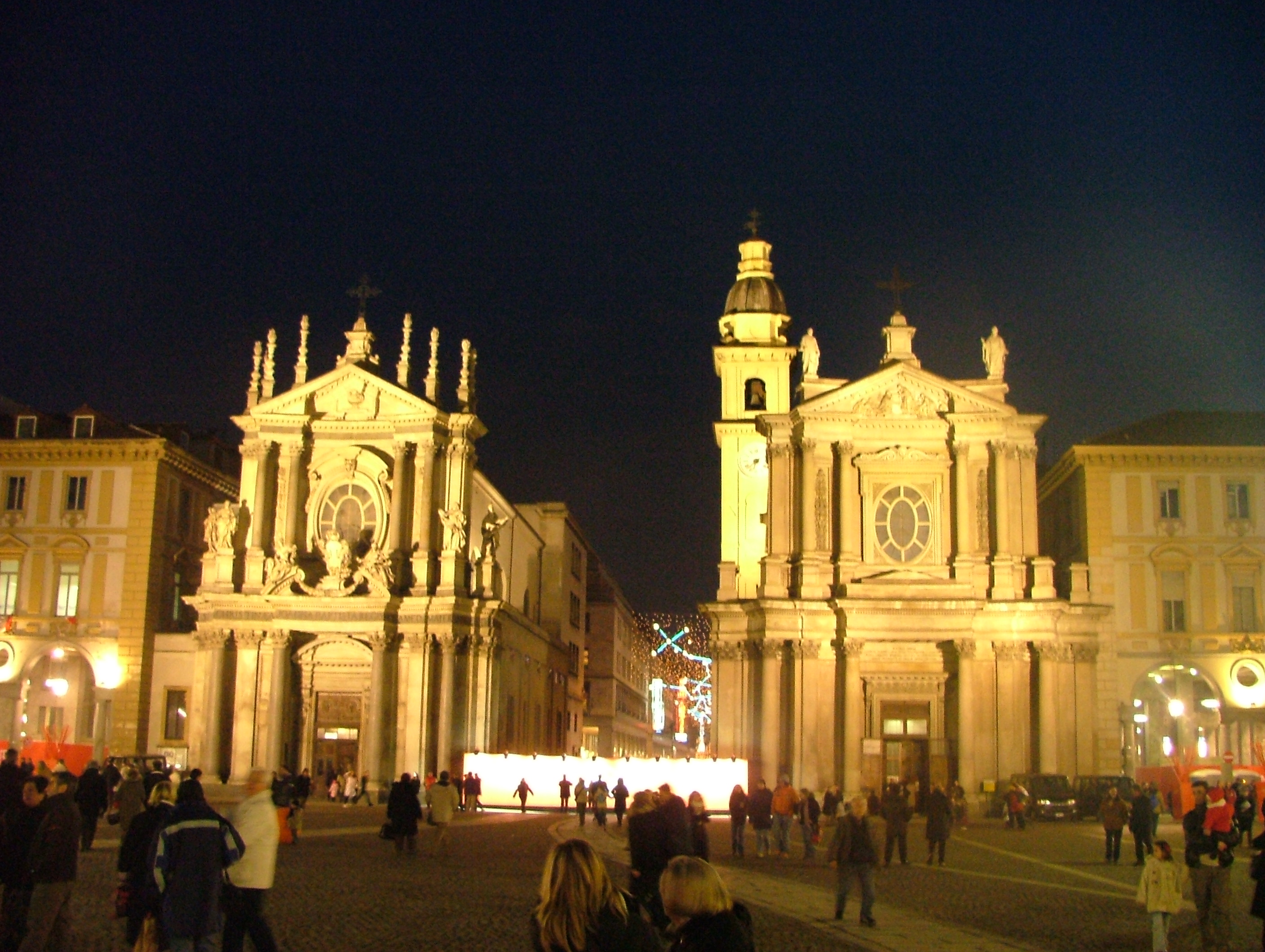
Площа Сан Карло вночі.

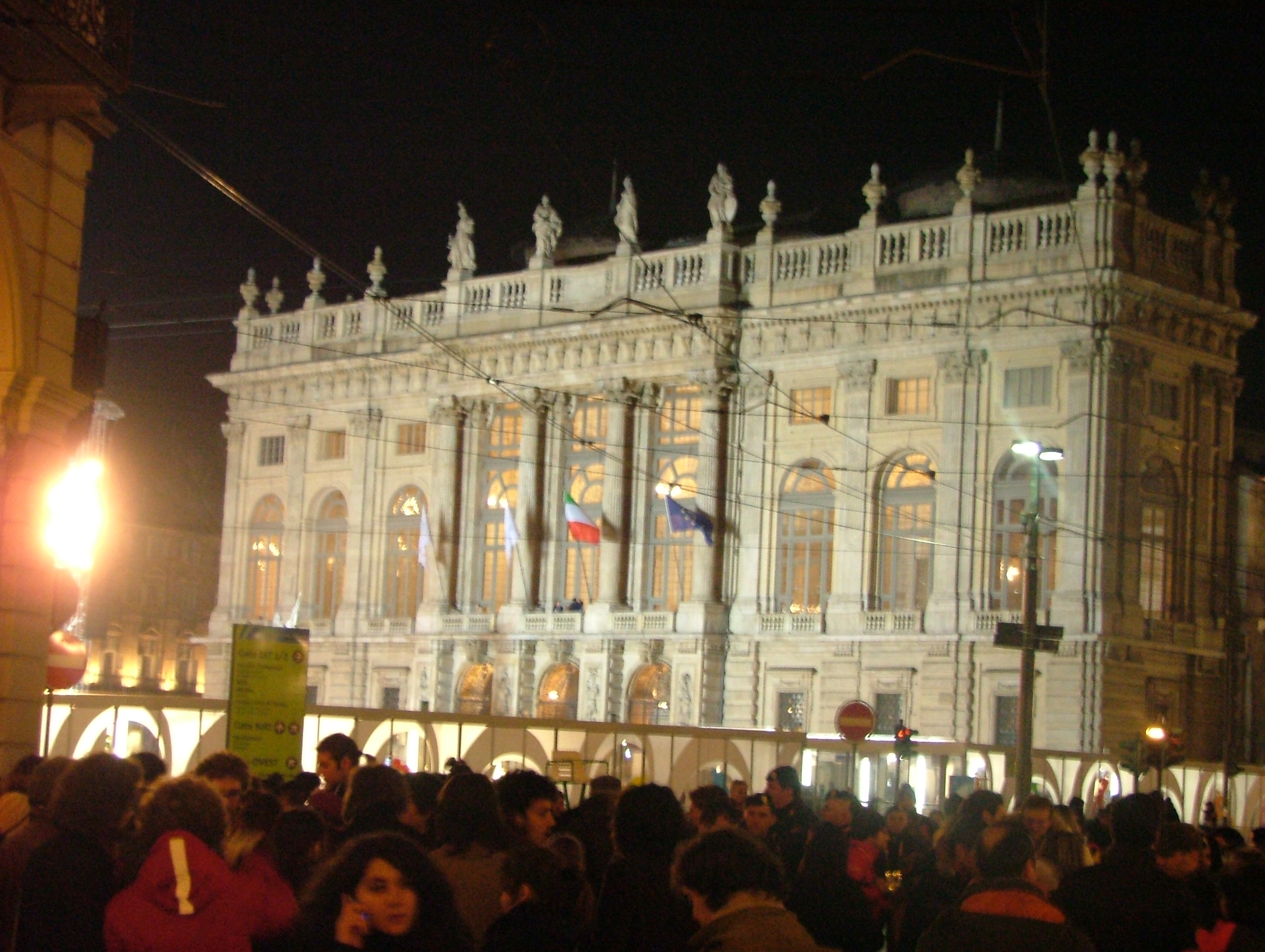
Палаццо Мадама.

Незалежний від Риму центр барокової архітектури склався в П'ємонтському королівстві. Армії Еммануеля Філібера Савойського та згодом Карла Еммануеля І сприяли створенню сильного П'ємонтського королівства, здатного захистити себе. Традиційно П'ємонт був орієнтований не на папський Рим, а на Францію і Париж. Значущі військові і культурні досягнення французького абсолютизму, перемога над опозиційною аристократією, пишна забудова Парижа і створення парадної резиденції в Версалі стають ідейними зразками для володарів П'ємонту.
Столиця П'ємонту місто Турин швидко втрачає середньовічне розпланування і забудовується на зразок шахової дошки, з широкими проспектами, котрі закінчуються прямокутними площами. Турин вигідно відрізнявся від більшості італійських міст і самого Риму широкими проспектами, ясним розплануванням, дещо сухою і раціоналістичною архітектурою. Першу реконструкцію плану міста провів архітектор Асканіо Вітоцці, родом з міста Орв'єто і запрошений в Турин ще 1584 року. Реконструкція в Турині збіглася хронологічно з обмеженим переплануванням в папському Римі, яке провів Доменіко Фонтана.
Після смерті Асканіо Вітоцці 1615 р., справу перепланування і розбудову столичного міста продовжили Карло і Амедео ді Кастелламонте. Зразком для них продовжує бути забудова Парижу — зі зручними вулицями для пересування карет, прямокутними площами, парадними палацами заможних городян і місцевих аристократів, короля з дому Савойських (Королівський палац за проєктом Амедео ді Кастелламонте). У парку Королівського палацу використані начерки уславленого французького паркобудівника Андре Ленотра ще за його життя (1697 рік). Палац Кастелло дель Валентино — туринський палац за французьким зразком (і за розплануванням в парку, і за фасадом, повернутим до річки По).

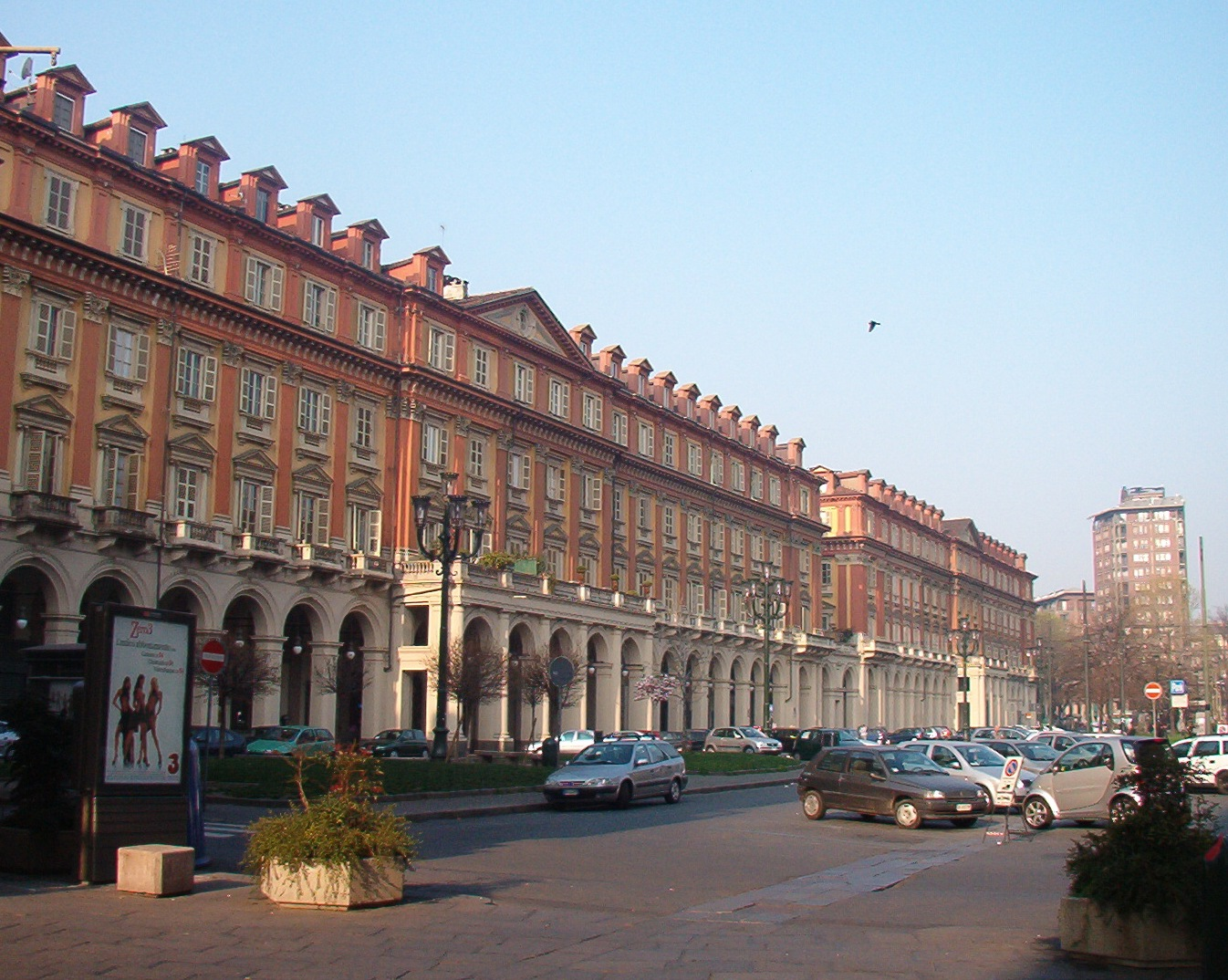
Забудова площі Закону.
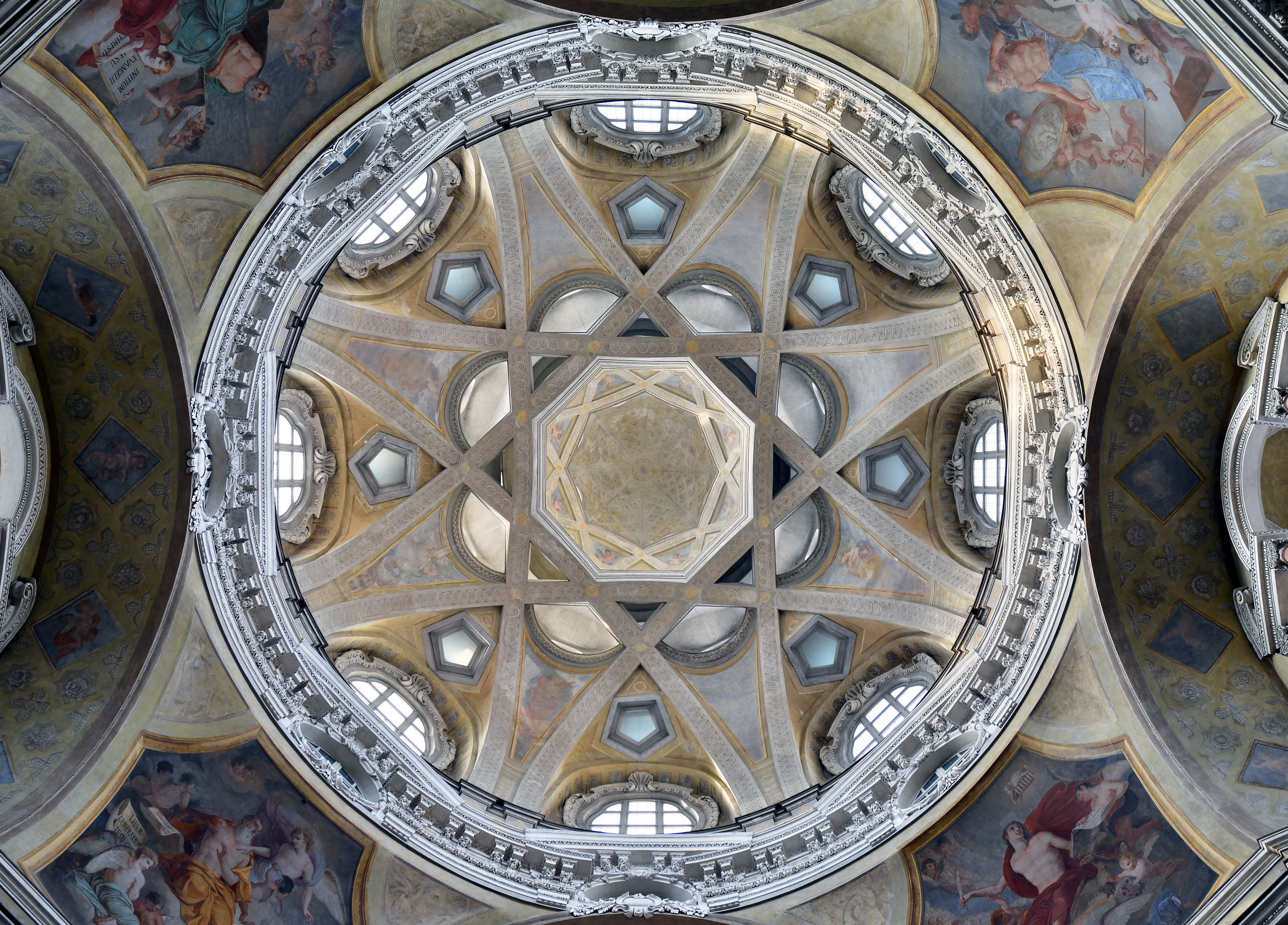
Гваріно Гваріні. Купол церкви Сан Лоренцо.
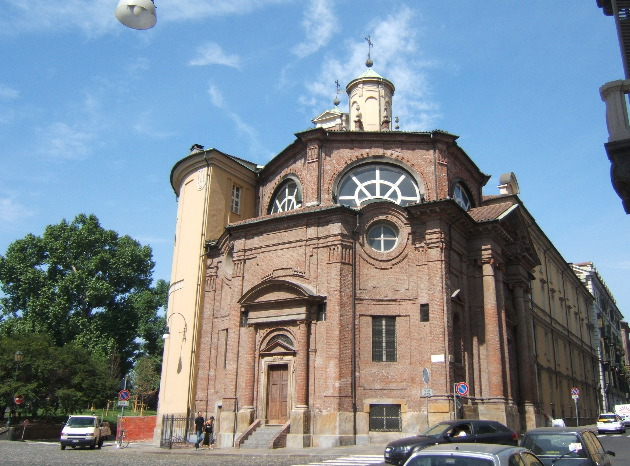
Церква Сан Мікеле, Турин.
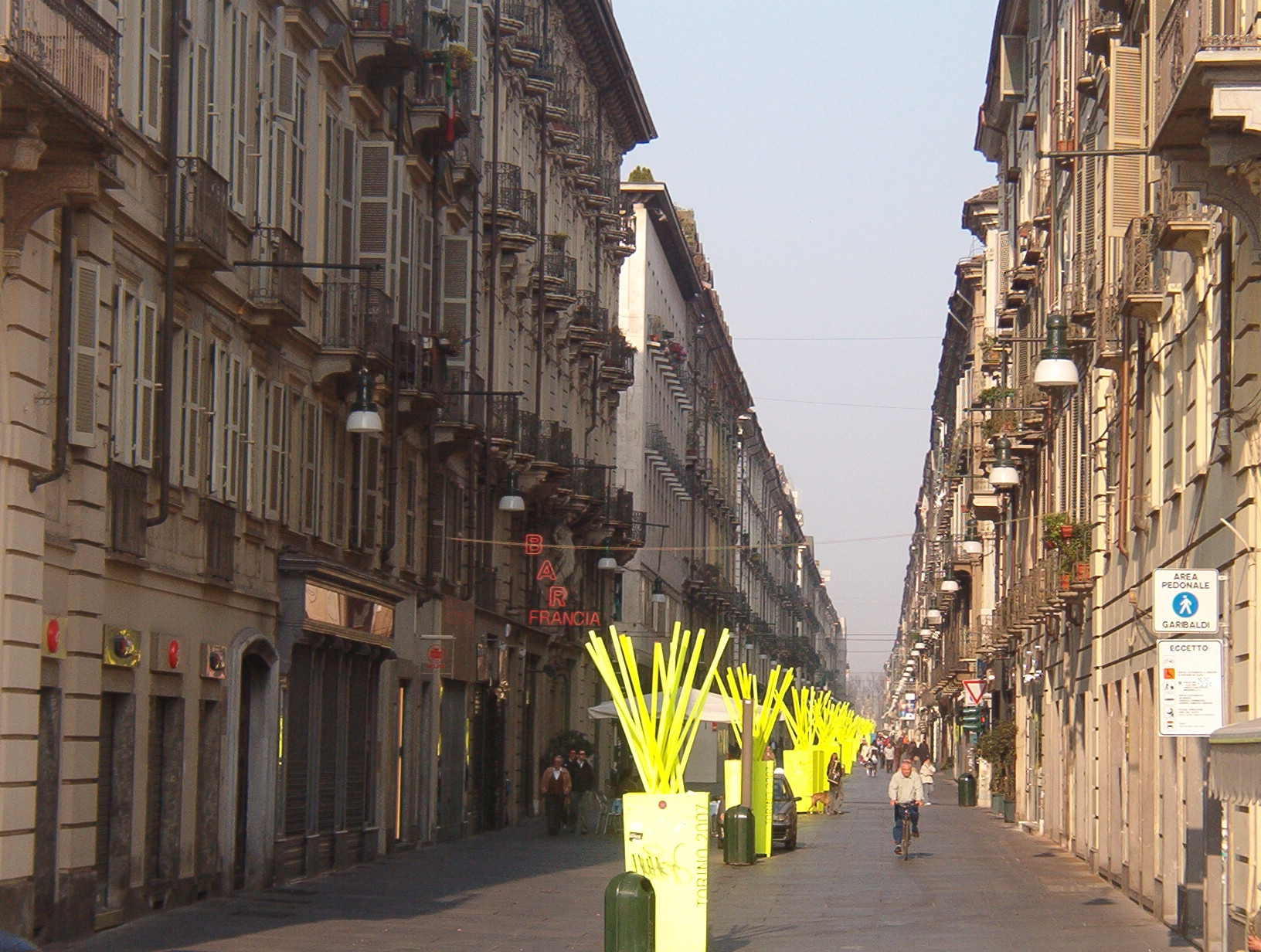
Вулиця Гарібальді.

Надзвичайно важливою була для міста діяльність архітектора Гваріно Гваріні (1624—1683), уродженця міста Модена. Чернець театинського ордену, математик і філософ, він встиг постажуватися і попрацювати як архітектор в Мессіні і в Парижі. Під час перебування в Римі він не оминув вивчення творів Борроміні і Берніні. В повній мірі знання і непересічне обдарування ченця-філософа і науковця розкрилось в Турині. Серед найкращих творів Гваріні в місті — каплиця Сан Сіндоне в катедральному соборі, церква Сан Лоренцо, палаццо Каріньяно. Архітектори Турина майстерно і тверезо використовували як коштовні, так і дешеві матеріали: мармур, метал, декоративні ґратки, тинькування, ліплення, руст і його імітації, лекальну цеглу. Парадні фасади палаців Турина часто виконані з простої цегли, де вигідно обіграні її властивості, віртуозна кладка, її гра при різному освітлені. Лише іноді парадні фасади церков Турина нагадують уславлені зразки церков Риму (головний фасад церкви Санта Кристина, вибудований за проєктом Філіппо Ювара вже 1718 року). За прикладом Рима будують і заміські вілли, де надміру використано увесь арсенал барокового декору (вілла делла Регіна кардинала Моріца Савойського) — ніші, скульптури, балюстради, тинькування, обеліски, маскарони тощо. Унікальною для Італії і місцевого бароко подією стане проєктування і будівництво королівського мисливського замку Ступініджі, де реалізована архітектурна ідея французького архітектора Жермена Бофрана.
Споруди Гваріно Гваріні відрізнялись сміливістю при раціональних математичних розрахунках, дійсною вишуканістю, конструктивною несподіваністю, запозиченнями з різних архітектурних джерел (конструкція арок з мусульманської Кордови, використана в куполі церкви Сан Лоренцо). Архітектурні опуси Гваріно Гваріні ніби були новим підтвердженням інтернаціональності і аполітичності архітектури заради служіння красі.

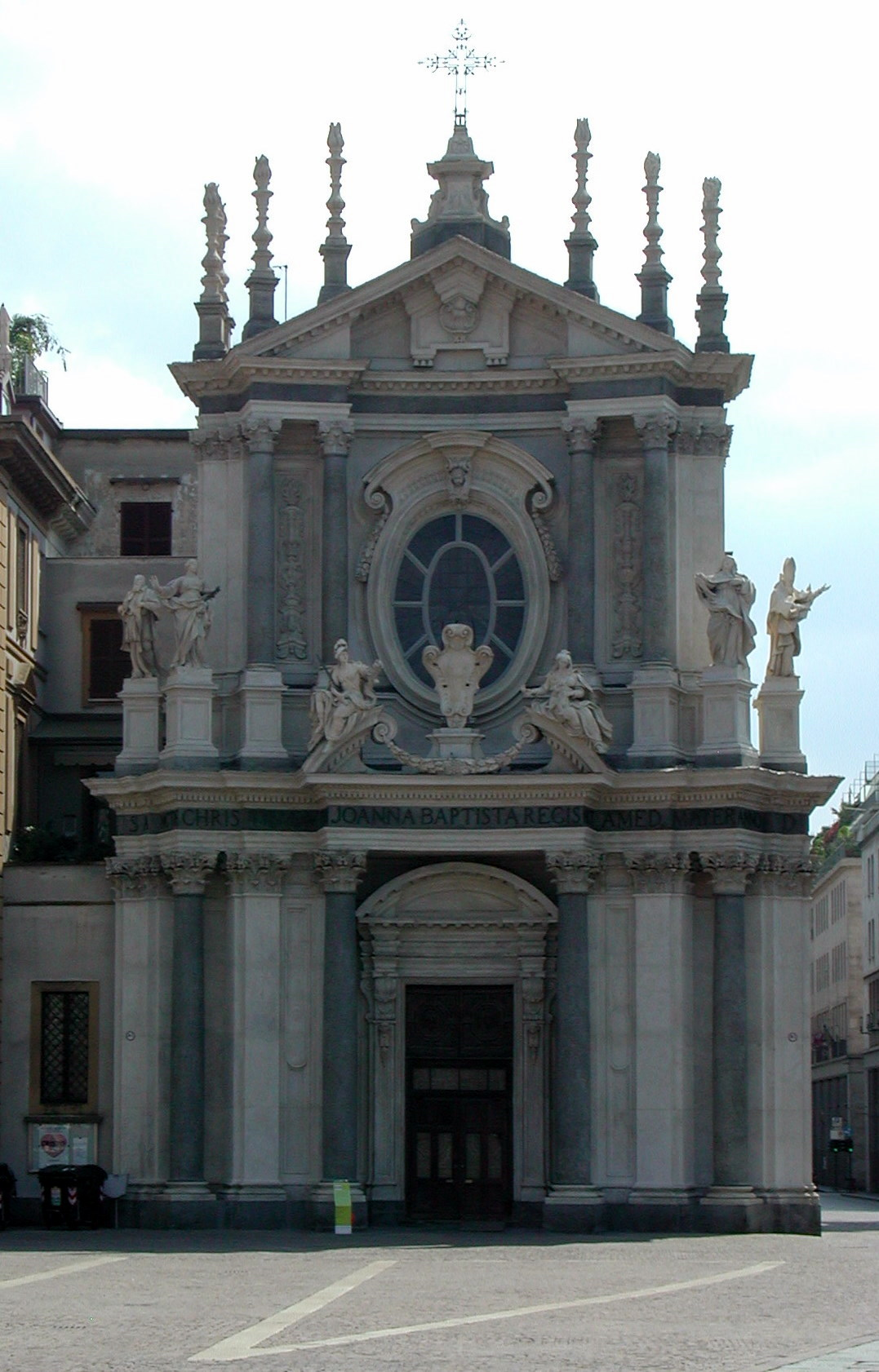
Церква Санта Кристина, Турин.
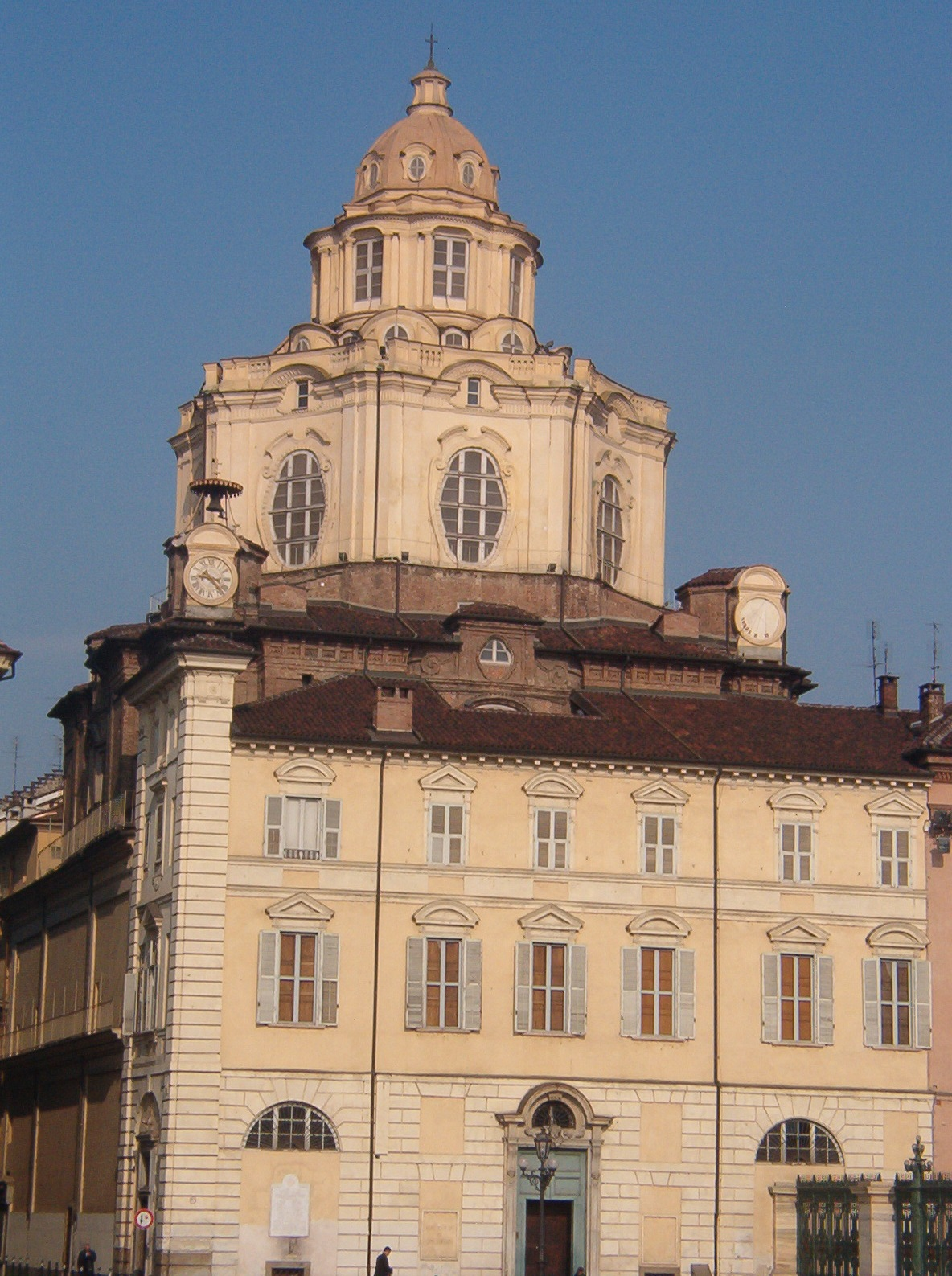
Церква Сан Лоренцо, Турин.
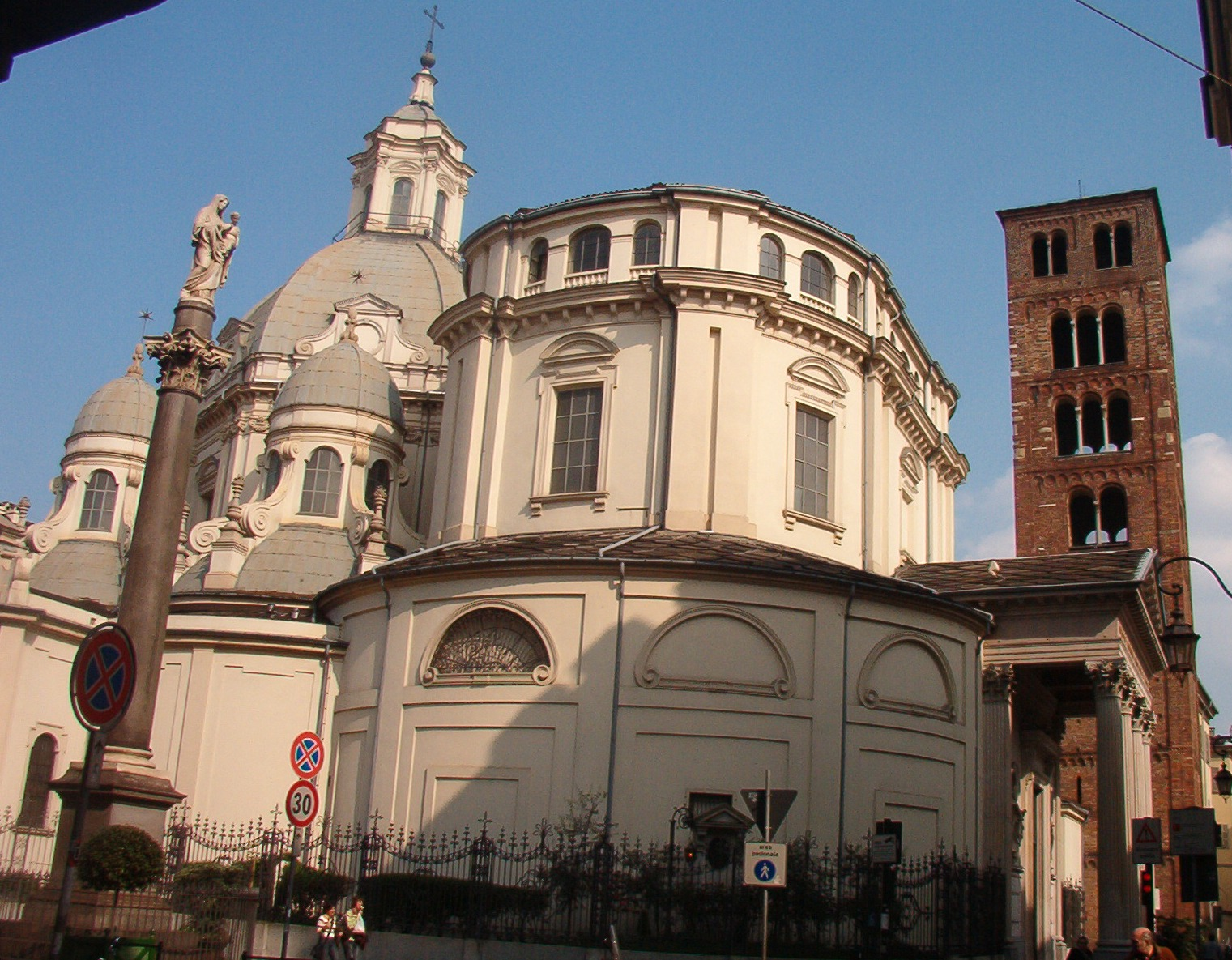
Церква і святилище Консолата, Турин
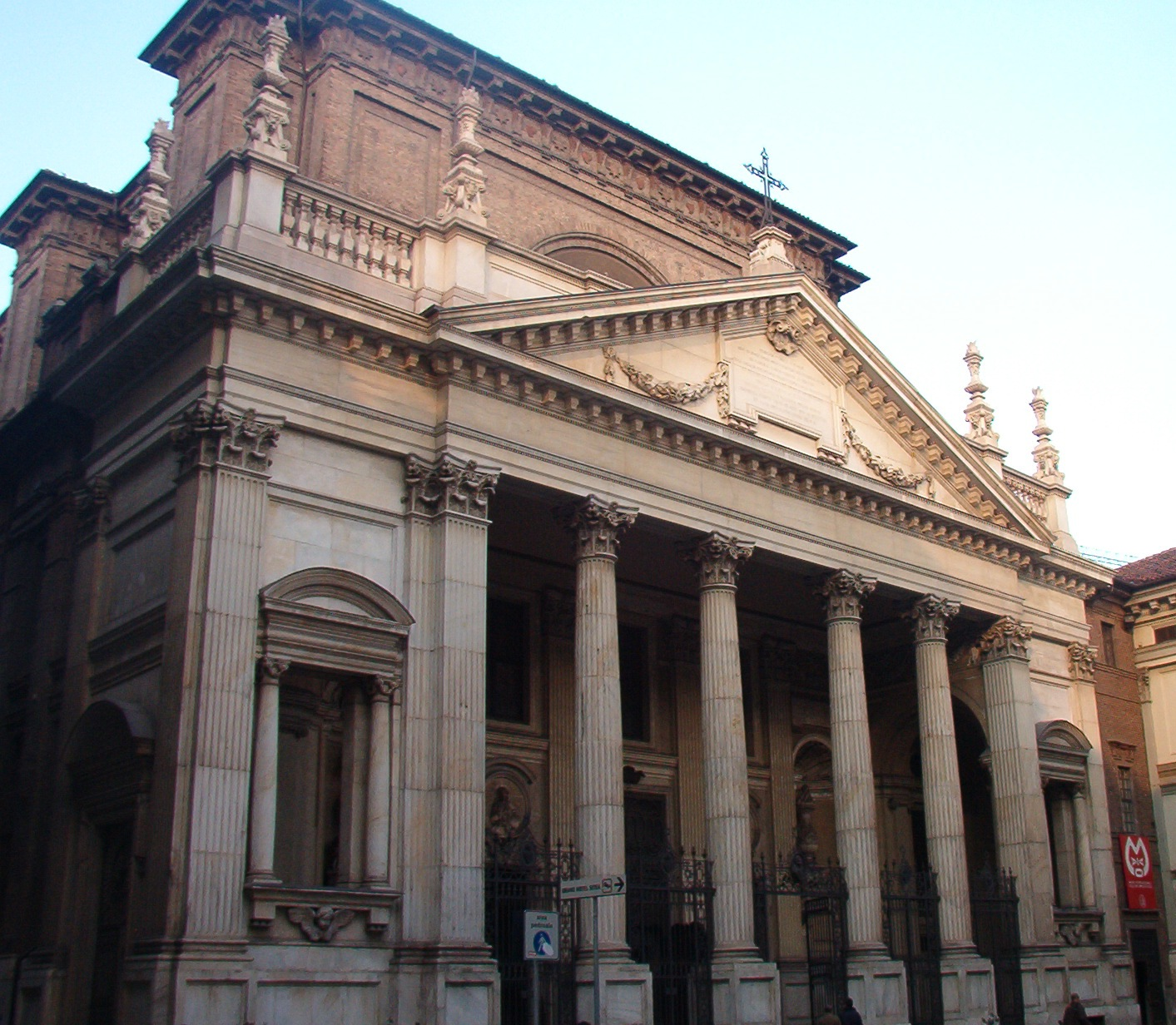
Церква Св. Філіпа Нері, Турин.

## Стан в живопису Італії
Докладніше: П'ємонтська художня школа

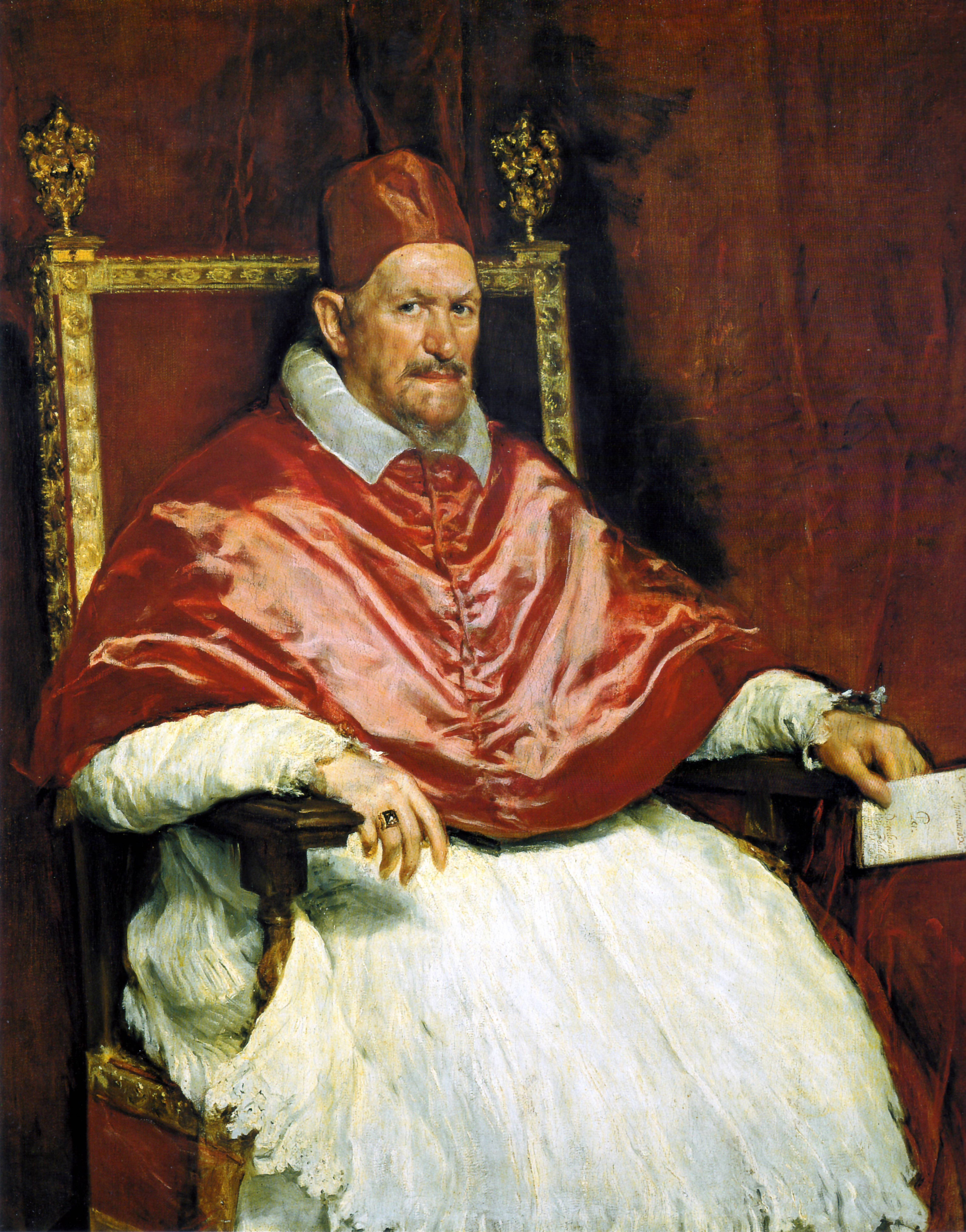
Портрет папи Інокентія Х

Період розвитку бароко в живопису не збігається з розподілом політичним. Дослідники вважають, що політично цей період розділений на Контрреформацію, очолену папським Римом, і Абсолютизм, характерний зразок якого виник у Франції 17 століття за короля — сонце.
В Римі, офіційній столиці папи римського, склалася так звана Велична манера в живопису (« maniera grande»). Цей живопис був абсолютно пов'язаний з історичним і міфологічним жанром. А втілення сюжетів обумовлювало античні чи біблійні теми в ідеальному оточенні, з ідеальними фігурами, штучно очищеними від побутовості. Герої були величні, вічно молоді, повні здоров'я і бадьорості, рухались чи стояли в величних позах і з величними ж жестами. Образи відверто героїзували і подавали як приклади чеснот чи зразки для наслідування в поведінці. Приклади Величної манери дали у 17 столітті художники П'єтро да Кортона, Аннібалє Каррачі, Гвідо Рені, Гверчіно. Велична манера славила католицьких святих, папу римського, давньоримських імператорів і сучасних їй політичних володарів. В орбіту Величної манери були втягнуті стінопис (фрески) в церквах і в палацах, історичний живопис, вівтарний живопис і релігійна картина як така, парадний офіційний портрет.
Офіційну лінію втілювали митці, що обслуговували папський двір, практично двір феодала.

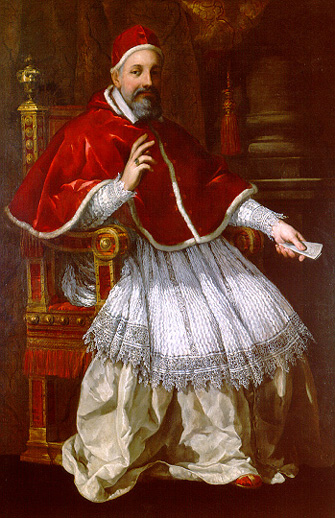
П'єтро да Кортона. Папа Урбан Восьмий Музей Капітоліні, Рим 1627
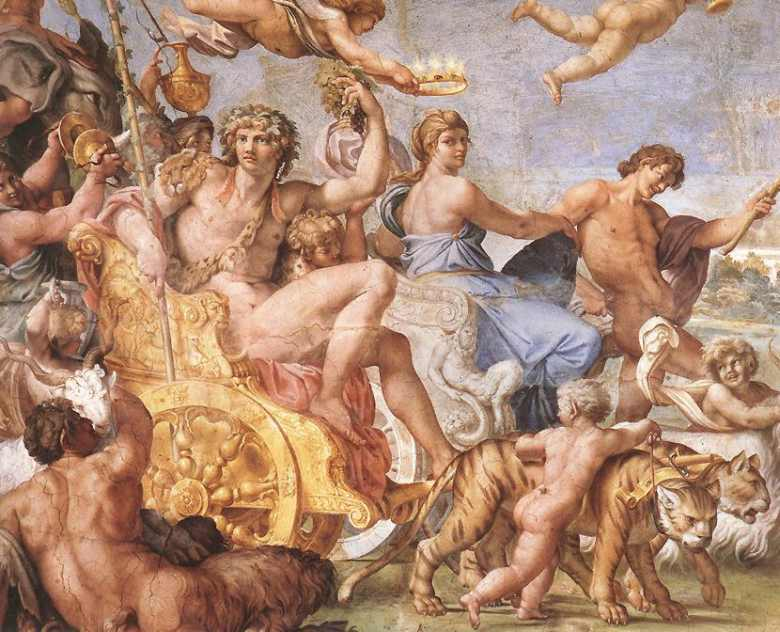
Аннібалє Каррачі. Тріумф Вакха і Аріадни, фреска.
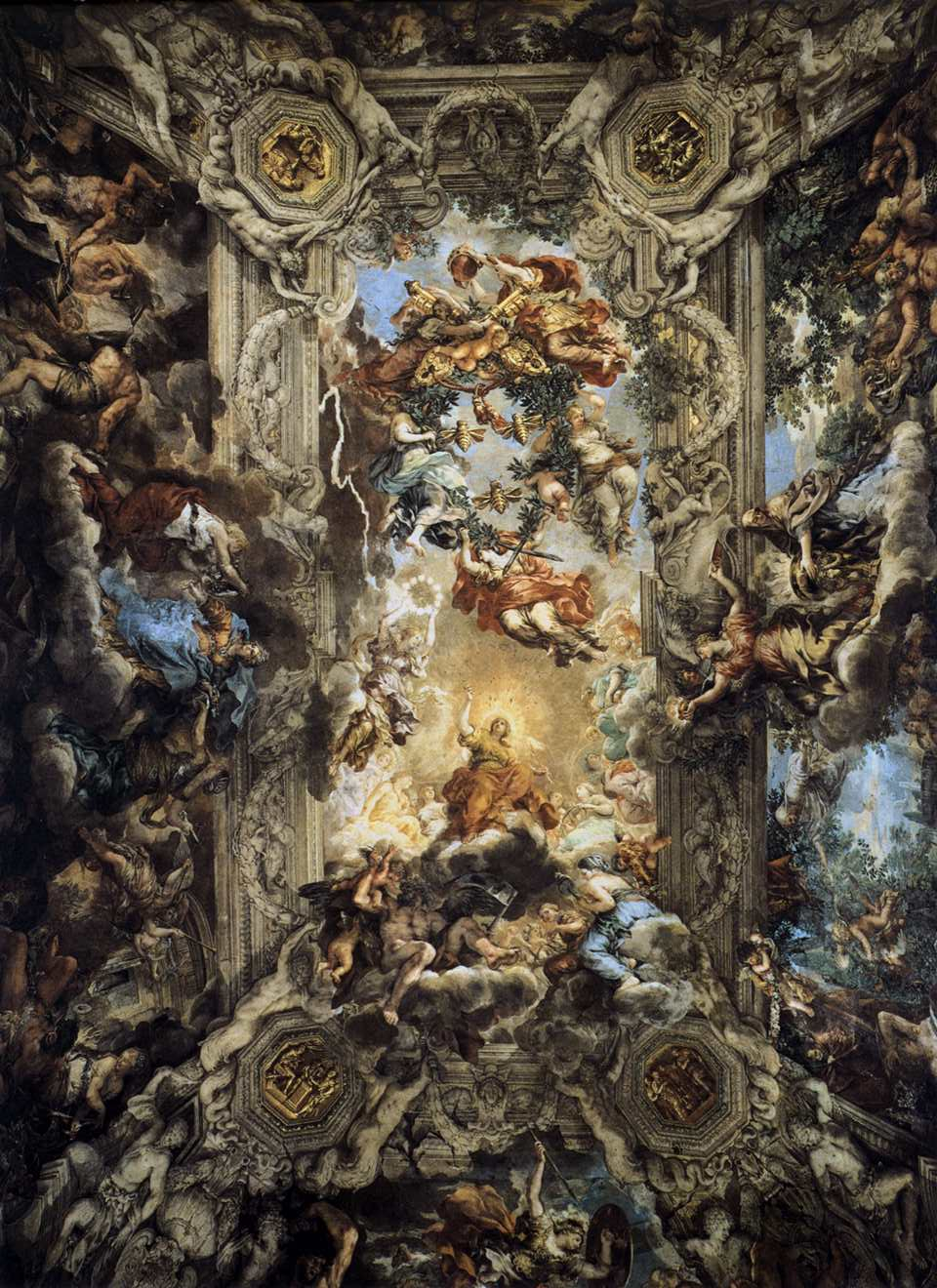
П'єтро да Кортона. Плафон палаццо Барберіні

У Римі виникає й демократична гілка бароко, уособлена у творах Караваджо і його послідовників. Караваджо не співвідносив свої твори з вимогами аристократичного «Величного стилю» (хоча більша частина його творів релігійної тематики, монополізованої величної манерою), а наповнював їх справжніми почуттями демократичного, народного оточення, почуттями, які добре знав і сам. Чужинство Караваджо добре відчували представники офіційного мистецтва папської столиці, котрі спричинили кампанію нищівної критики художньої манери митця і дискредитацію його авторитету за його життя та в теоретичних трактатах та мемуарах. Це не завадило малообдарованим митцям з табору офіційного мистецтва вивчати художні знахідки Караваджо і використовувати їх у власних творах (Джованні Бальоне)…

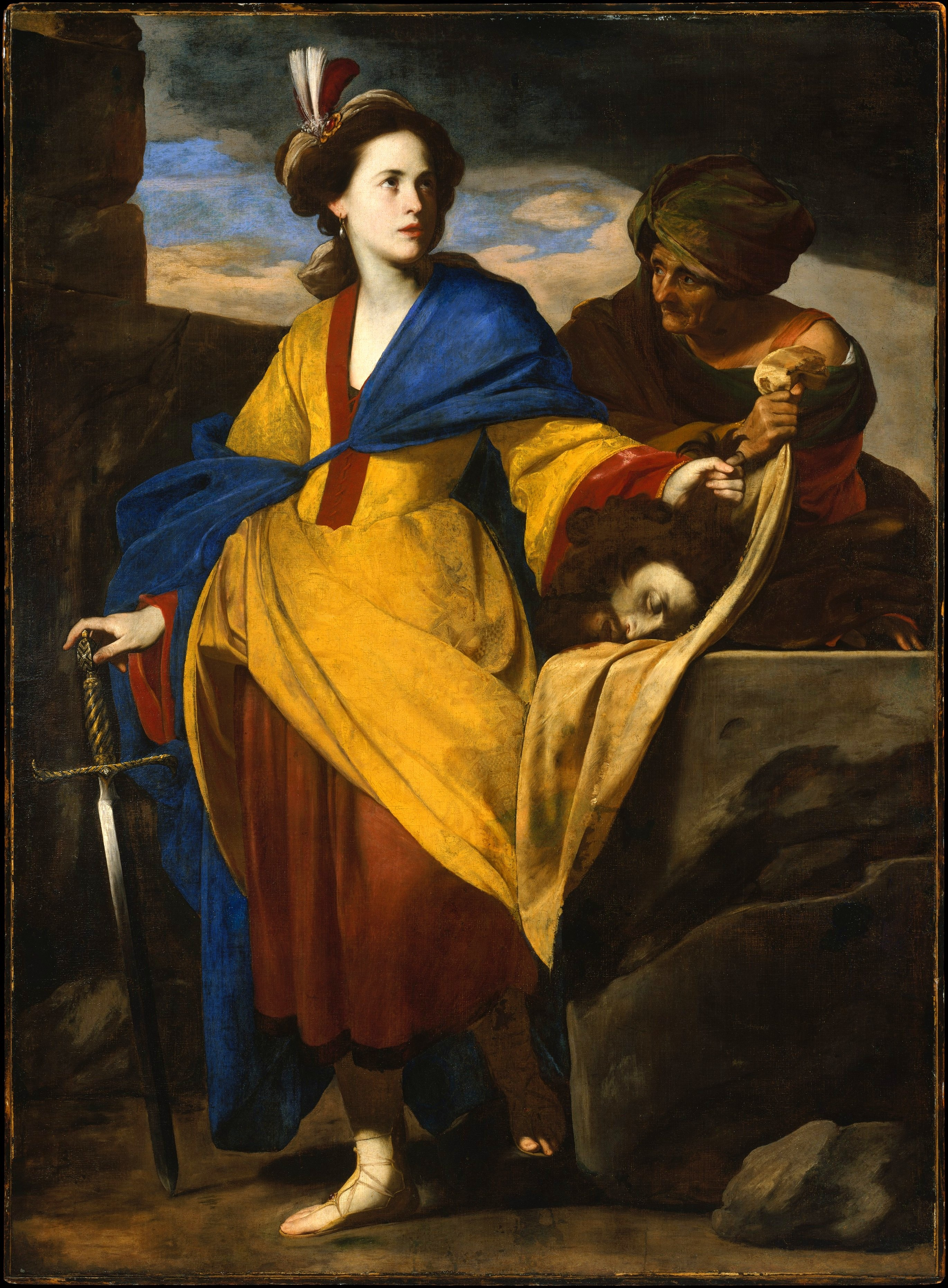
Массімо Станціоне. Юдиф з головою Олоферна. Метрополітен-музей.
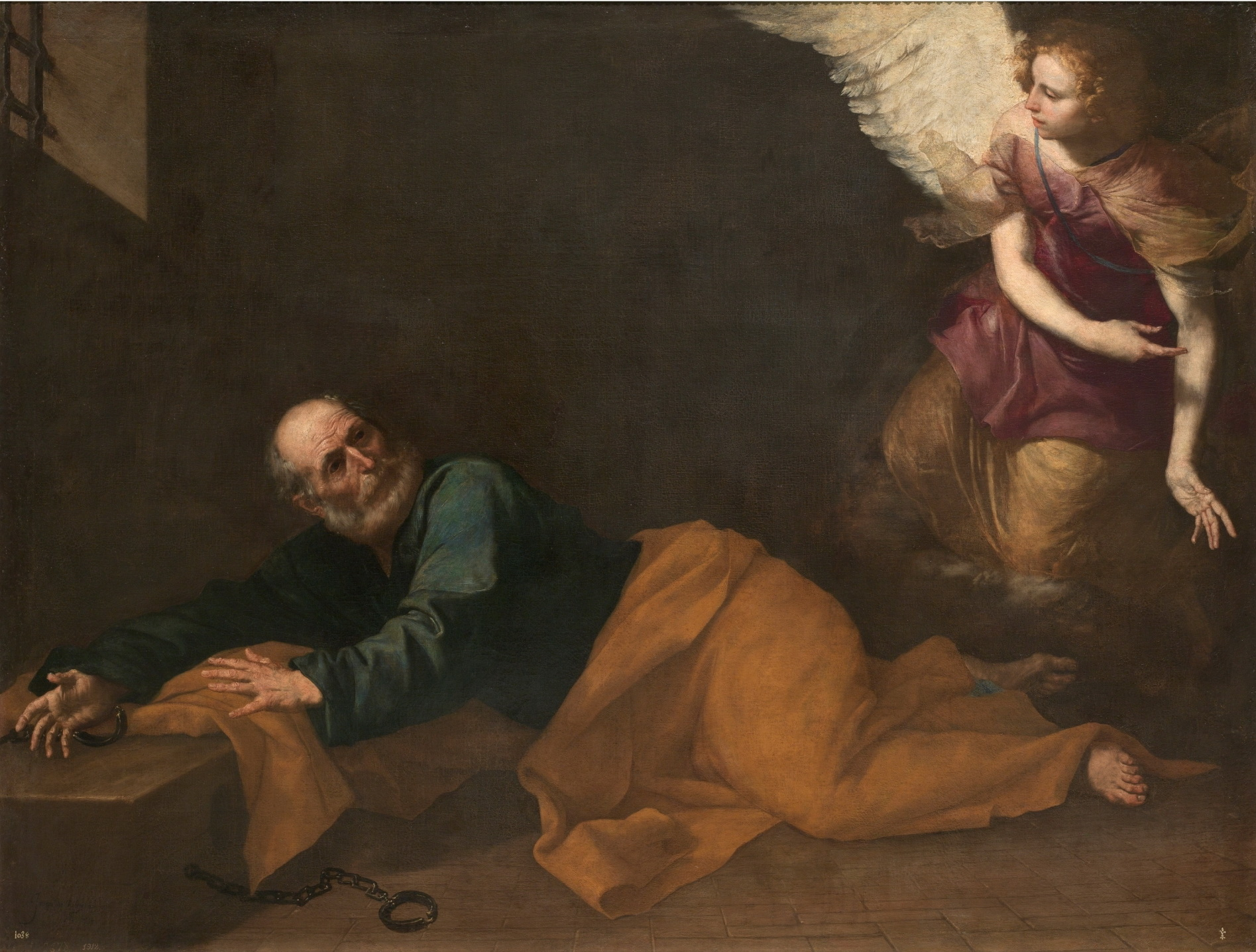
Хосе де Рібера. «Янгол виводить Апостола Петра із в'язниці»
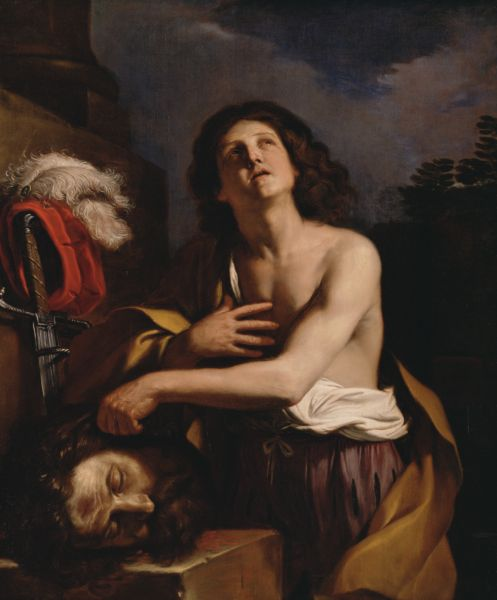
Гверчіно. «Молитва Давида поряд з відрубаною головою Голіафа»
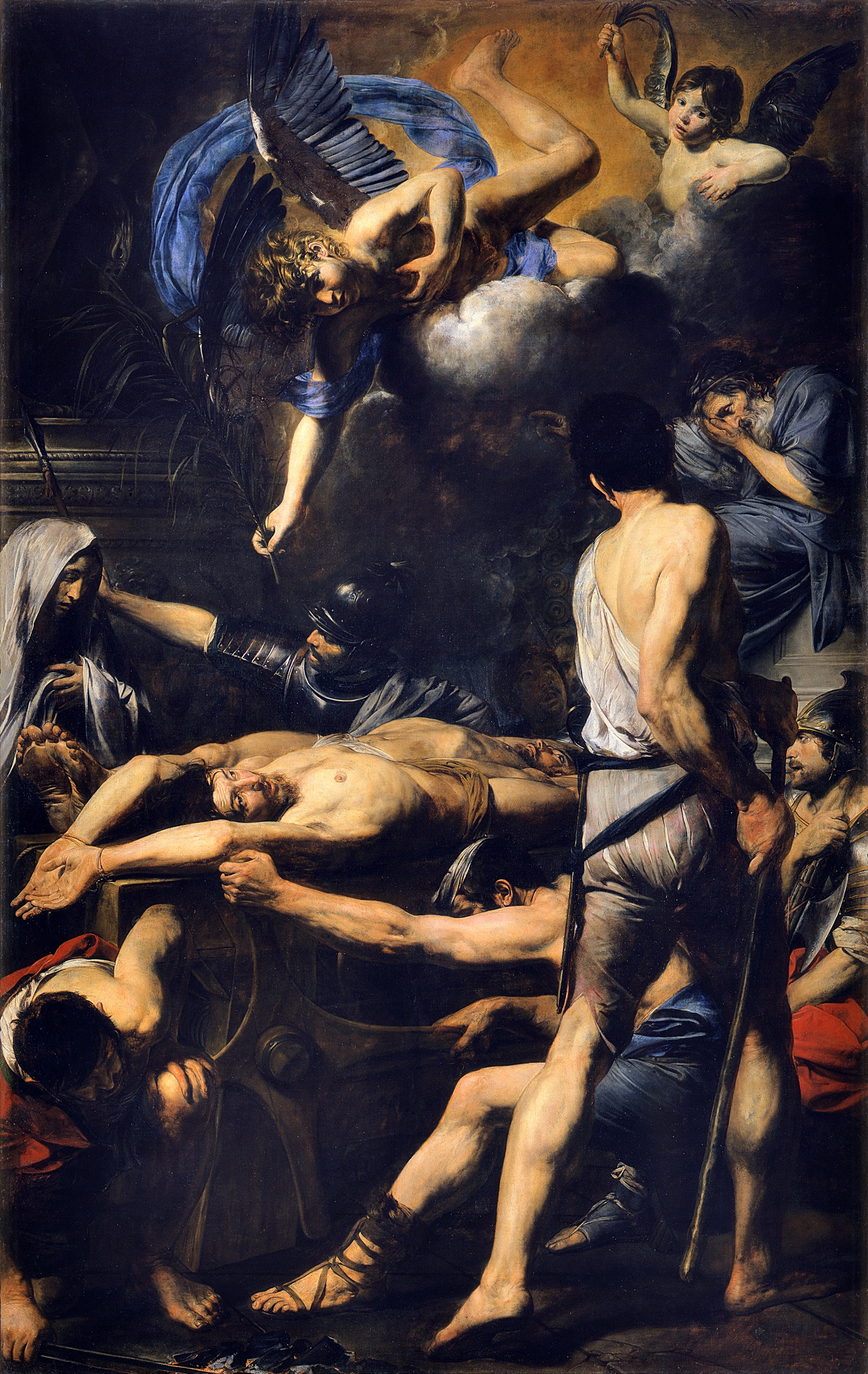
Валантен де Булонь. «Мучеництво Св. Мартіріана і Процессуса».
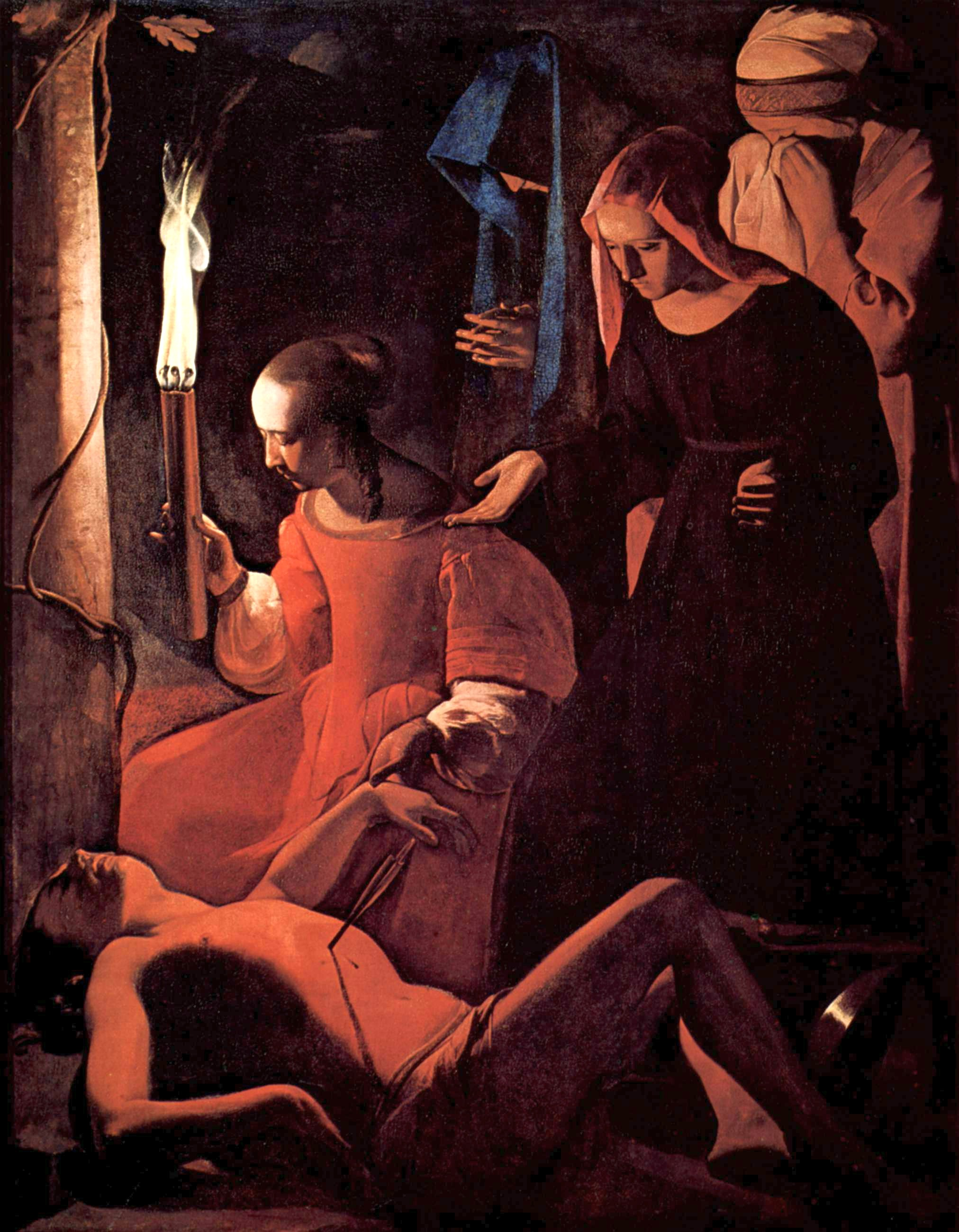
Жорж де Латур. «Свята Ірина рятує Св. Себастьяна вночі».
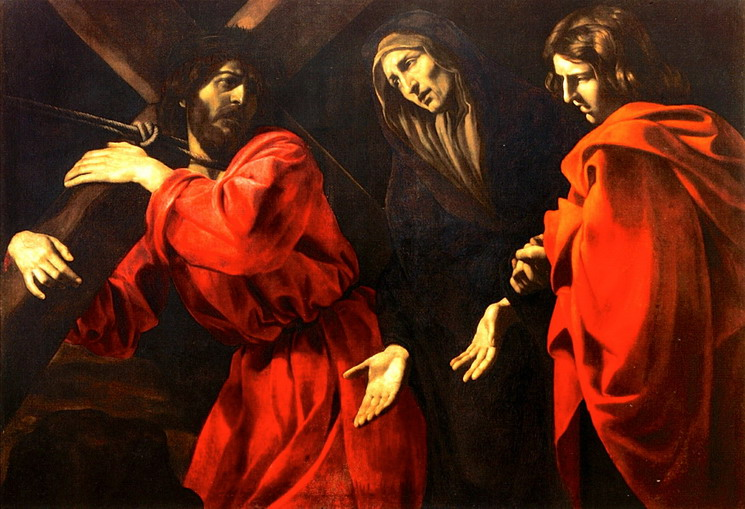
Баттістелло Караччоло. «Шлях на Голгофу», до 1622 р., Музей Каподімонте, Неаполь.
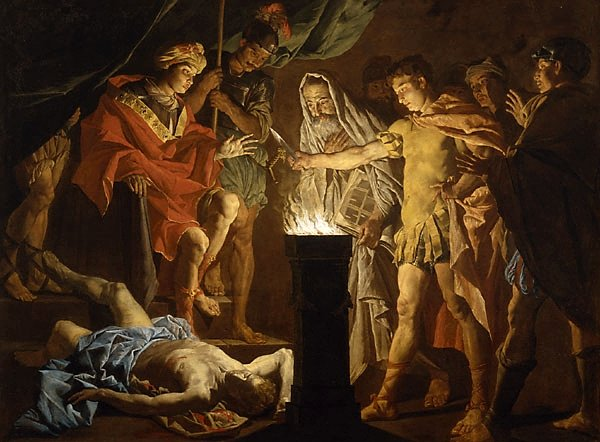
Матіас Стомер. «Полонений Муций Сцевола спалює власну руку аби налякати загарбника Порсену».
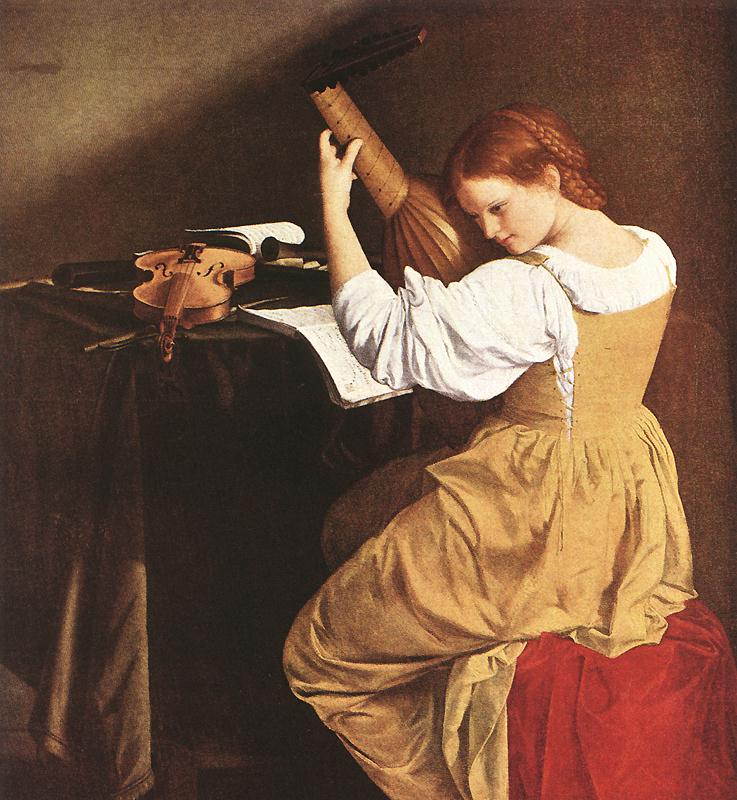
Ораціо Джентілєскі. «Дівчина грає на лютні»
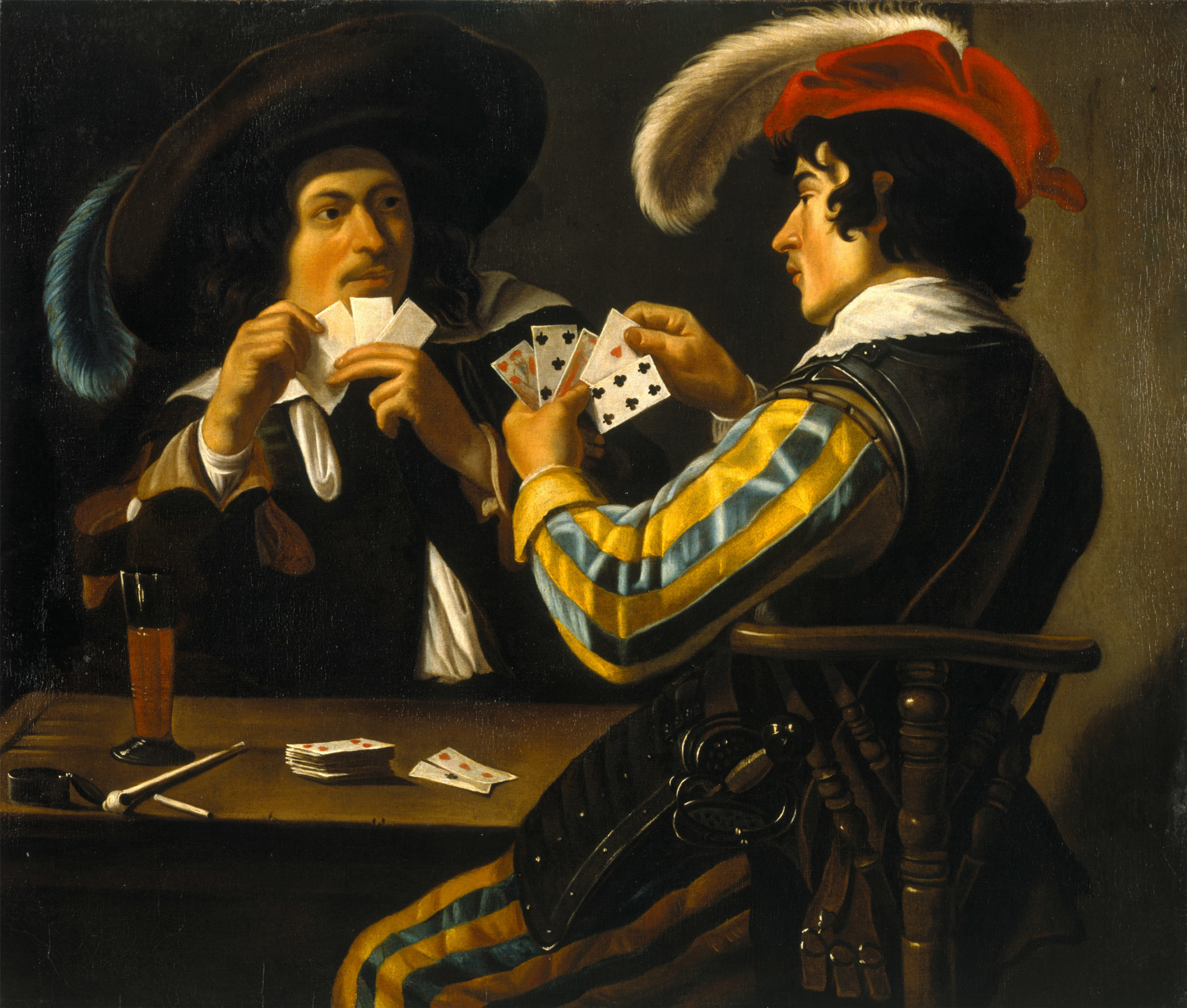
Теодор Ромбоутс, «Гра в карти», Зальцбург, Австрія
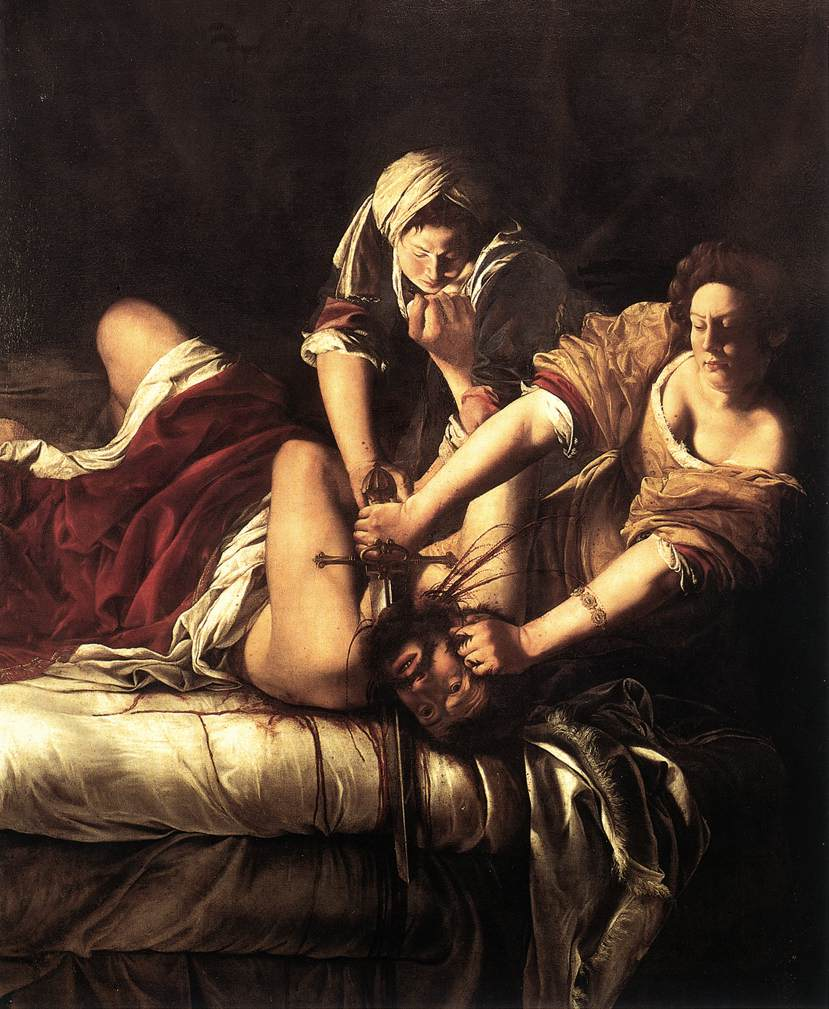
Артемісія Джентілескі. «Юдита вбиває Олоферна»

## Полеміка про надмірності живопису бароко в Римі
Навіть в такому потужному центрі бароко як папський Рим відчули надмірності в живопису бароко. Цікаво, що полеміка і теоретичні пошуки були перенесені до гільдії св. Луки і велися прихильниками бароко як стилю. Серед тих, хто виступав проти надмірностей барокового живопису — художник Андреа Саккі, учень і помічник уславленого П'єтро да Кортона. Справа не стільки у суперництві чи конкуренції між Андреа Саккі, що подорослішав, і П'єтро да Кортона. Інакше це можна було би розглядати як суперництво двох художників.
Справа в наявності в Римі прихильників античності (в її давньоримському варіанті і класицизму 17 століття). Тому тези про надмірність барокового живопису підтримали такі авторитетні і впливові римські митці як Ніколя Пуссен та Алессандро Альгарді, котрі самі помірно використовували стилістику бароко.

## Італійські художники реальності

Джузеппе Романі (1654—1727). «Концерт з лютнистом», кінець 17 ст.

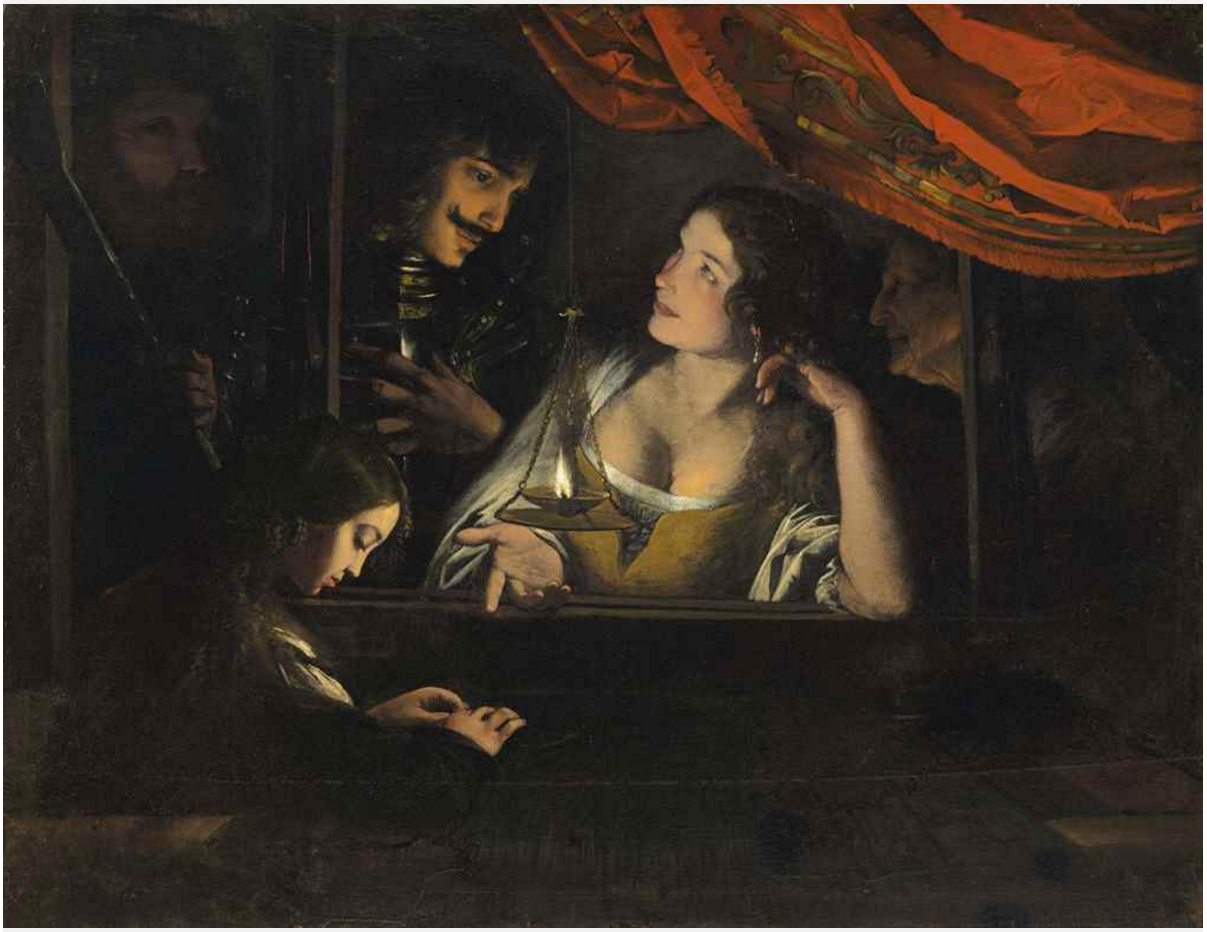
П'єтро Паоліні (1603—1681). «Вечірній концерт», середина 17 ст.

У 20 столітті продовжився процес глибокого дослідження мистецтва минулих епох, який почався в 19 столітті. Якщо мистецтвознавці 19 століття повернули славу Франса Галса, Яна Вермера, Ель Греко, то науковці 20 століття перевідкрили велич і високі мистецькі якості скульптур Пінзеля чи барокових «художників реальності».
Мистецтвознавець з Італії Роберто Лонгі звернув увагу на групу майстрів доби бароко, що посіли особливе місце в мистецтві тої доби. Вони не дотримувались Величної манери і не були прихильниками караваджизму. Невеличкі запозичення з обох стилістичних напрямків лише підтвердили їх співіснування з караваджистами і майстрами офіційної Величної манери («maniera grande»). При цьому ці майстри не втрачали своєї індивідуальності, своєї несхожості на творців церковних і палацових фресок чи прихильників тенебросо караваджизму.
Роберто Лонгі і назвав їх «художники реальності». До них зараховані:
- Карнео
- Ебергард Кейль (1624—1687), учень Рембрандта, що оселився в Італії.
- П'єтро Беллотті (1625—1700)
- Гаспаре Траверсі (1723—1770)
- Джакомо Франческо Чіппер (Тодескіні, працював у 1705—1736 рр.)
- Джакомо Черуті (1698—1767)

(дещо штучно до групи художників реальності приєднано Гаспаре Траверсі, Чіппер, та Джакомо Черуті, творчість котрих прийшлася на 18 ст., хоча продовжувала реалістичні тенденції попереднього століття в бароковому середовищі мистецтва Італії).
Висновок. В живопису Італії 17 століття історично склалась ситуація співіснування трьох мистецьких напрямків —
- Велична манера (maniera grande), офіційно підтримана урядом римських пап.
- Караваджизм, демократична гілка італійського бароко, підтримана як митцями Італії, так і митцями інших країн.
- «Художники реальності» (pittori della realta) або позастильовий напрямок за Робетро Лонгі[13]. Це ті художники, котрі не продемонстрували відвертої зацікавленості в стилі бароко[14] і працювали в межах індивідуально трактованого реалізму 17 століття.

На початку 17 століття ще активно працюють представники пізнього італійського маньєризму, котрий втрачав власні позиції. Творчі здобутки нових генерацій італійських та іноземних майстрів витісняють маньєризм на узбіччя мистецтва та в периферійні країни Європи (Голландія, німецькі князівства, Московія).

### Так звані «Художники реальності»

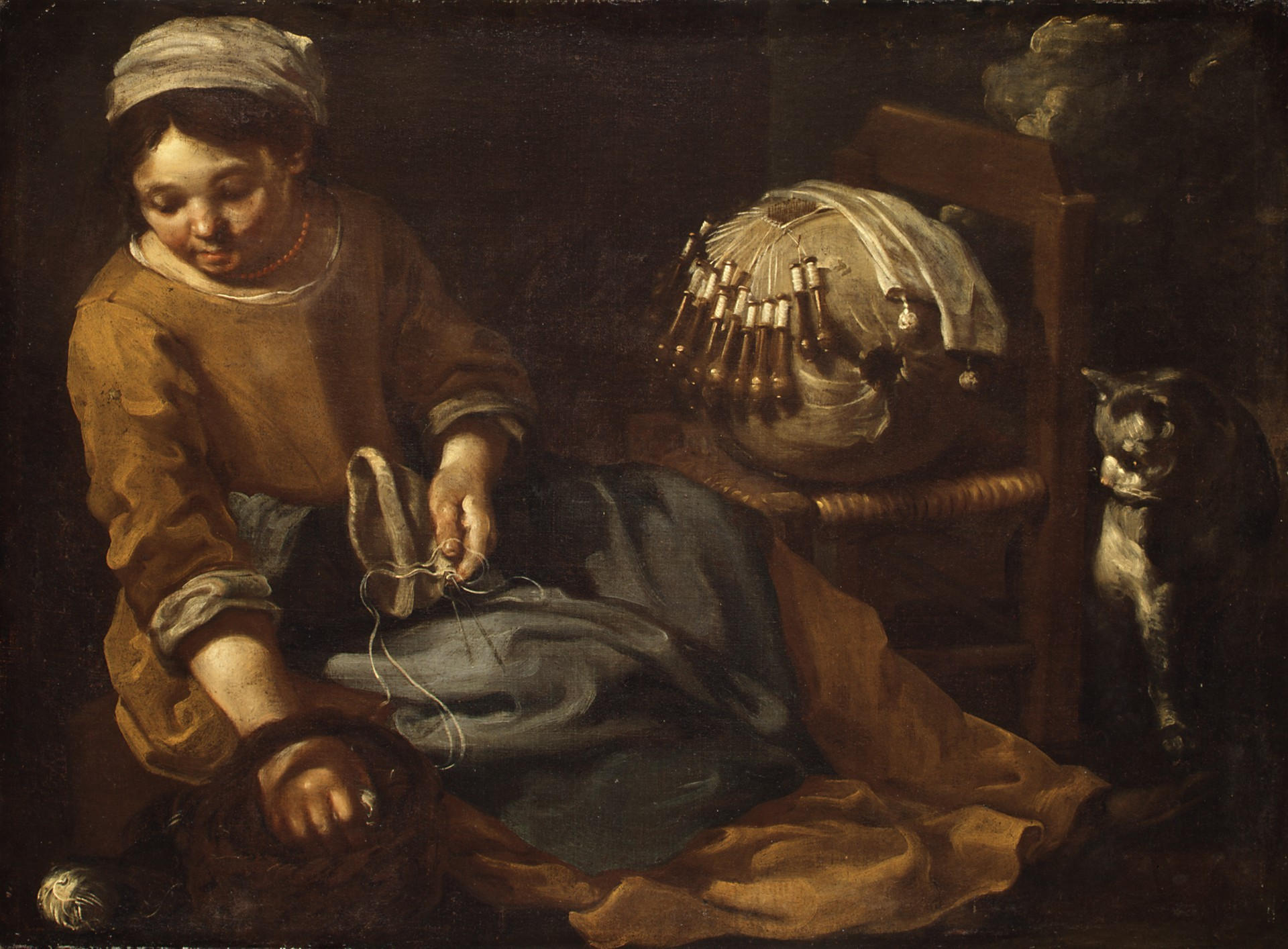
Ебергард Кейль. «Мереживниця»
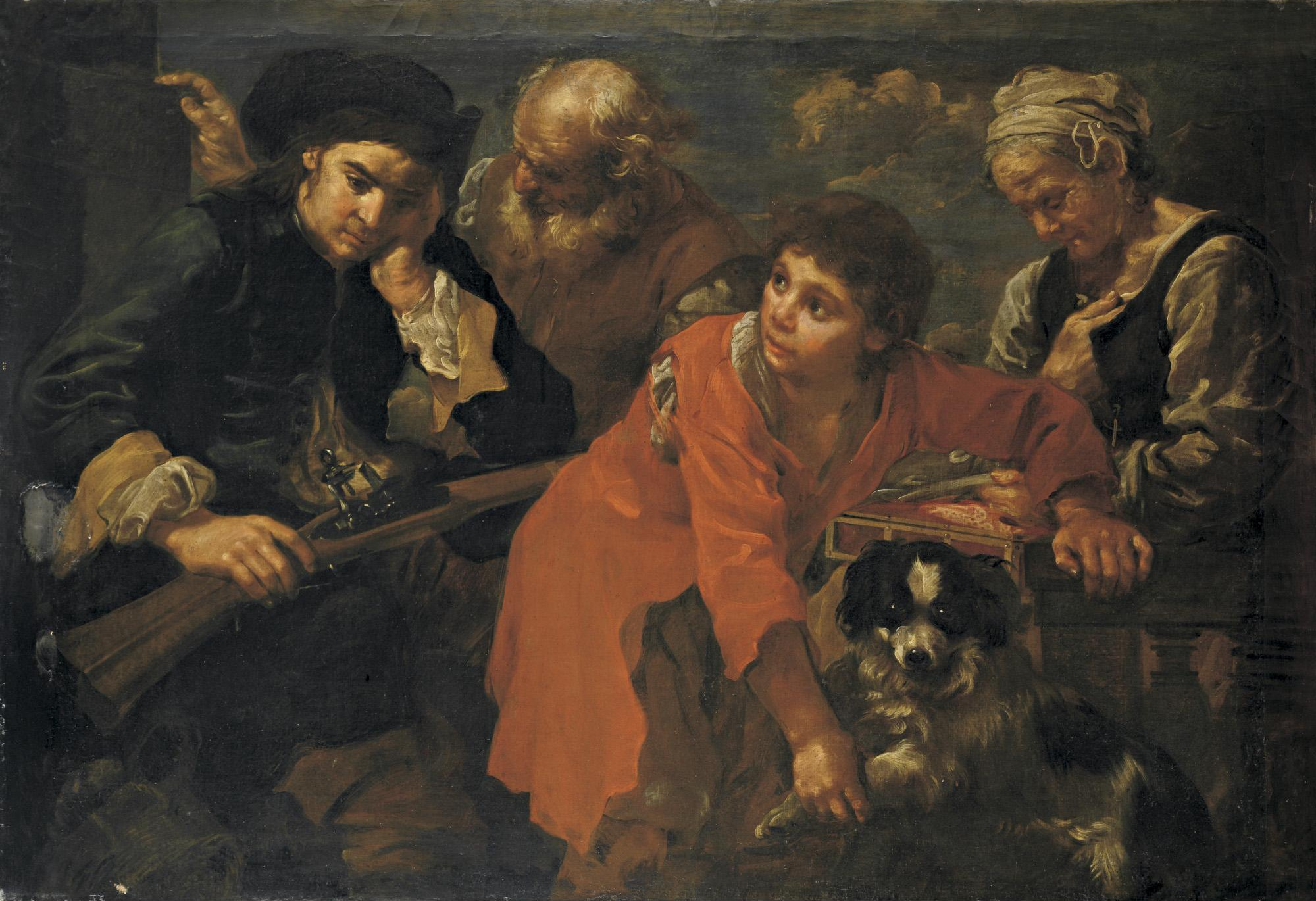
Ебергард Кейль. «Повернення з полювання», приватна збірка
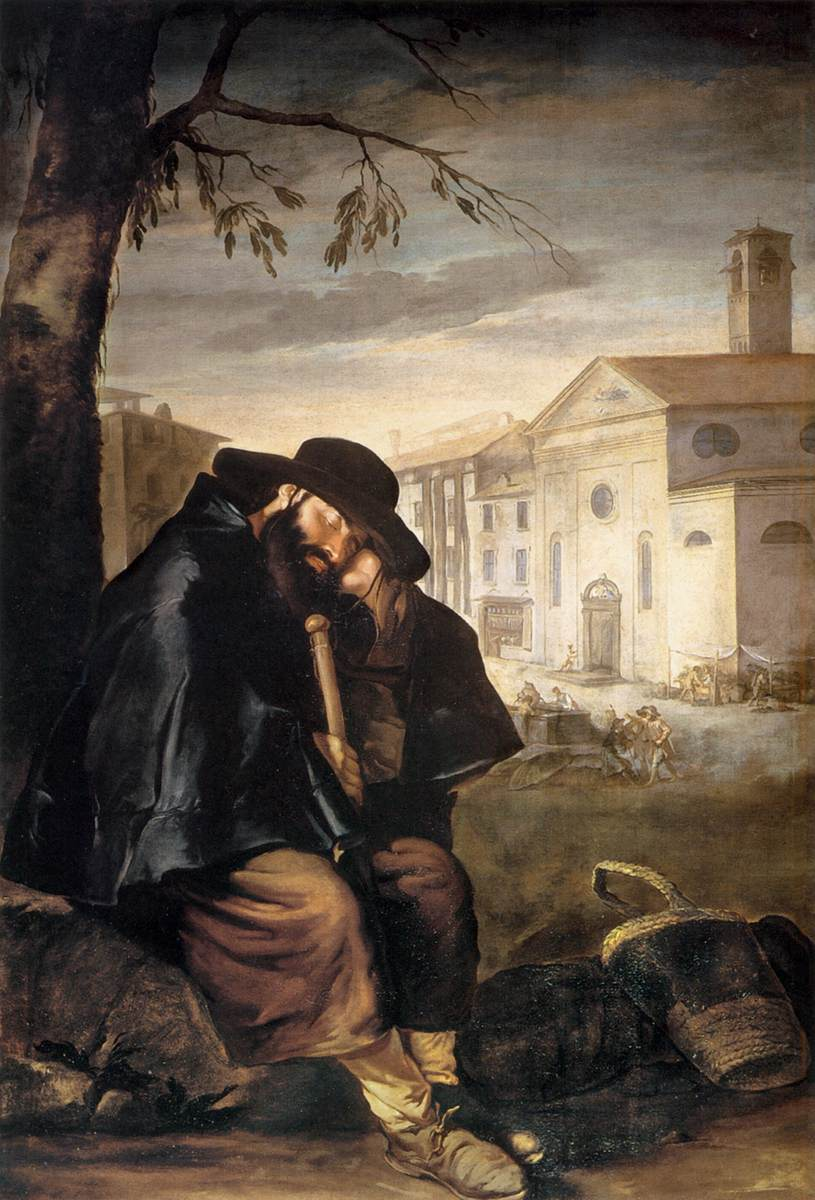
Джакомо Черуті. «Утомлений пілігрим святими місцями», до 1745 р. Фонд історії мистецтва Роберто Лонгі, Флоренція
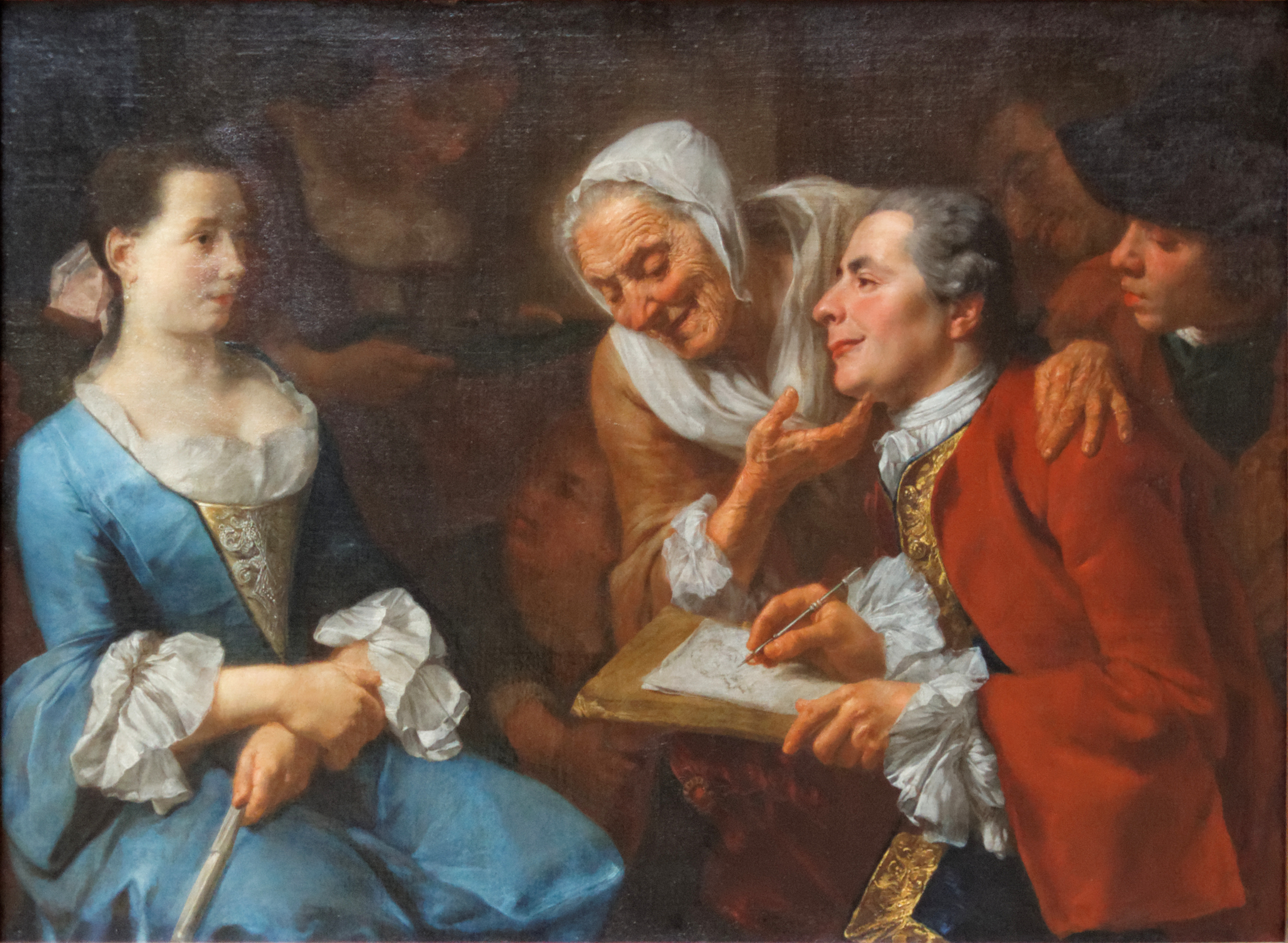
Гаспаре Траверсі. «Якби молодість знала, якби старість могла»

## Натюрморти художників Італії

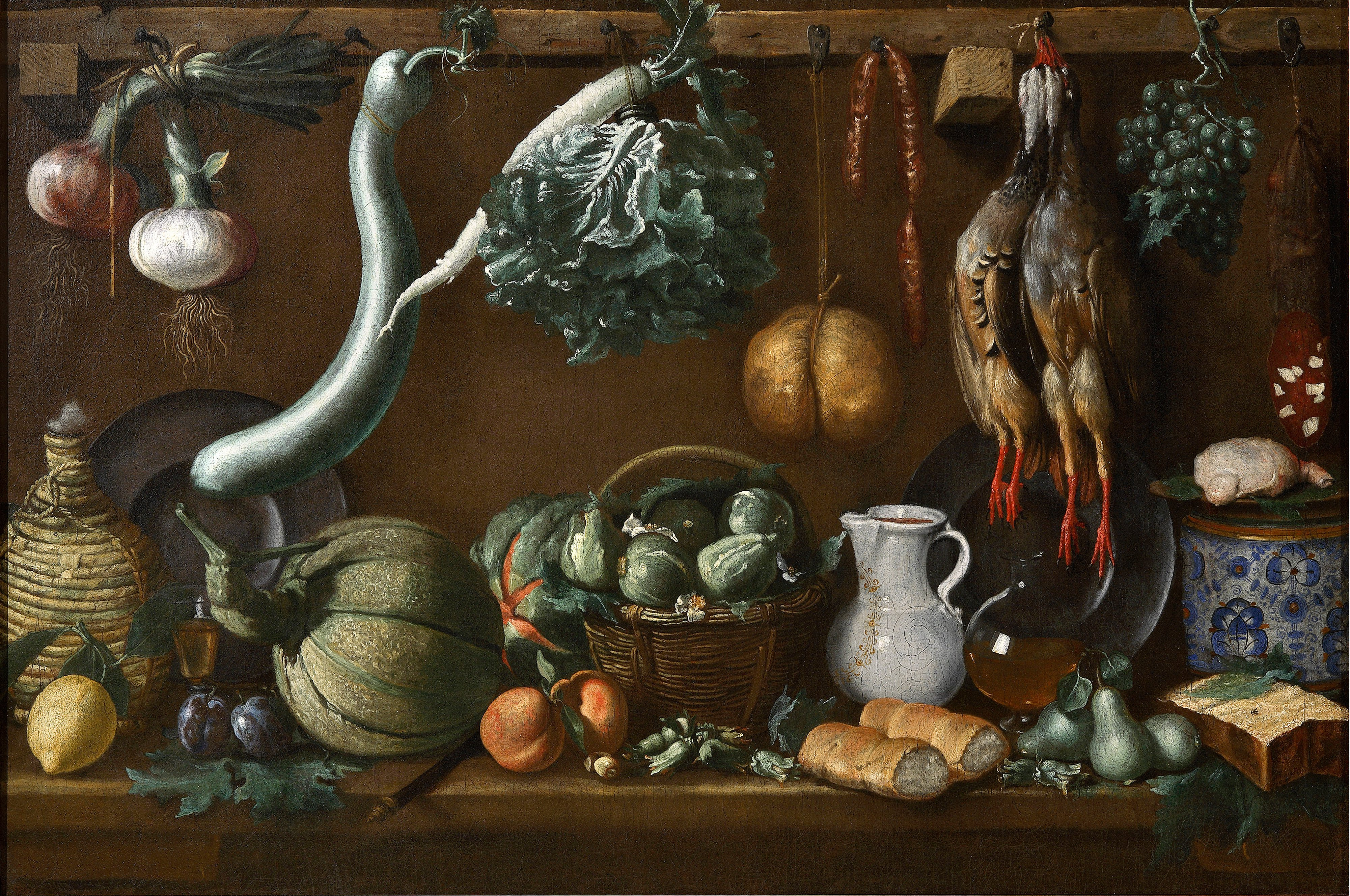
Якопо да Емполі, натюрморт.

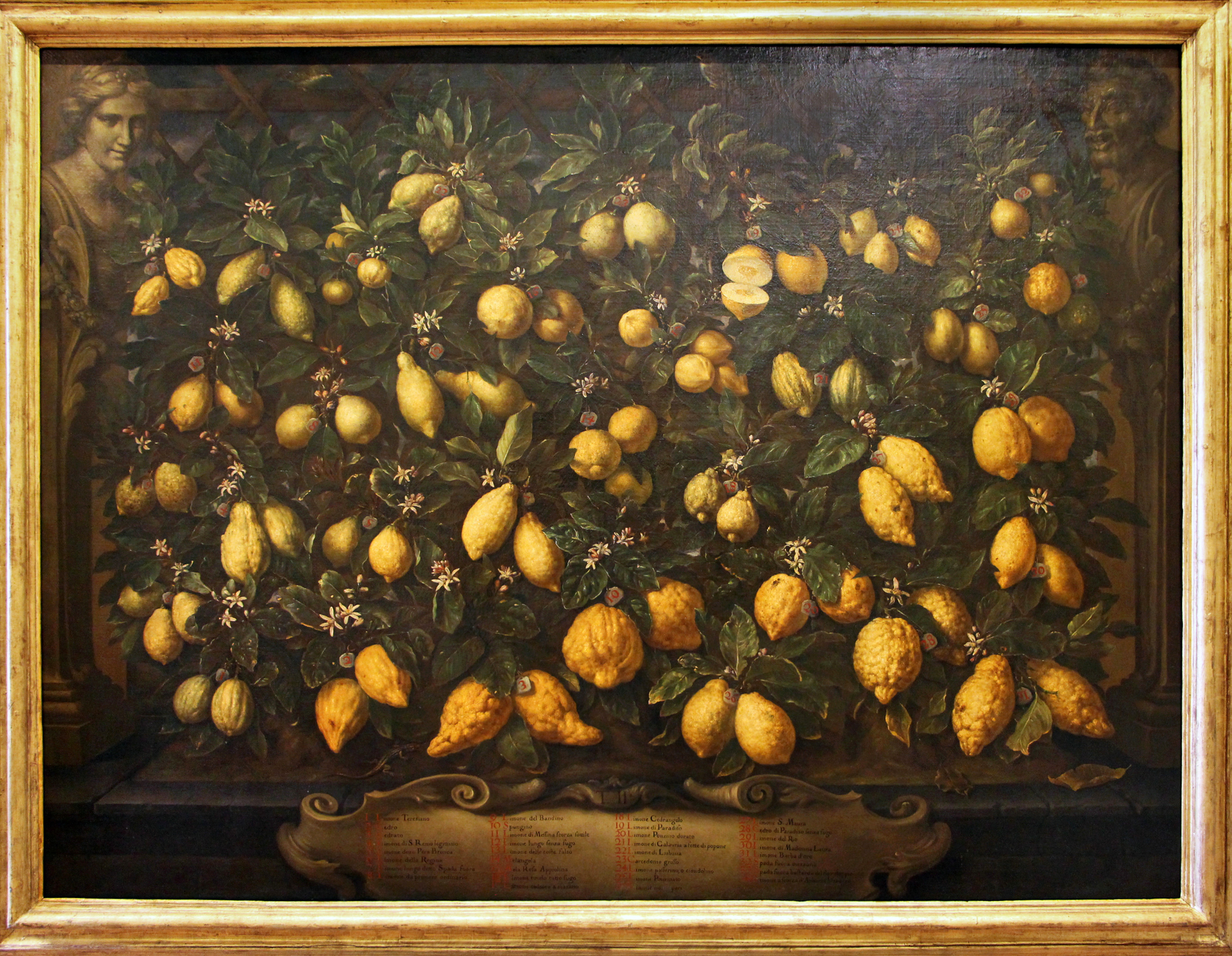
Бартоломео Бімбі. «Цитрини та лимони», Музей натюрмортів, Флоренція.

Карло Леопольдо Сферіні (1652—1698), «Натюрморт з релігійною картиною, малюнком і побутовими речами», 1677 р. Будапешт.

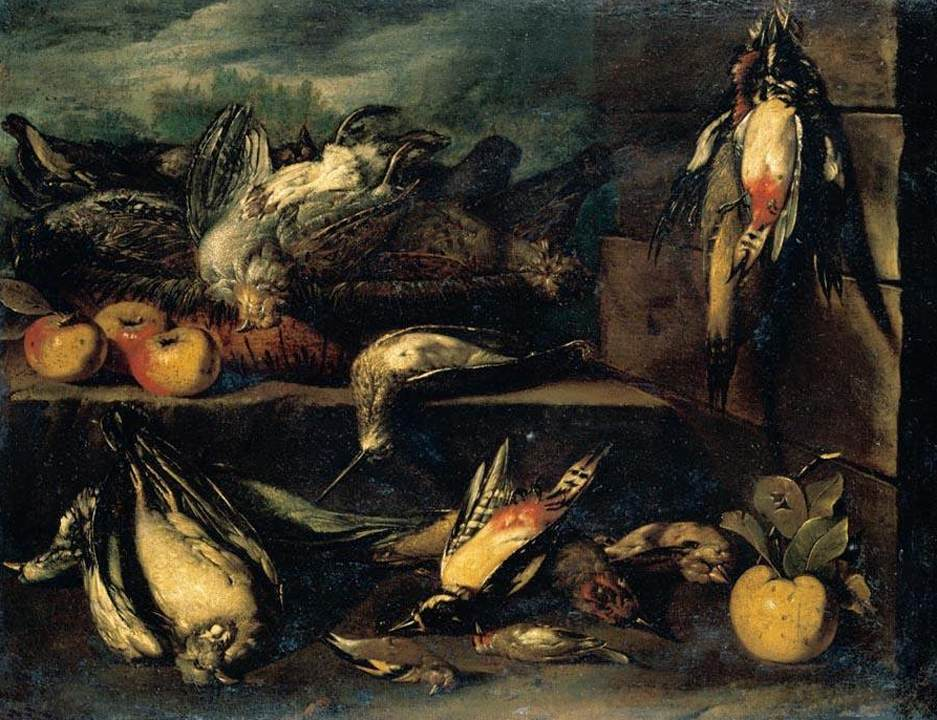
Томмазо Саліні, «Мисливські трофеї і фрукти», приватна збірка

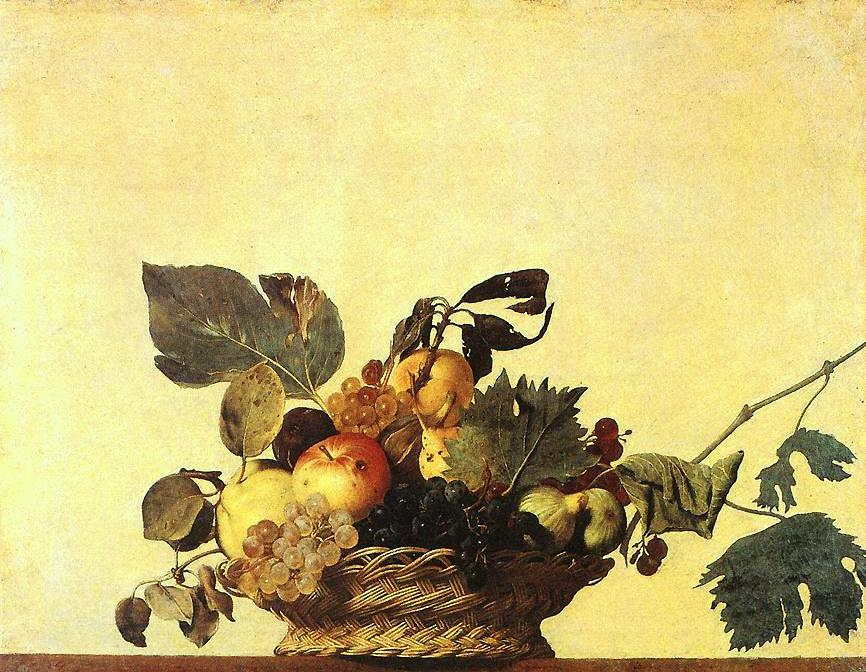
Караваджо. «Кошик з фруктами», Пінакотека Амброзіана,  Мілан.
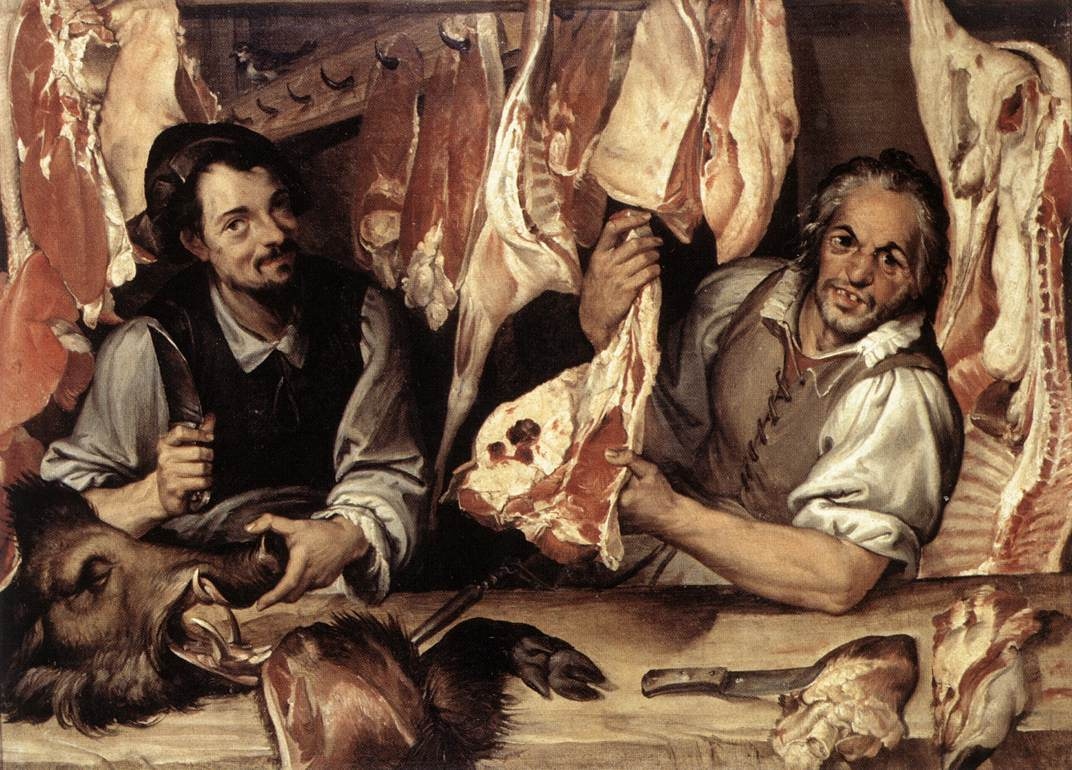
Бартоломео Пассаротті, «Продавці в м'ясній крамниці». Національна галерея старовинного мистецтва, Рим.
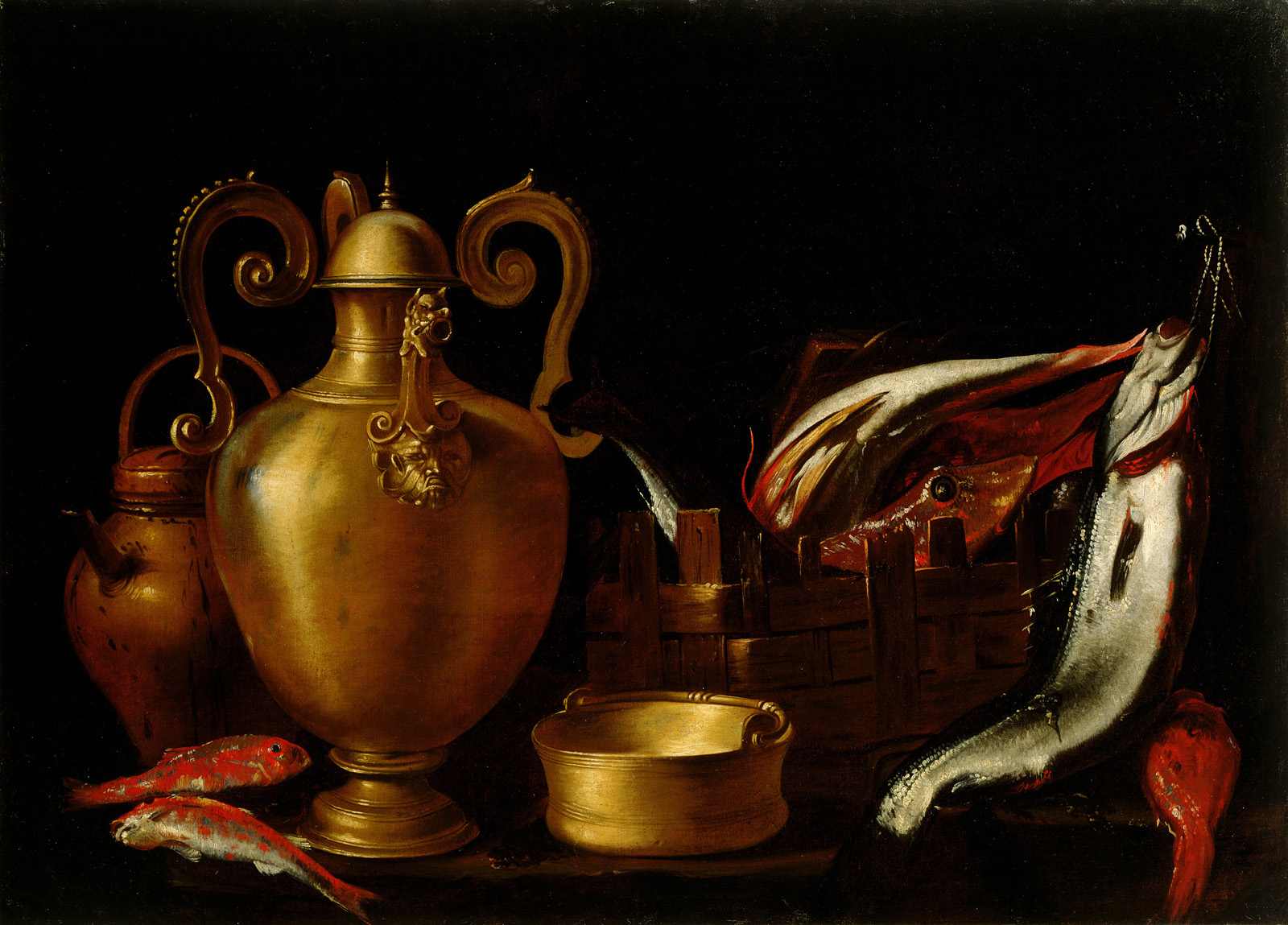
Джузеппе Рекко, «Посуд і риба», Національна галерея Словенії.
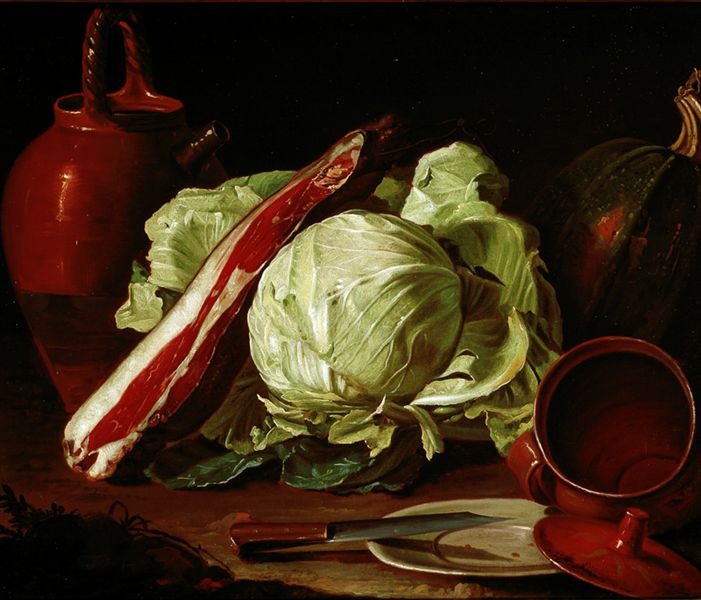
Крістофоро Мунарі, «Натюрморт з керамічним посудом, гарбузом та капустою». Фонд Манодорі, Реджо Емілія.
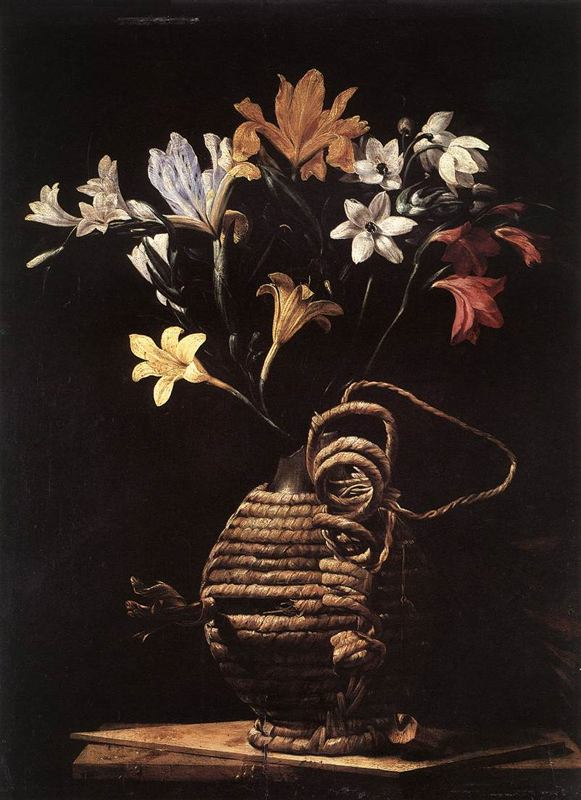
Томмазо Саліні або Ніколо Реньєрі, «Квіти», 1645 р., Форлі.
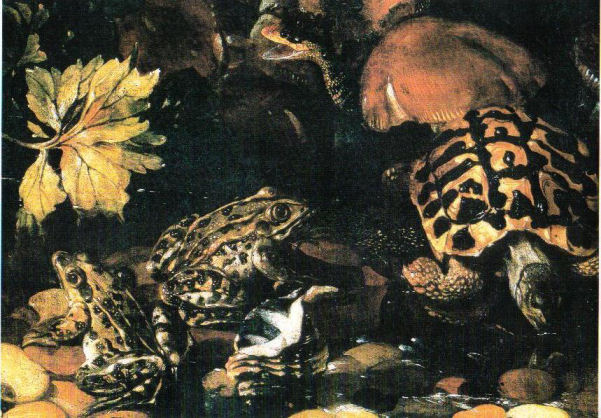
Худ.Паоло Порпора. Музей Каподімонте
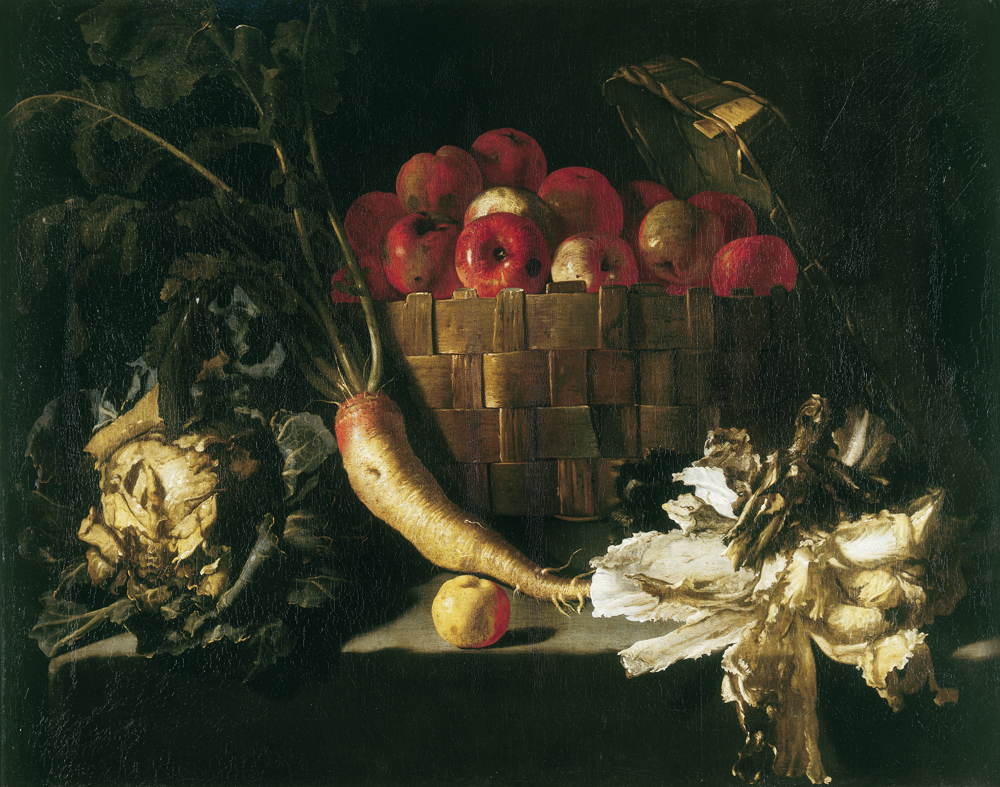
Рекко Джованні Баттіста, «Натюрморт з яблуками і овочами»

### Римська, неаполітанська та венеційська художні школи в 17 ст.
- Римська художня школа зберігає провідні позиції в мистецтві країни та Європи
- Неаполітанська художня школа посіла друге місце за значенням після Римської художньої школи[15]. В Неаполі 17 ст. склалась унікальна ситуація. Італійське місто і Кампанья перебували в володінні Іспанії, де правили віце-королі, котрих надсилав з Іспанії король і постійно заміняв власних васалів, підозрюючи кожного з них в зраді і сепаратистських намірах. В місті стояв іспанський гарнізон і офіційно місто не підкорялось папі римському. Тим не менше зв'язок з Римом не переривався і низка римських майстрів отримувала запрошення на працю в Неаполь. Так, по запрошенню тут працювали Доменікіно(1581—1641) та Джованні Ланфранко (1582—1647), фрескіст та майстер вівтарів[15].

Подією в мистецтві міста був недовгий і вимушений візит Мікеланджело да Караваджо, котрий рятував в Неаполі власне життя від покарання за скоїне в Римі убивство. Дві композиції Караваджо («Сім вправ милосердя» та «Побиття Христа батогами»)задали надзвичайно високий рівень моральних вимог до місцевого живопису. Не менше враження на місцевих майстрів справили і художня манера митця з її різкими контрастами світла і тіні та простонародний типаж персонажів. Неаполітанська художня школа не орієнтувалась на аристократичні смаки багатіїв. Тому прийняла як свої знахідки демократичної гілки бароко, уособленням якої були твори Караваджо. До того ж, в Неаполі не було жорсткого протистояння між представниками пізнього маньєризму і бароко, як то було в Римі. Серед послідовників Караваджо опиниться більшість наполітанських художників, серед яких — іспанець Хосе де Рібера та його учень Лука Джордано (всі ранні твори останнього), Баттістелло Караччоло, Артемізія Джентілескі, Матіа Претті, Массімо Станціоне. В Неаполі мало відчутні вимоги Величної манери і академічної ієрархії жанрів, тому художники залюбки пишуть нібито низькі жанри — пейзажі і натюрморти. І розробляють ці жанри по своєму, або фантазійно (фантастичні краєвиди міст Монсу Дезідеріо, пейзажі Сальватора Рози), або суто реалістично (натюрморти Якопо да Емполі, Джованні Баттіста Руопполо, натюрморти родини Рекко, Паоло Порпора).
Бравурний алегоричний та декоративний живопис розвиватиме Лука Джордано пізнього періоду творчості та Франческо Солімена (1657—1747)
- Венеційська школа в 17 столітті втратила провідні позиції і не дала жодної значної фігури в живопису. Провінційність манер, вторинність демонструють епігоні творчості Тиціана, в декоративному живопису — працюють несамостійні послідовники Паоло Веронезе. Бароко римського зразка в Венеції не мало значного поширення і найкращі його зразки створені митцями з інших мистецьких центрів як в архітектурі, так і в живопису. В місті, правда, було створено декілька сакральних споруд в стилістиці бароко. Але тут сформувалась власна художня школа, орієнтована не на зразки барокової архітектури папського Риму, а на місцеву архітектурну школу. В бароковому декоративно-ужитковому мистецтві венеційських ремісників також мав відчутний відбиток місцевих художніх традицій (венеційське скло, венеційське мереживо, бронзові вироби, ювелірство).

Внесок венеційських художників в мистецтво бароко 17 століття був настільки незначним, що не йде ні в яке порівняння з етапами 15 чи 16 століття. Частка художників-уродженців Венеції покидає її і працює в інших мистецьких центрах. Венецієць за походженням Карло Сарачені майже все життя працював в Римі, де став одним з епігонів Караваджо. А його творчість не мала ніякого впливу на художню ситуацію в Венеції. Наприкінці 17 століття в Венеції працює низка майстрів, що дотримується манери тенеброзо, започаткованої Караваджо і розвиненої його послідовниками (караваджизм), але без значних досягнень своїх попередників.

## Скарби портретного живопису

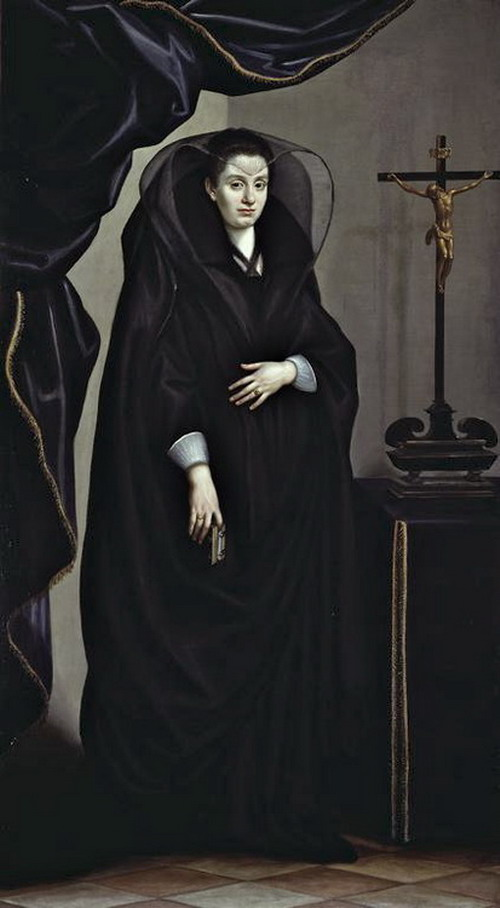
Якопо да Емполі. «Шляхетна пані в траурі», 1600 р., Художній інститут Чикаго, США.

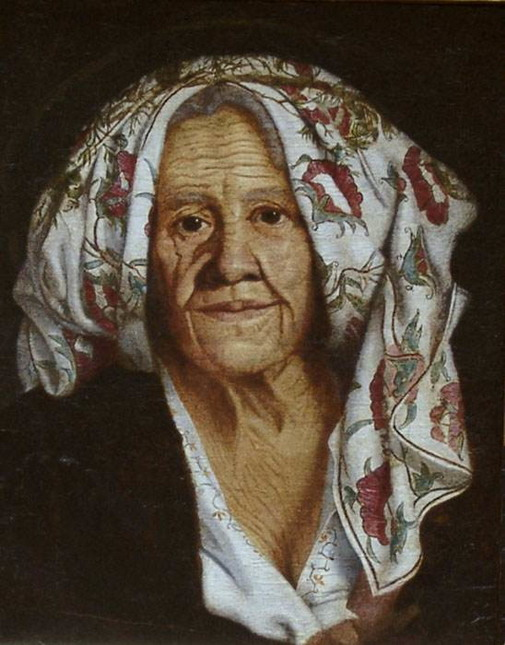
П'єтро Беллотті. «Плин часу», друга половина 17 ст.
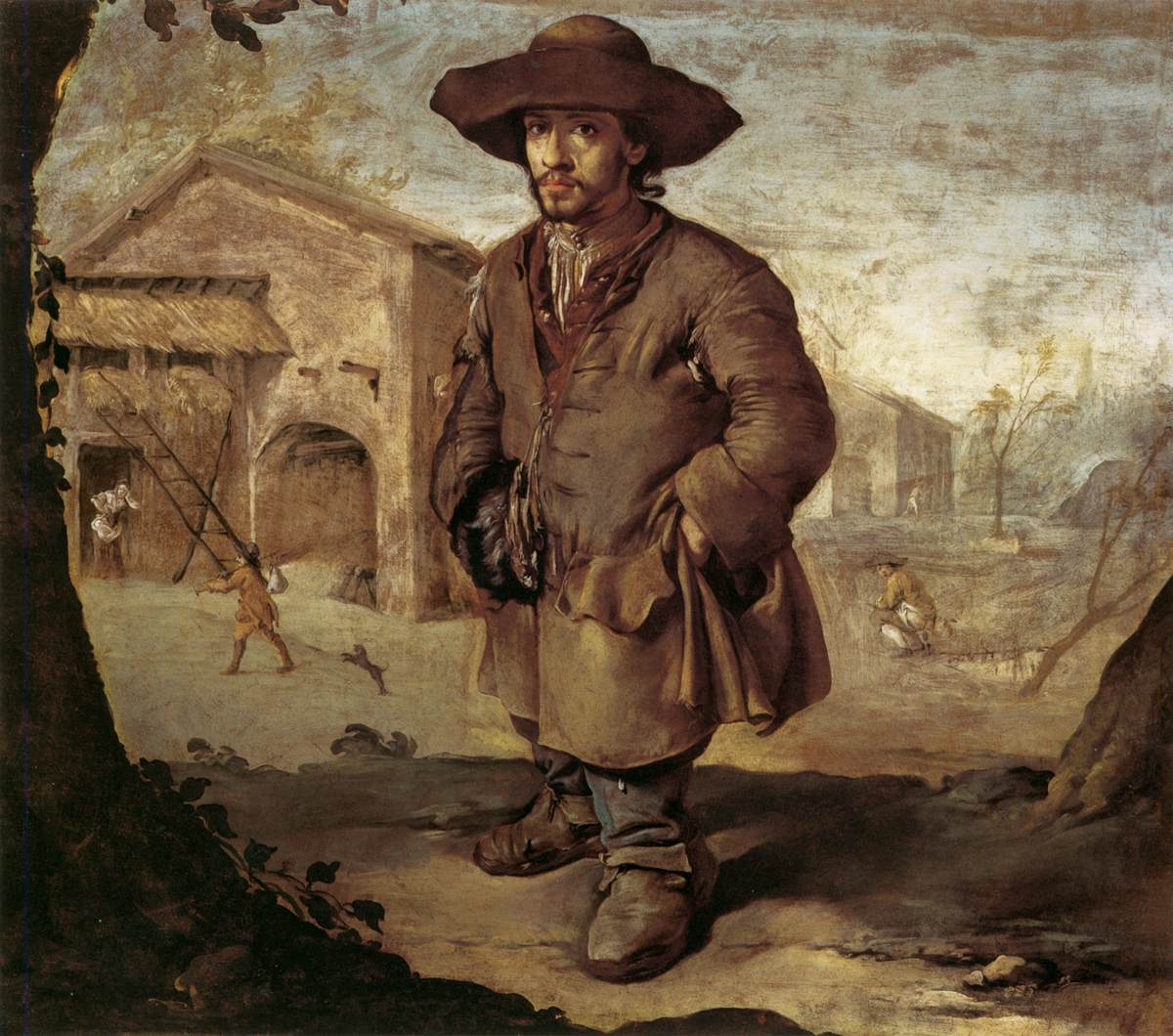
Джакомо Черуті. «Карлик», приватна збірка.

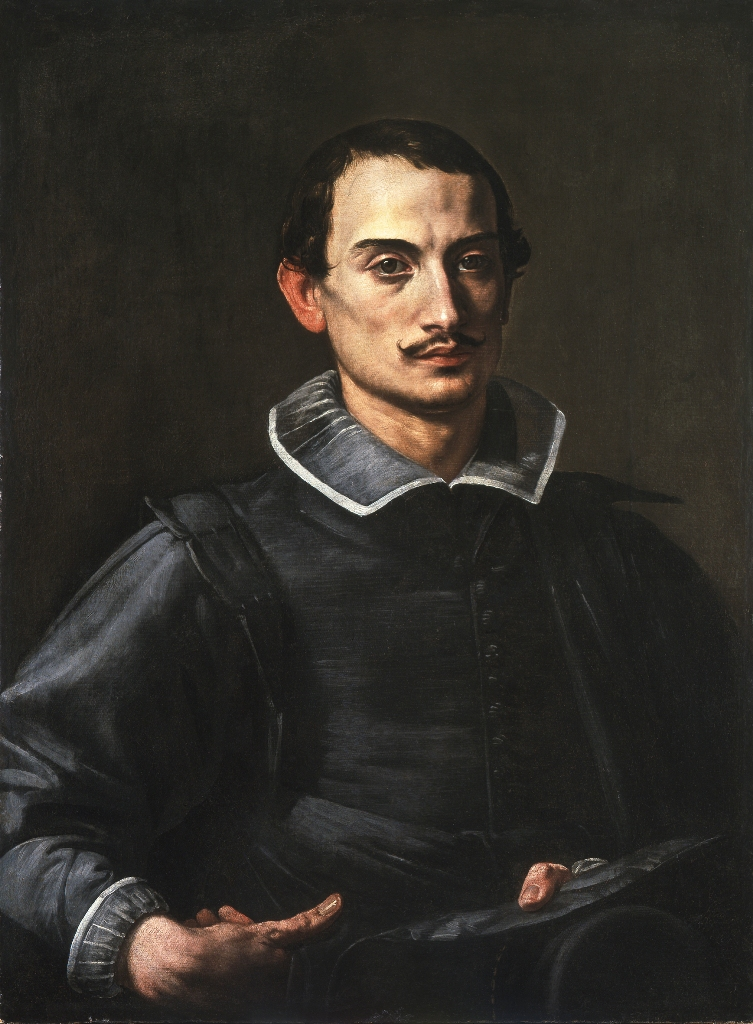
Танціо да Варалло. «Невідомий з капелюхом у руці», бл. 1620 р., Пінакотека Брера, Мілан
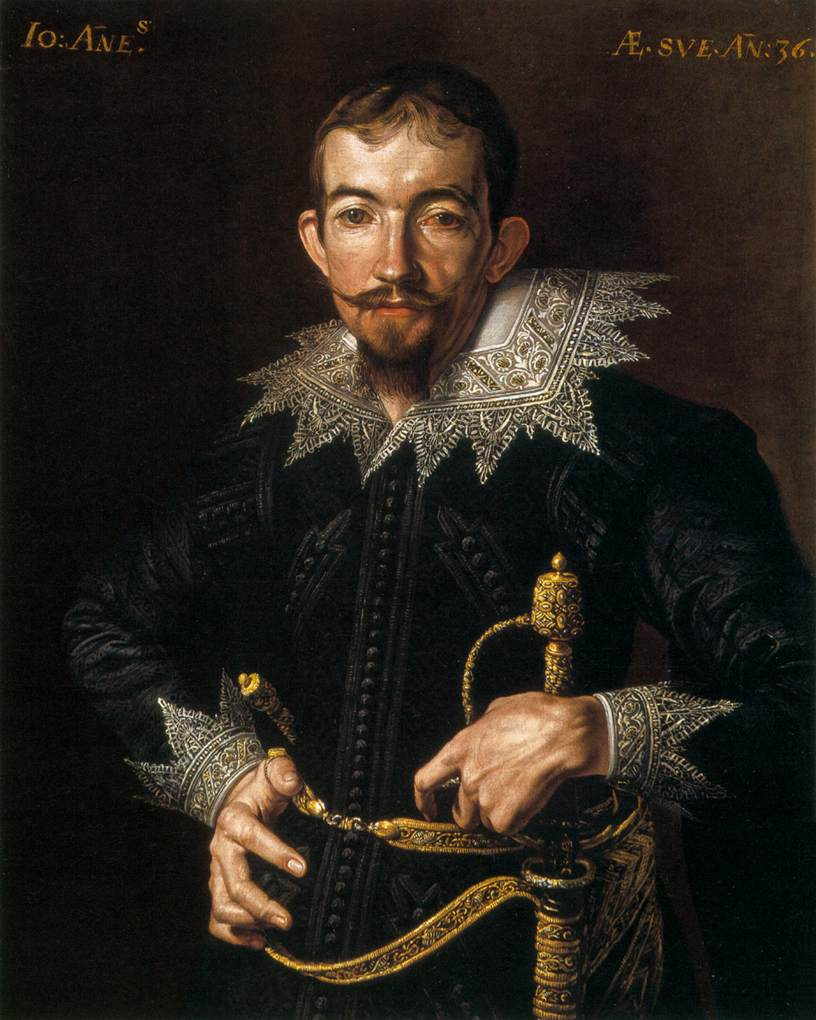
Танціо да Варалло. «Невідомий з мечем у віці 36 років», бл. 1615 р., приватна збірка

## Стан в скульптурі Італії

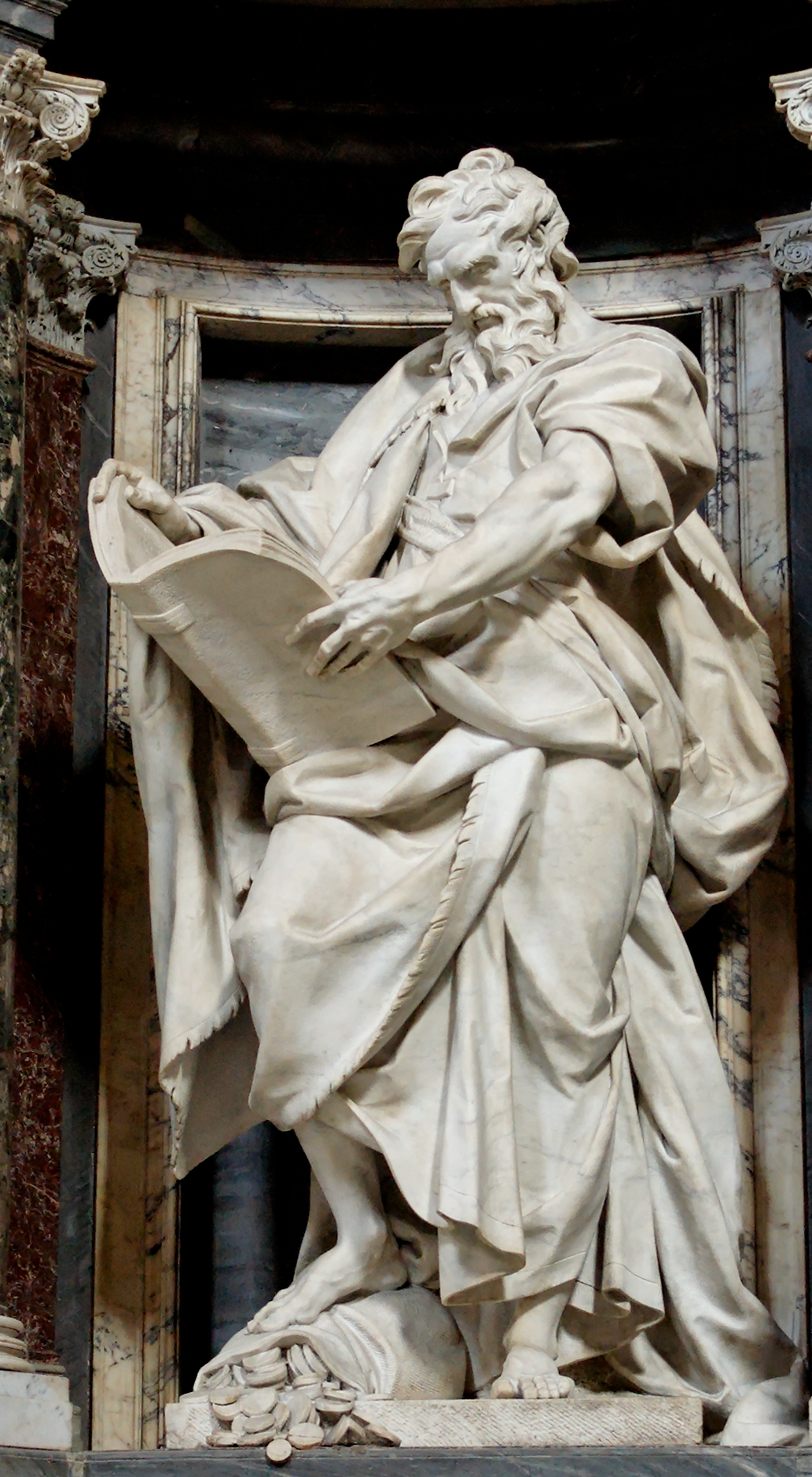
Ск. Камілло Русконі. «Євангеліст Матвій»

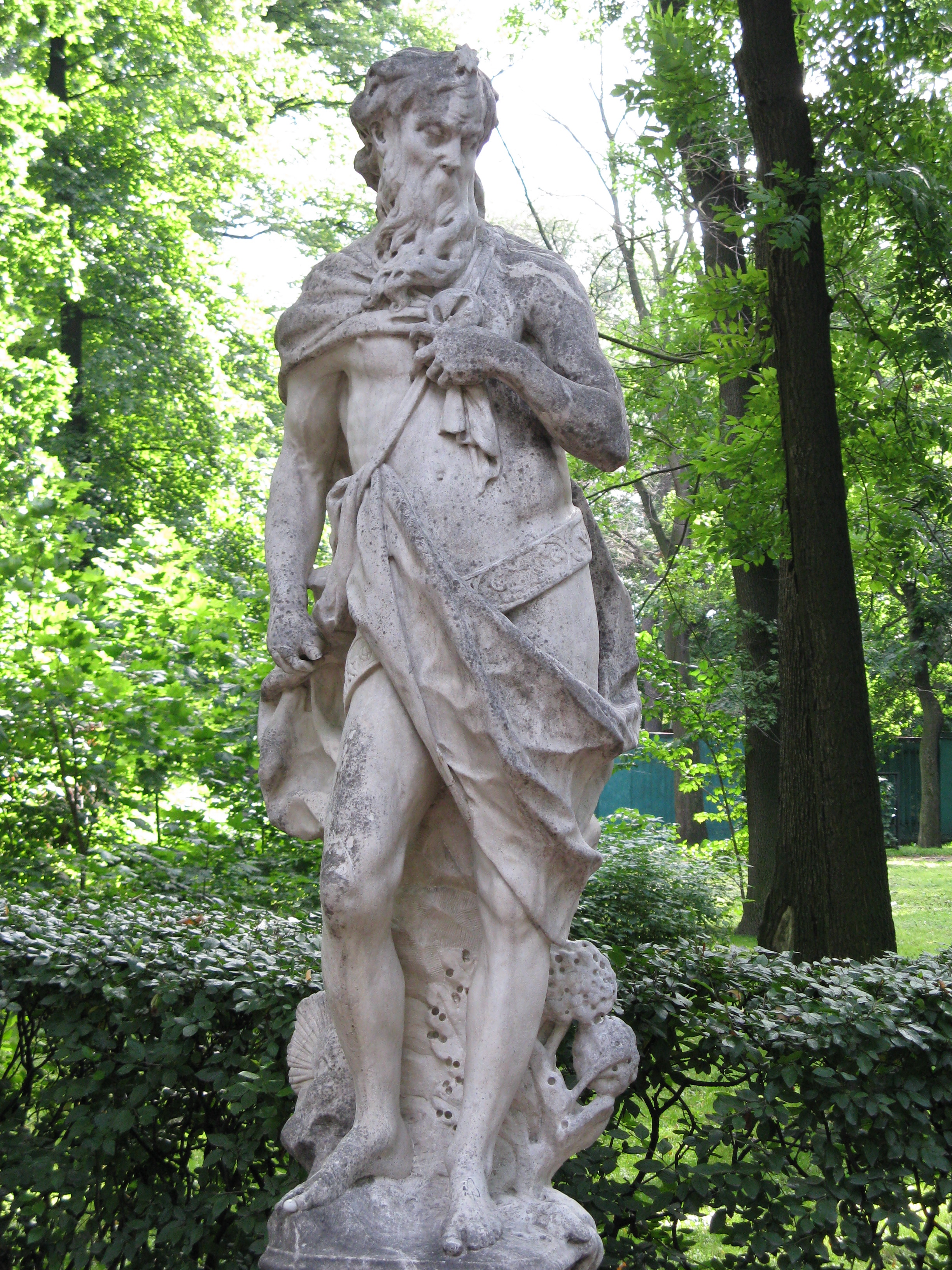
Джованні Бонацца. «Алегорія вечора», з циклу «Перебіг доби», 1717 р.

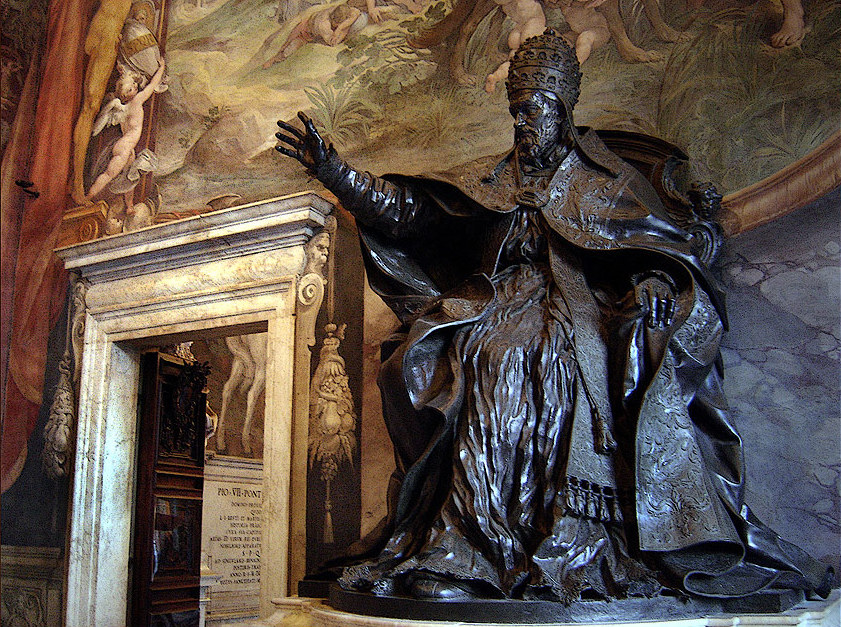
Алессандро Альґарді. Папа римський Іннокентій Х.

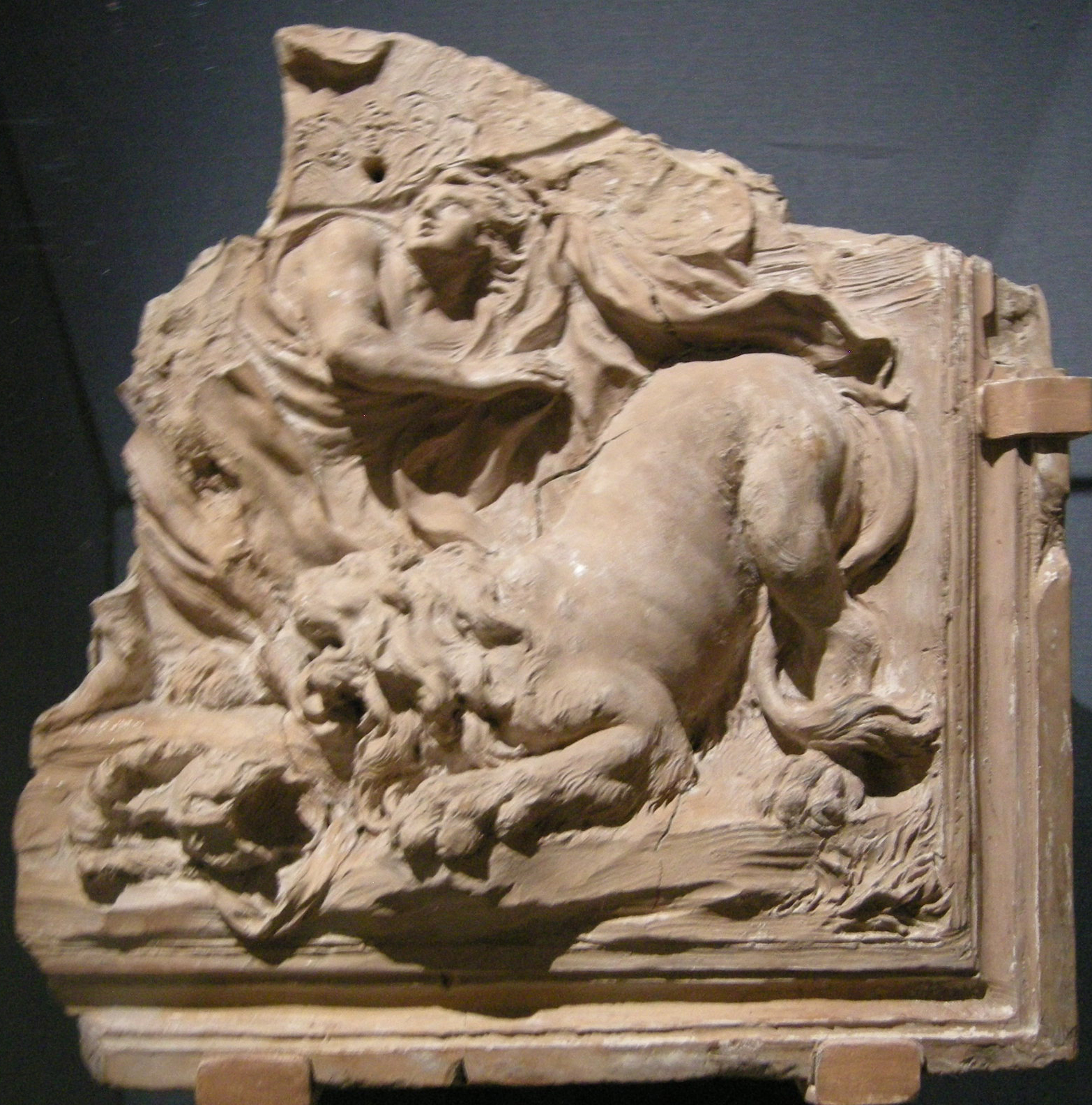
Мельхіоре Кафа, ескіз в рельєфі "Мучеництво св. Евстасія ", 1660 р.

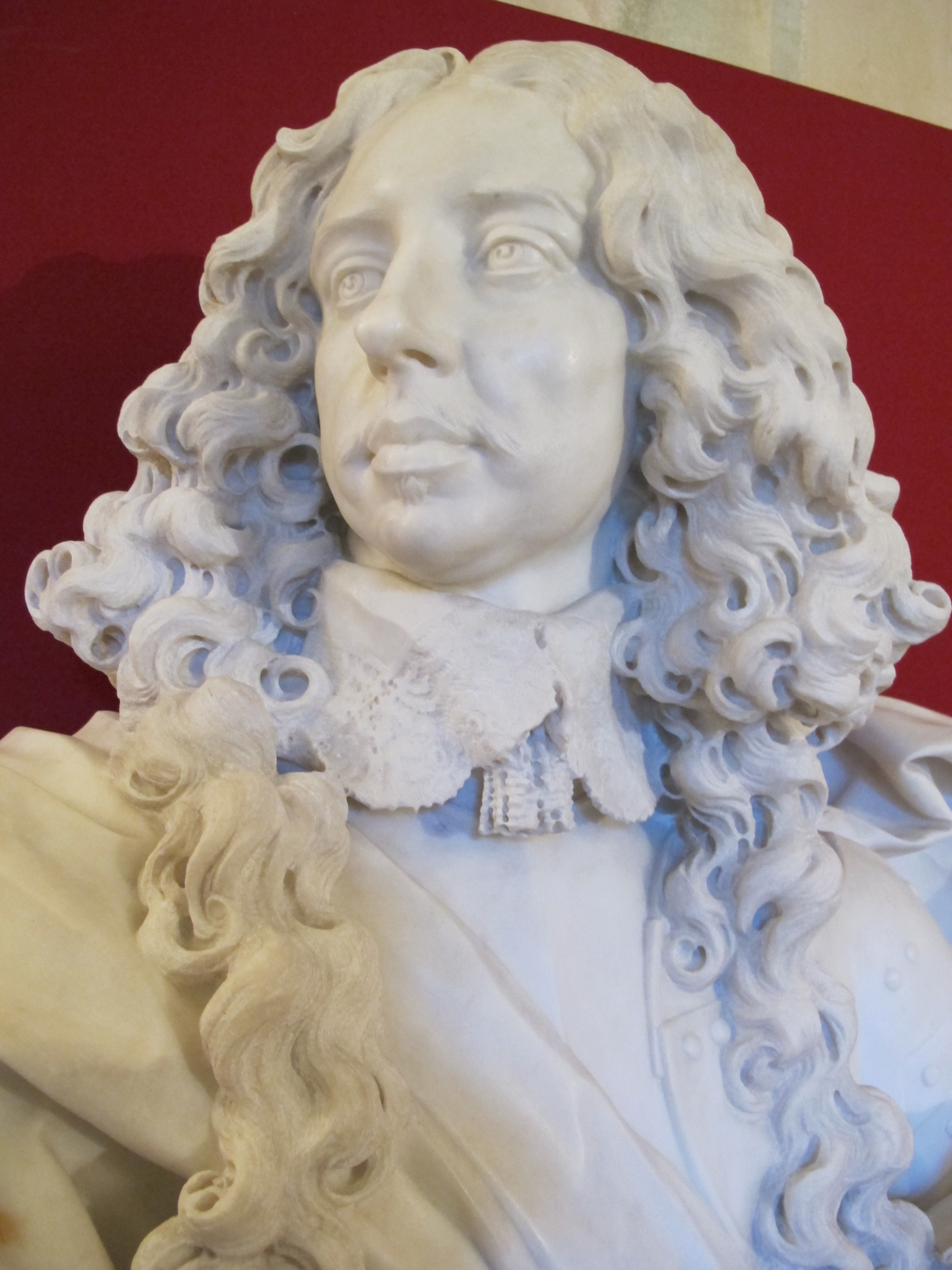
Погрудя Франческо І д'Есте

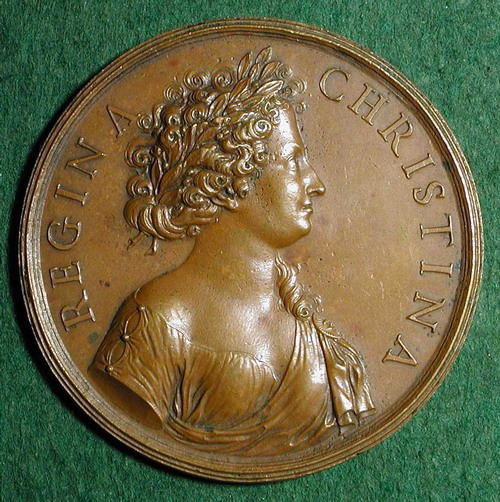
Массіміліано Сольдані. Медаль на честь екс-королеви Швеції Христини, бл. 1681 р. Британський музей

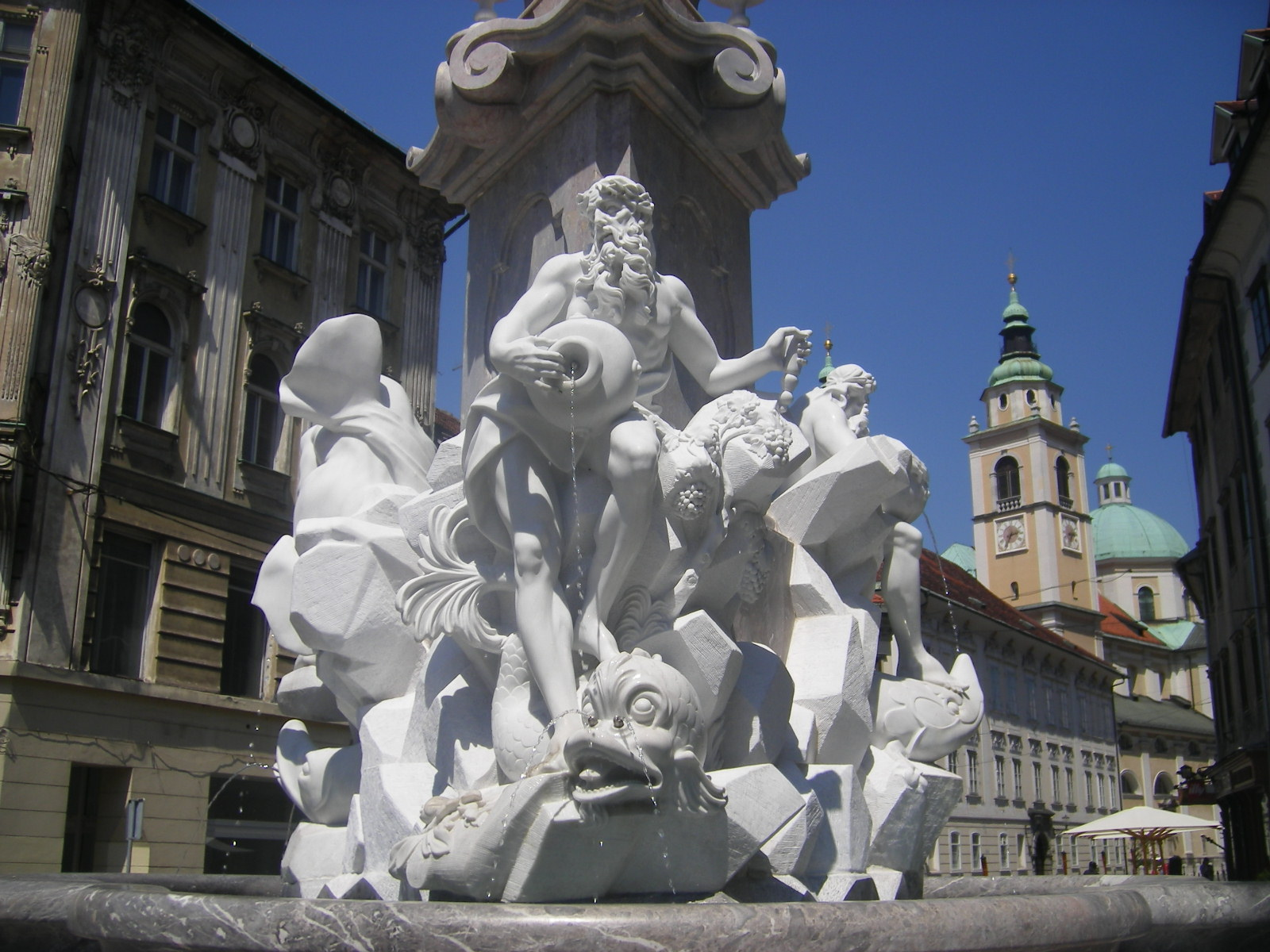
Любляна. Фонтан роботи Франческо Робба.

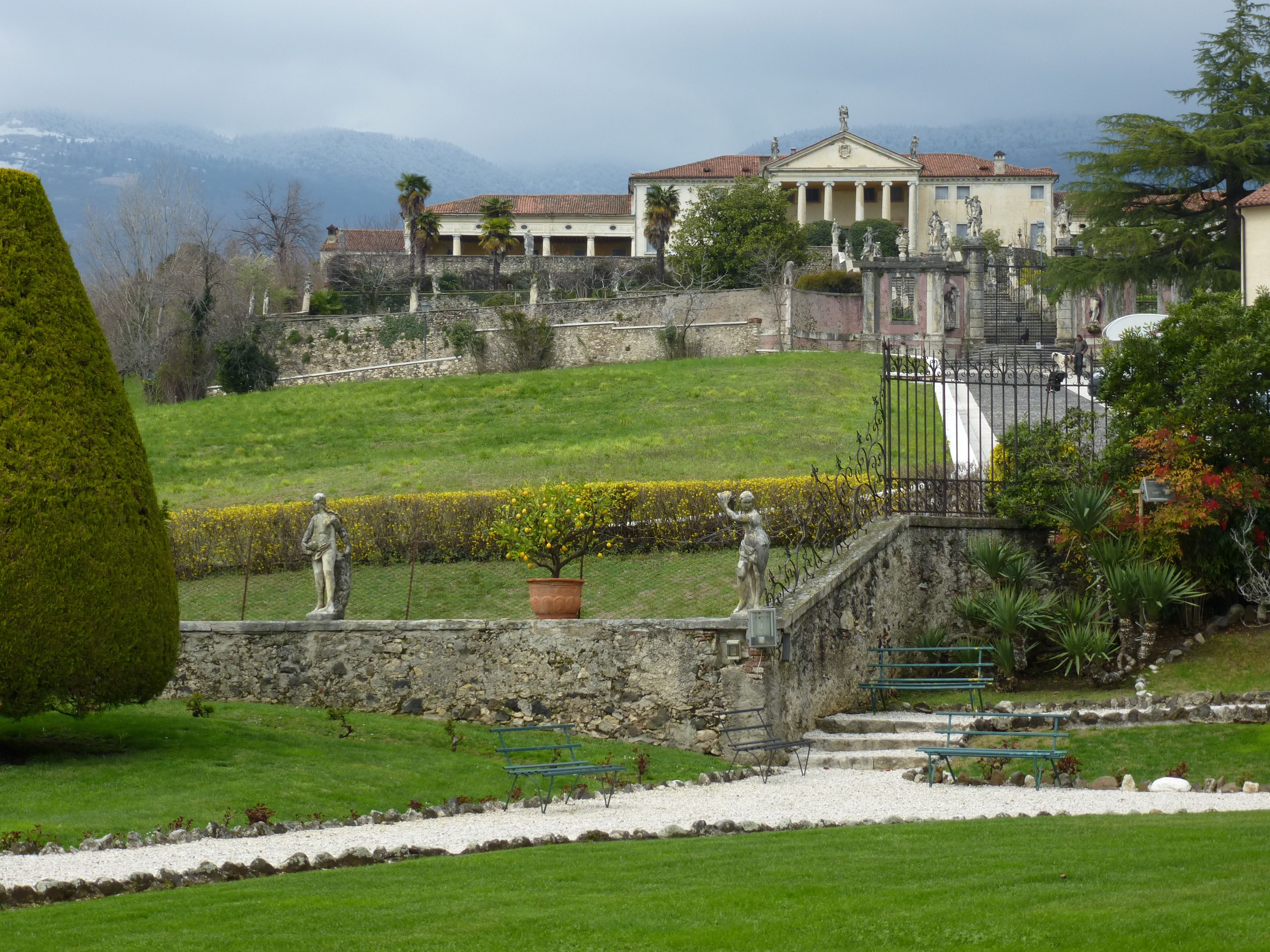
Вілла Піовене, терраферма.

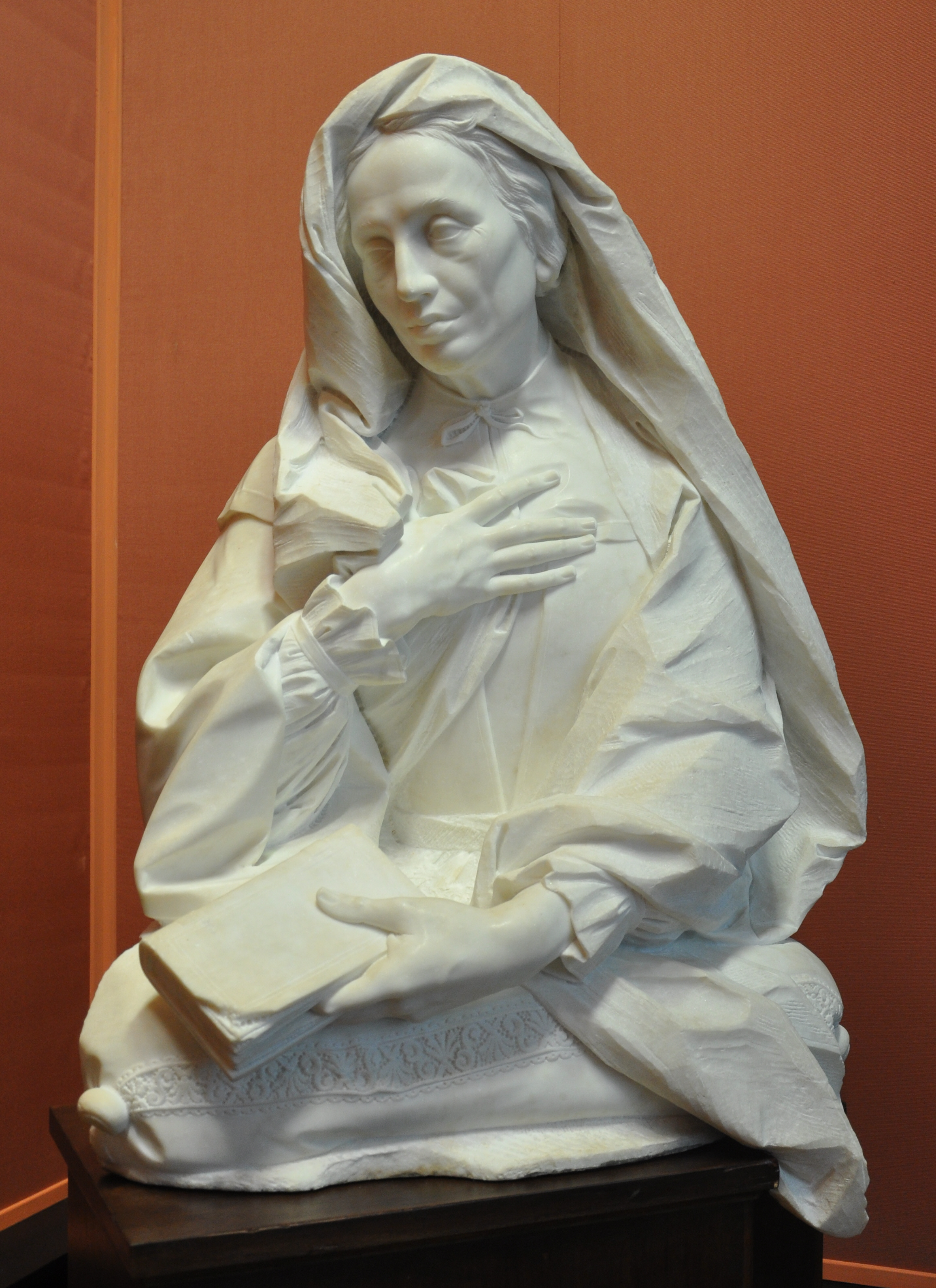
Ск. Камілло Русконі. «Джулія Альбані»

Всі найкращі якості італійського бароко окрім архітектури знайшли своє повне втілення в скульптурі. Скульптура була тісно пов'язана з архітектурою та її ідейним навантаженням, слугує акцентами римських площ, в нішах парадних фасадів церков і палаців та на їх парапетах. Як і в добу відродження — головні матеріали італійських скульпторів бронза та мармур. Здається, кожний привід в житті церкви і в житті людини замовники і скульптори здатні використати для створення скульптур. Це і вівтарі, і рельєфи на біблійну чи міфологічну тематику скульптури для фонтанів і бронзові монументи, надгробки, декоративна скульптура для заміських вілл і численних садів бароко.
Але скульпторів пильно контролюють замовники — сам папа римський, кардинали, голови церковних громад, вище чиновництво, банкіри і дворянство. Саме вони і регламентують тематику та ідейне навантаження майбутніх творів. Мета — звеличення католицизму як віровчення і його переможне існування над ворогами. Папський Рим, цей осередок духовного і грішного, небесного і земного, релігійного і реального — демонстрував архітектурою і скульптурою власну відданість католицизму і побожність. Тому так багато в італійській скульптурі вівтарів на біблійні теми, окремих скульптур апостолів і отців церкви, рельєфів зі сценами життя Богородиці і Христа, янголів і сцен мучеництва святих.
Першим скульптором суто бароко (народженого ще творами Мікеланджело Буонарроті) запропонували вважати Стефано Мадерно (1576—1636). Серед характерних творів скульптора — мармурова Св. Цецилія (в ніші над вівтарем в церкві її імені). Скульптор використав легенду і подав Цецилію в тій позі, в котрій нібито і знайшли мертву жінку в могилі (неприродна поза, закинута назад голова тощо). Але не Стефано Мадерно стане головною фігурою італійської скульптури.
Високий мистецький та технічний рівень скульптури римського бароко був заданий творами Лоренцо Берніні (1598—1680)та дещо менше — Алессандро Альґарді (1598—1654). Між двома авторитетними майстрами барокової скульптури теж існувало протистояння, але не таке напружене і драматичне як між Франческо Борроміні та Лоренцо Берніні.
Лоренцо навчався у батька — скульптора П'єтро Берніні (1562—1629), представника стилю маньєризм. Батько з сином перебралися в Рим, де починали як майстри по створенню регулярних садів і садової скульптури. Декілька обставин досить вигідно склалися на користь Лоренцо та його батька, і вони вдало ними скористалися. Саме батько і син Берніні працювали по створенню саду вілли Боргезе у Фраскатті, якою володів Шипіоне Боргезе, племінник папи римського і найвпливовіший з меценатів тогочасного Риму. Помітивши яскраві здібності у Лоренцо, хвацький кардинал стає його меценатом і патроном. Патронаж кардинала був офіційним прикриттям для меценатства і самого папи римського. Три найкращі твори раннього періоду Лоренцо Берніні створені саме для Шипіоне Боргезе («Плутон і Прозерпіна» 1622 р., «Давид» 1623 р., «Аполлон і Дафна» 1622-1625 рр.)
Перші скульптурні твори Лоренцо вказують на вивчення ним скульптур доби еллінізму з незначними впливами маньєризму. Окрім тематичних статуй, Лоренцо робив і портрети — погруддя. У віці 22 роки він створив погруддя папи римського Павла V, що було надзвичайно відповідальним завданням. Погруддя сподобалось. І кар'єра Лоренцо швидко пішла вгору.
Надзвичайною буде роль Лоренцо Берніні в декоруванні скульптурами інтер'єру собору Св. Петра. Велетенський бронзовий ківорій (1624—1633), Кафедра Св. Петра (першого папи римського за церковною легендою), низка скульптур святих, рельєфів, надгробків, облицювання мурів і стовпів-пілонів різнокольоровими мармурами — створені за ескізами Лоренцо Берніні та майстрами його великої римської майстерні. Берніні буде задіяний на декоруванні собору з перервою майже на п'ятдесят років.

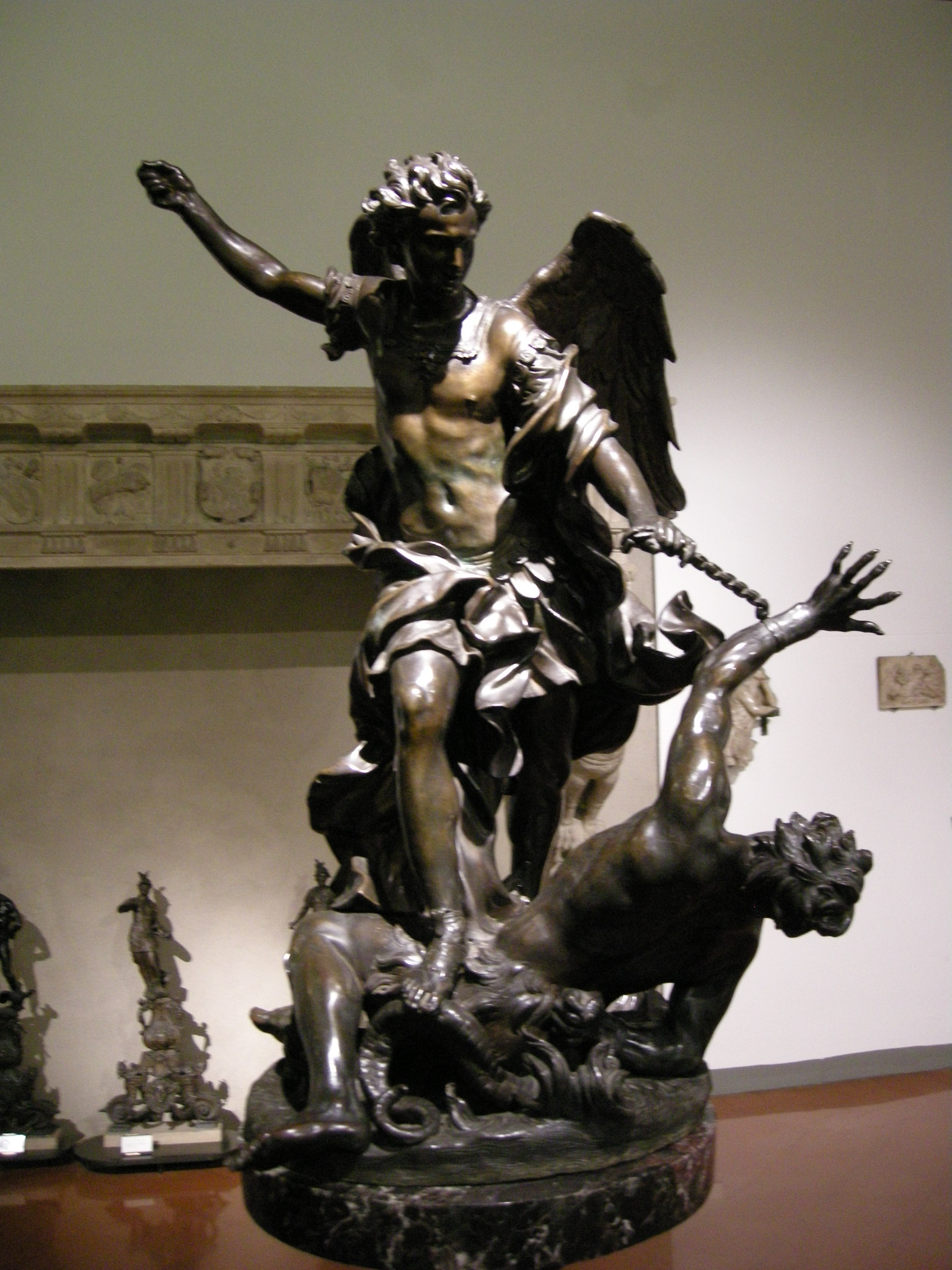
Алессандро Альґарді, «Двобій Архангела Михаїла з демоном», бронза, Музей Цивіко, Болонья
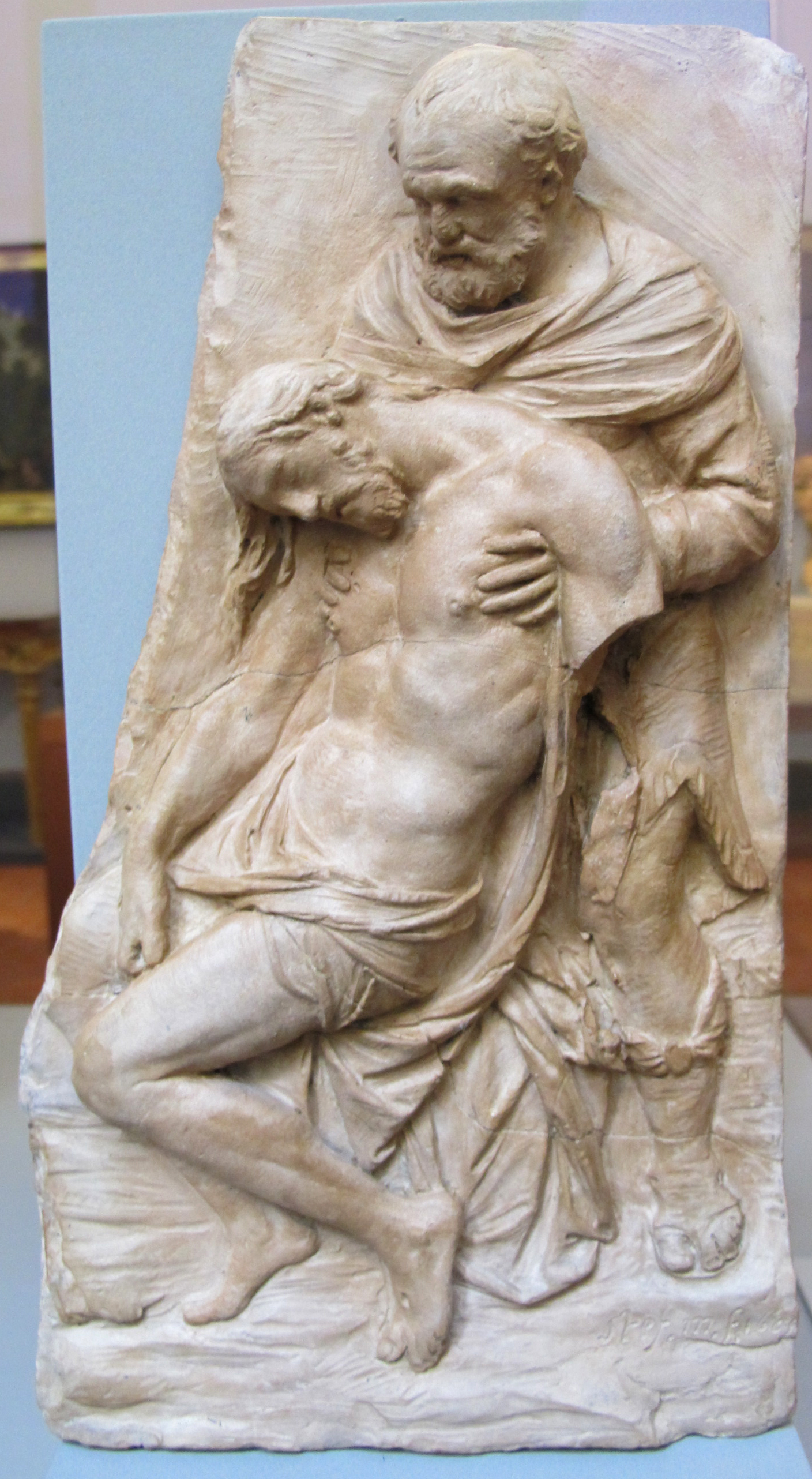
Стефано Мадерно. Нікодим і Христос у сцені «Оплакування», 1605 р.
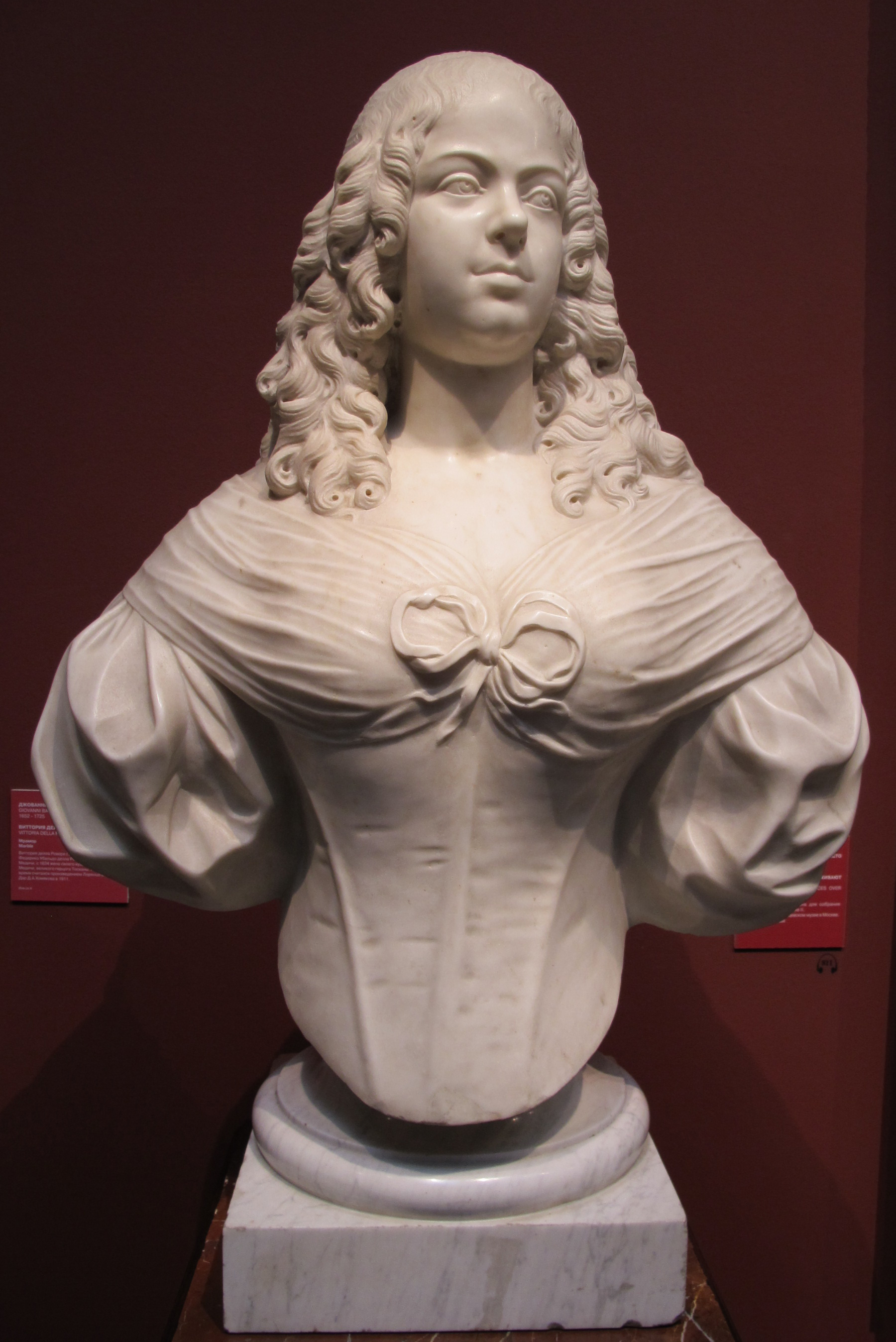
Джованні Баттіста Фоджині, «Вітторія делла Ровере»
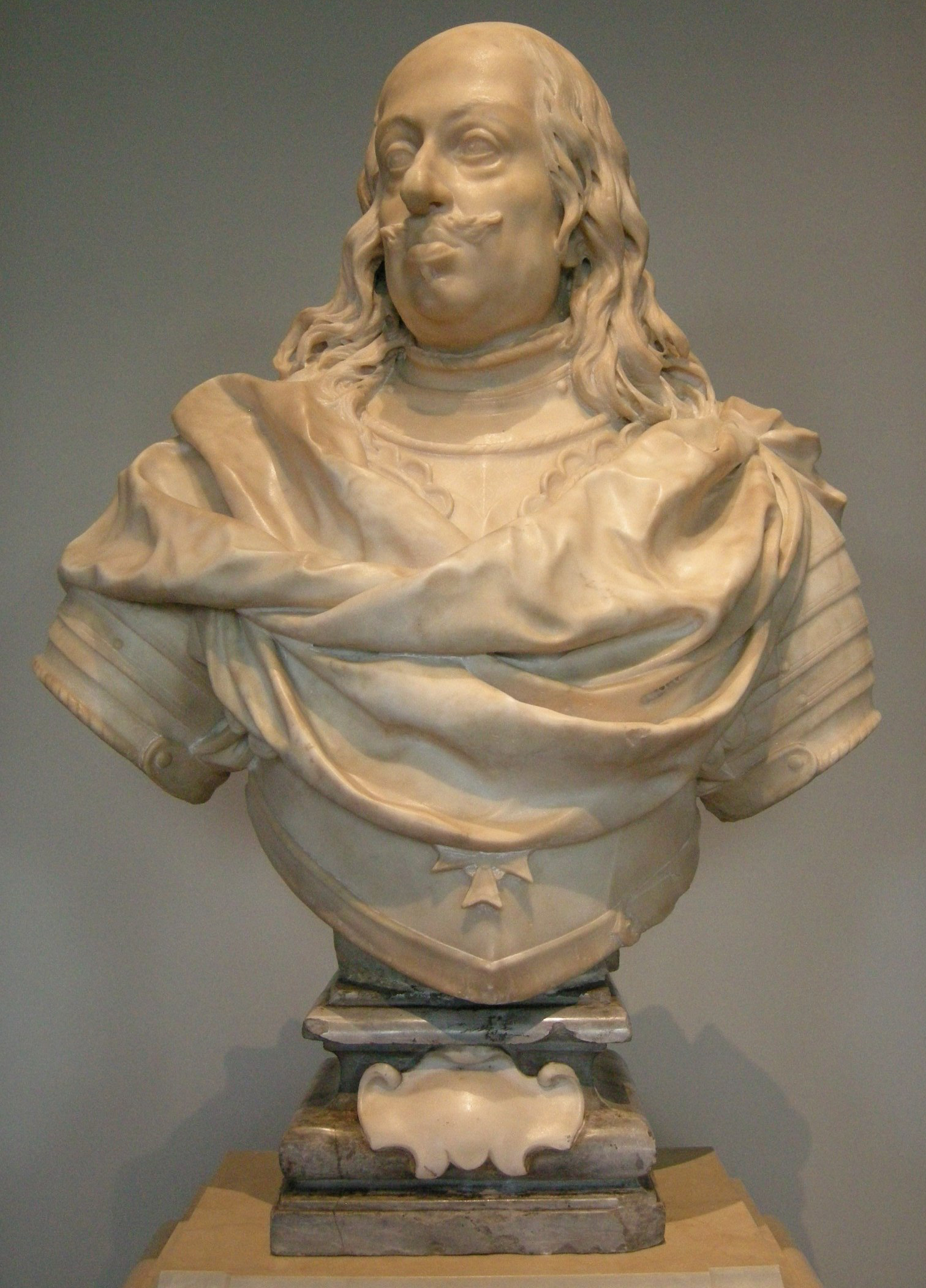
Джованні Баттіста Фоджині, «Герцог Фердинандо ІІ Медичі»
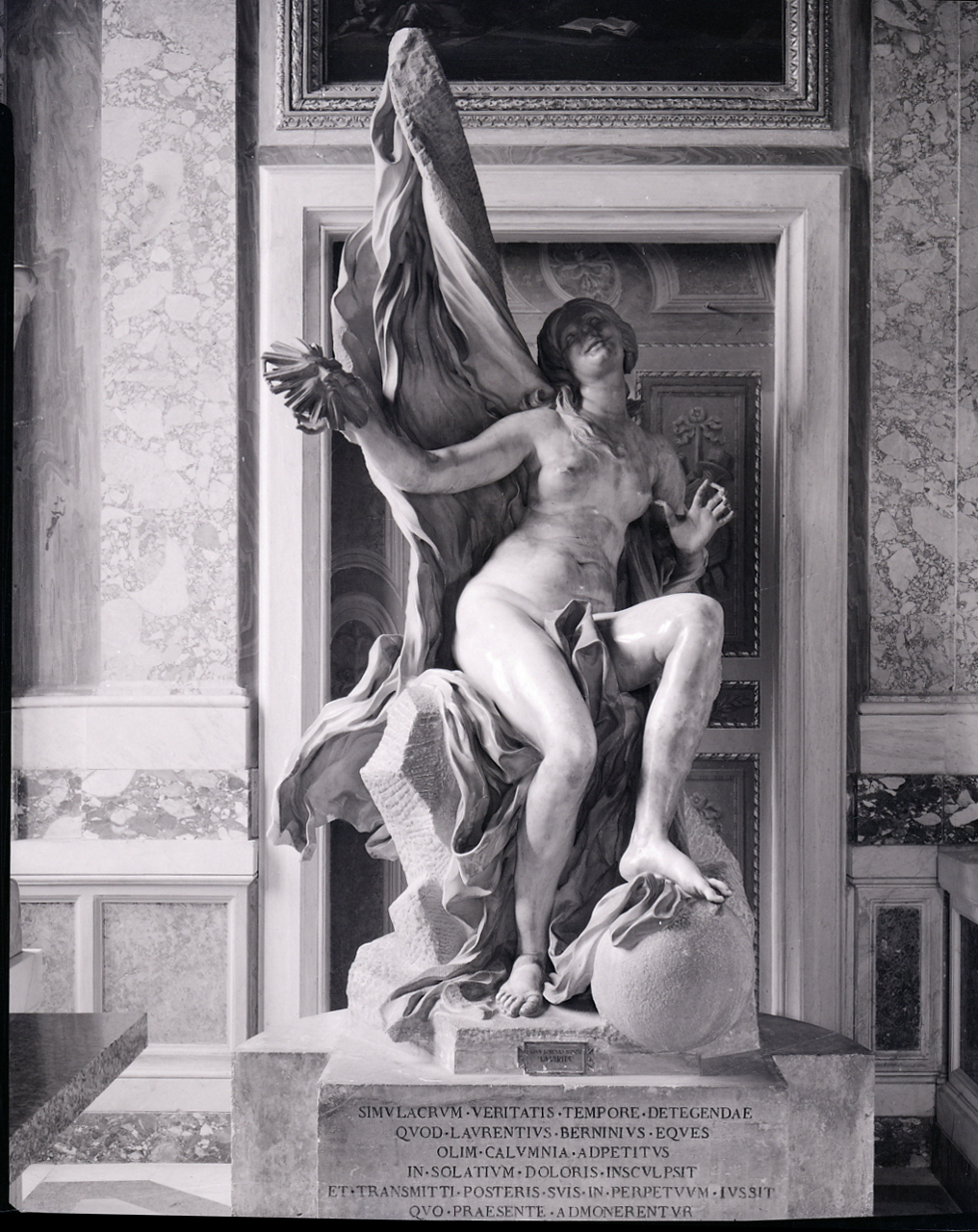
Лоренцо Берніні, «Правда, яку відкриє плин часу», Галерея Боргезе, Рим. Фото Паоло Монті.
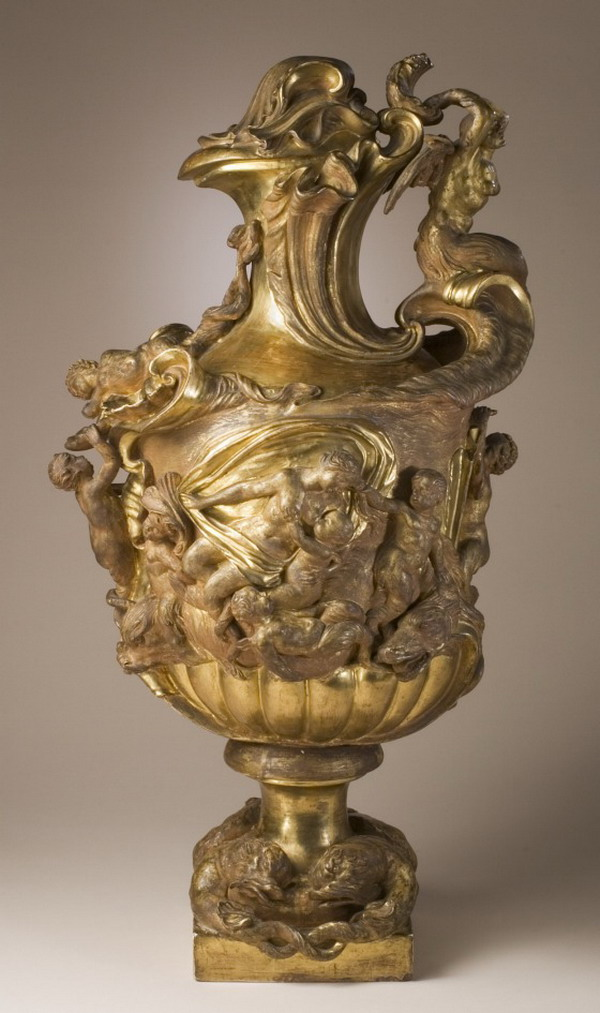
Массіміліано Сольдані, ваза з Галатеєю, золочена теракота, 1695 р.Лос-Анжелес.
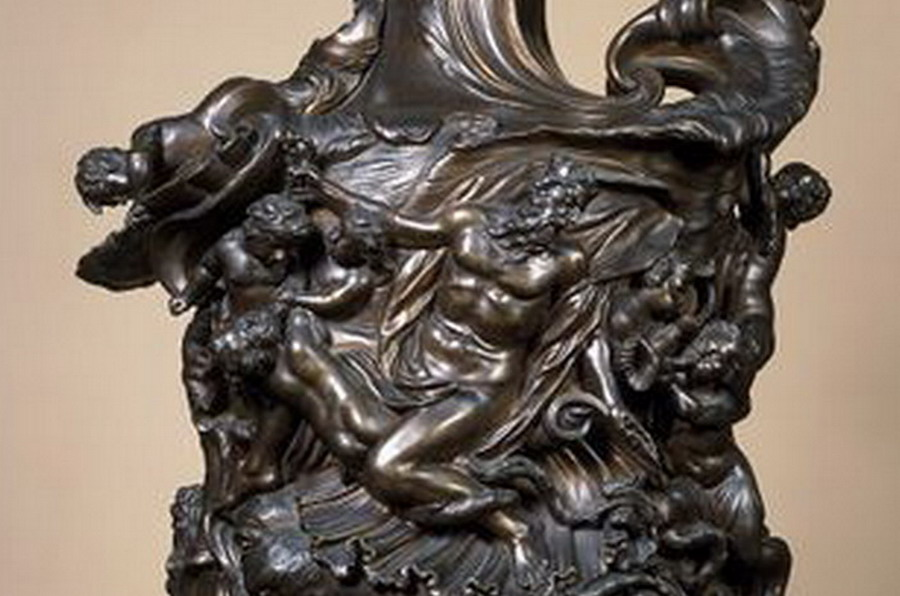
Массіміліано Сольдані. Деталь бронзової вази з Нептуном, Музей Вікторії й Альберта, Лондон.
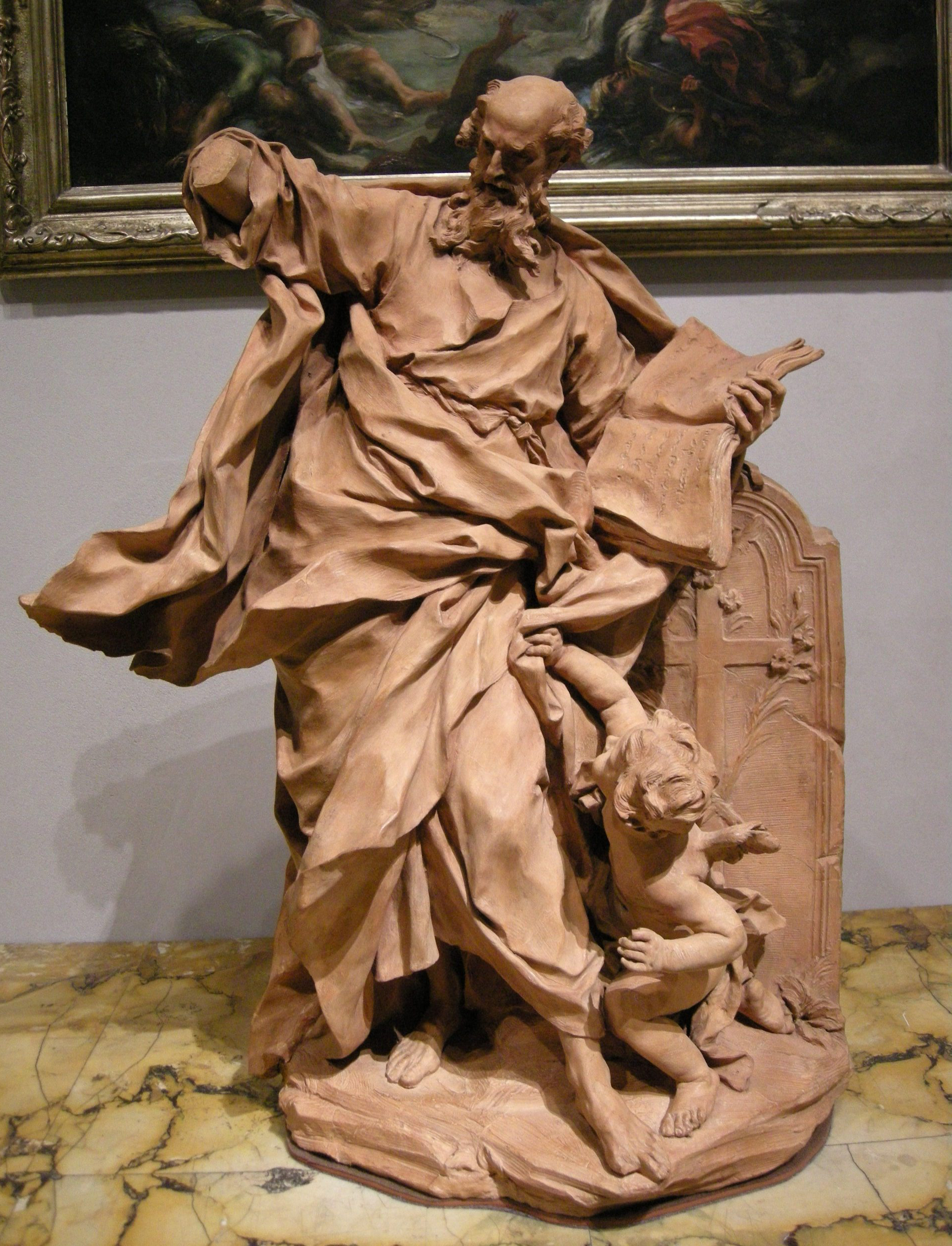
П'єр Легро молодший, «Апостол Фома», теракота, Лос-Анжелес.
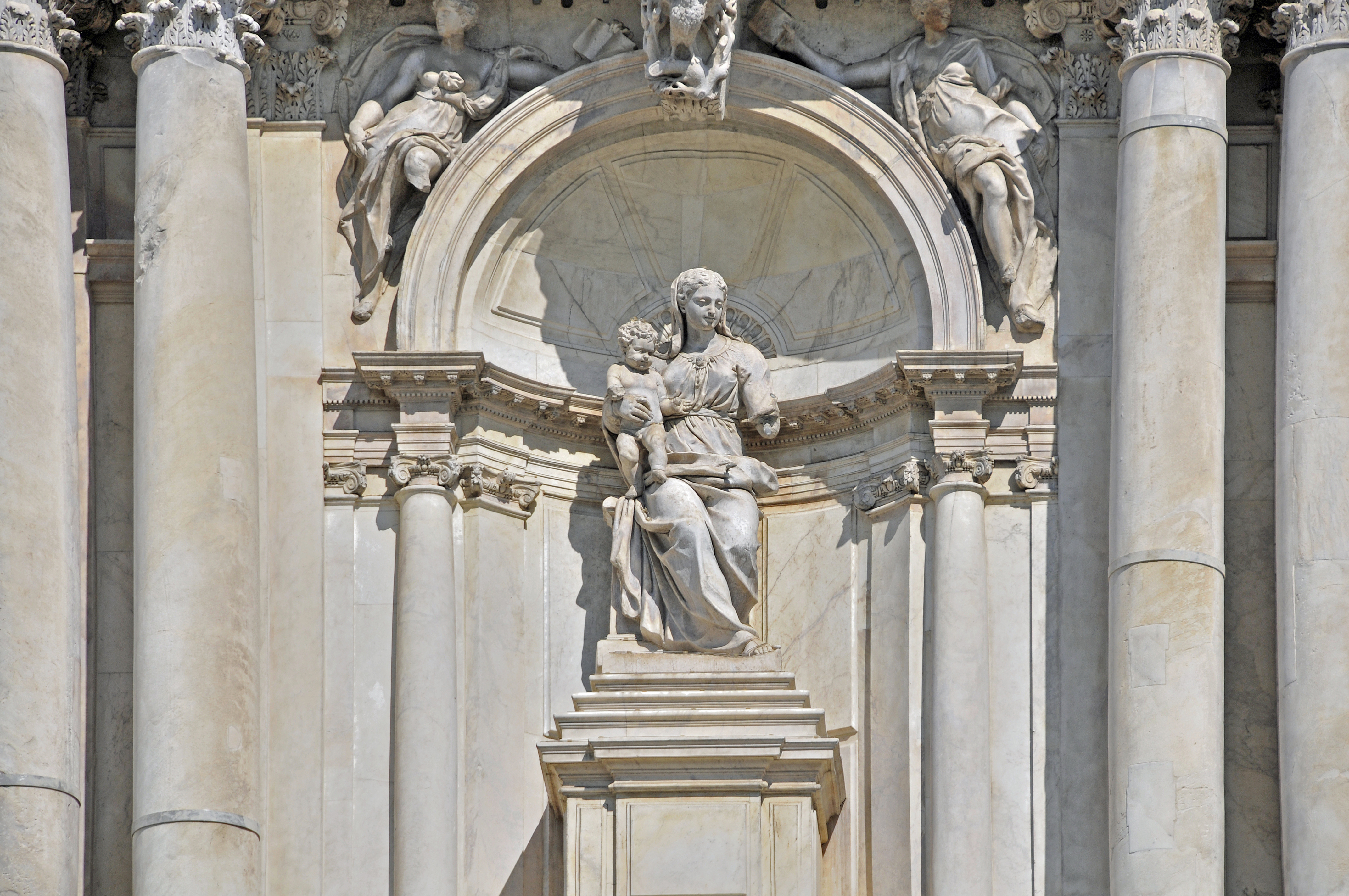
Бернардо Фальконі. «Мадонна з немовлям». фасад церкви Санта Марія ді Назарет, Венеція.
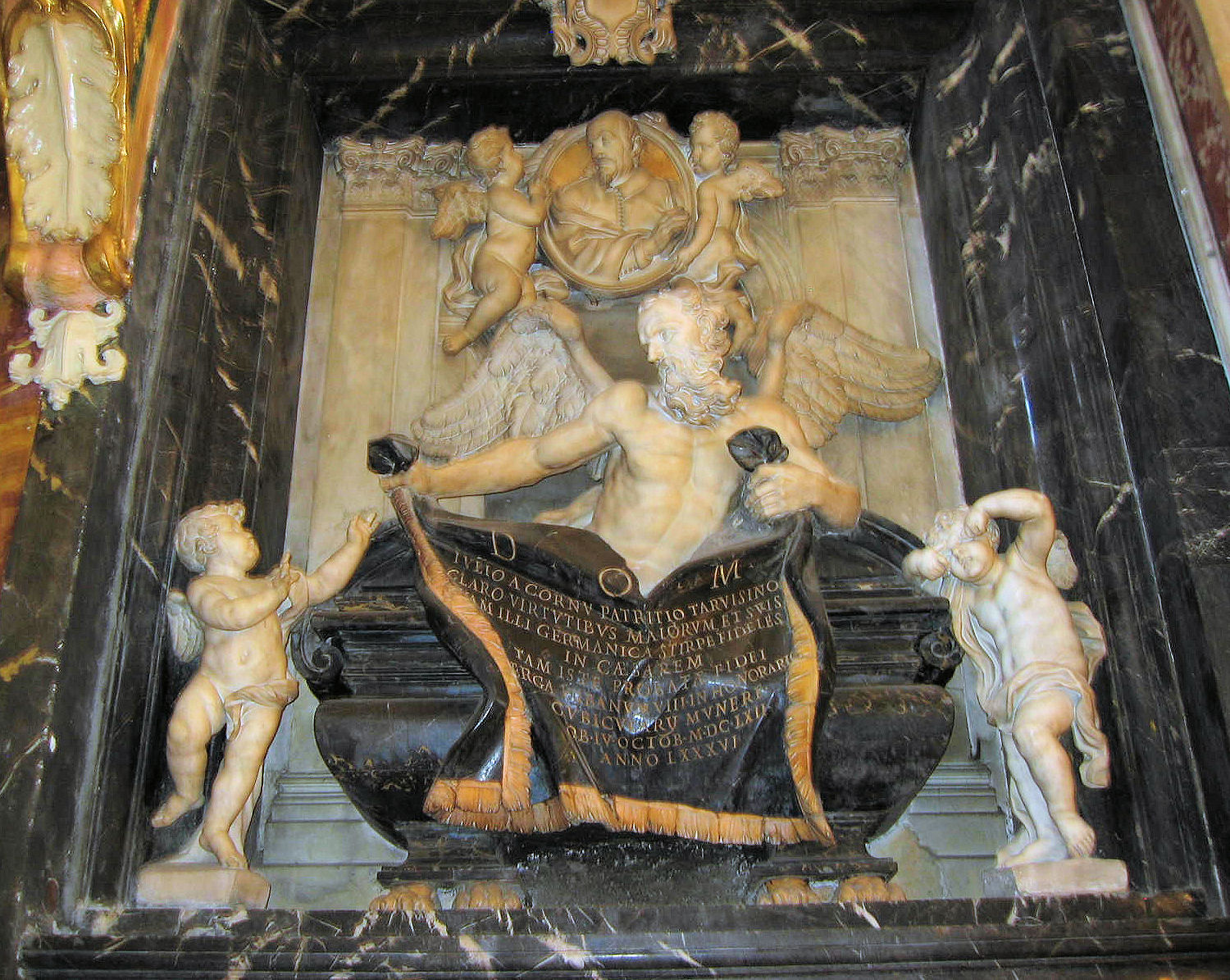
Ерколе Феррата, надгробок Джуліо дель Корно з Хроносом і путті, Рим.
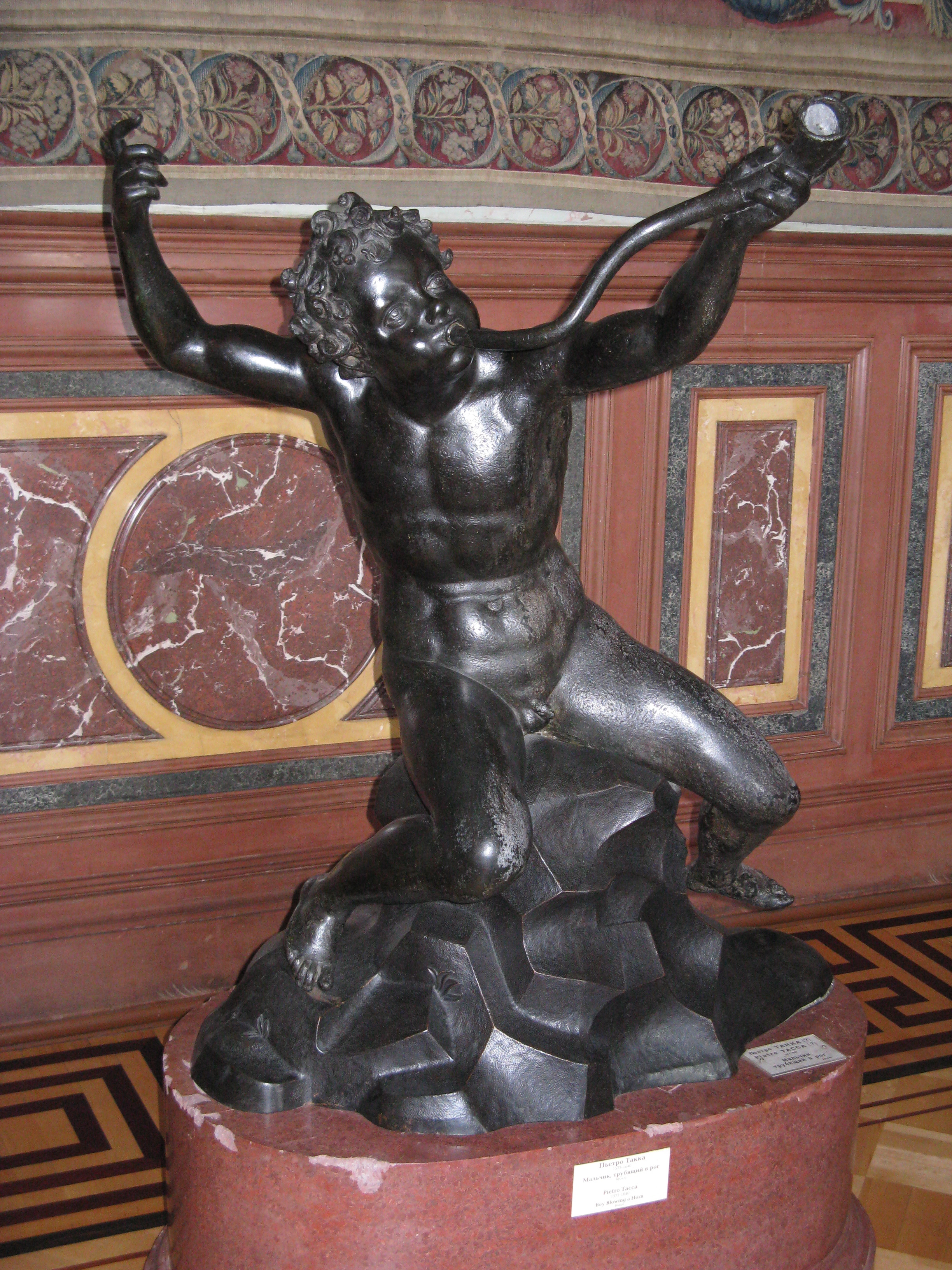
П'єтро Такка, фонтанна скульптура «Хлопчик з трубою», бронза, Ермітаж
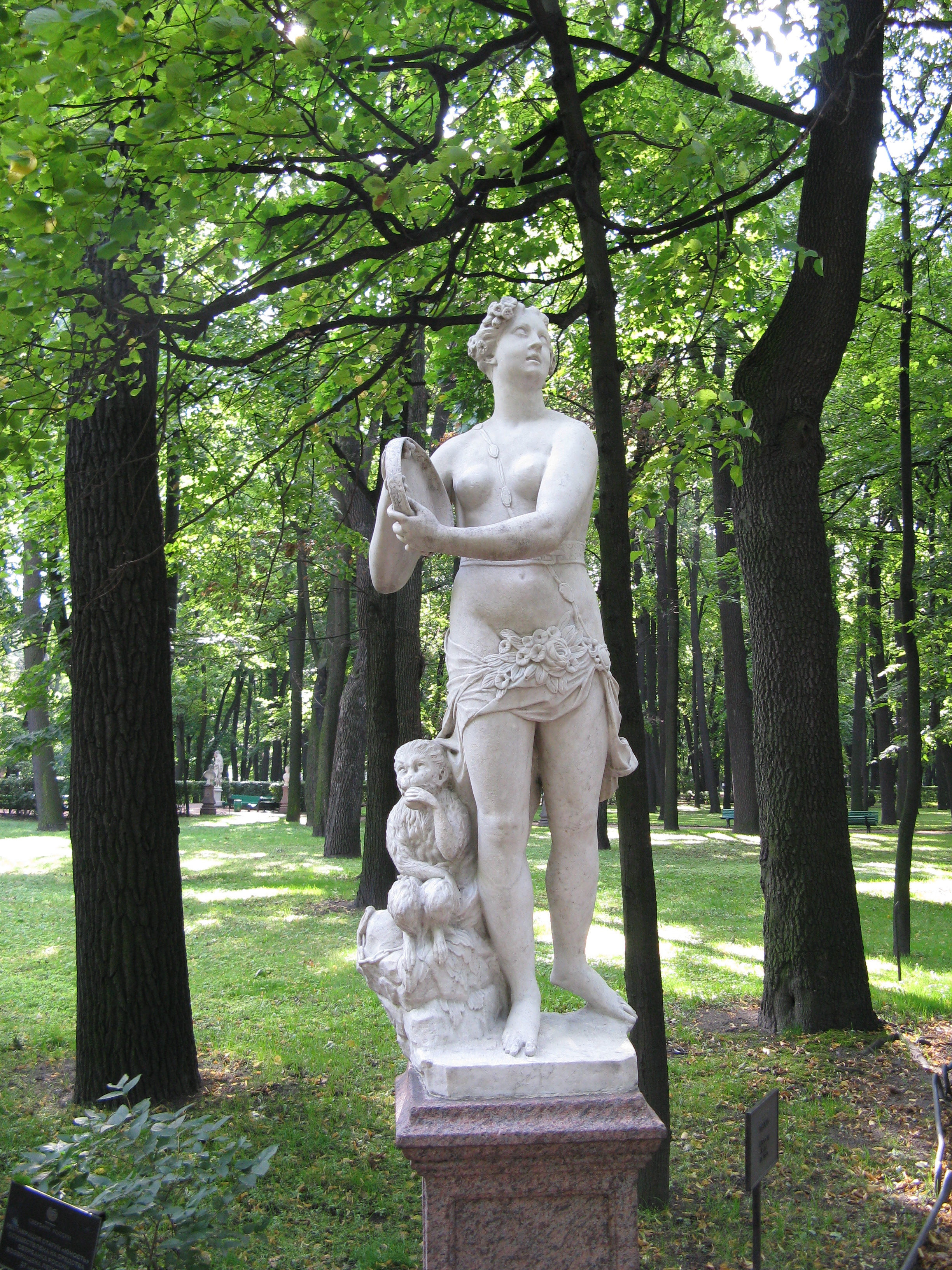
Антоніо Тарсія, «Алегорія молодості, мінливої як мавпа», Літній сад (Санкт-Петербург)

В армії римських скульпторів працювало декілька їх поколінь — Стефано Мадерно (1576—1636), Франческо Баратта старший(1590—1666), Алессандро Альґарді(1598—1654), П'єтро Такка(1577—1640), Джованні Баттіста Фоджині (1652—1725), Ерколе Феррата (1610—1686), Джуліано Фінеллі(1602—1653), Паоло Нальдіні(1619—1691), Доменіко Гвіді(1625—1701), Камілло Русконі(1658—1728), Мельхіоре Кафа (1636—1667), Джузеппе Мацуолі (1644—1725) та ін.
Високий технічний рівень і здатність працювати з усім арсеналом скульптурних матеріалів зберігають скульптори і ливарники Флоренції, котрі працюють за замовами як італійських, так і іноземних можновладців і багатіїв — П'єтро Такка (1577—1640) та його син Фердинандо Такка (1619—1686), скульптор-декоратор і медальєр Массіміліано Сольдані (1656—1740), паркобудівник і скульптор-декоратор Карло Бартоломео Растреллі (1675—1741).
Привабливість римського бароко та перспективи творчості в папській столиці були такими значними, що рекрутували на працю в Італію низку іноземних скульпторів-католиків. Своїми, причетними до італійського художнього процесу в Римі або в Італії стають фламандець Франсуа Дюкенуа(1597—1643) та Джусто Лекур (1627—1679), французи П'єр Єтьєн Монно (Pierre-Étienne Monnot 1657—1733), Жак Сарацин та П'єр Легро молодший(Pierre Le Gros the Younger 1666—1719), Джованні Марія Морлейтер (Giovanni Maria Morlaiter 1699—1780), німець за походженням, що працював у Венеції.
Менш контрольованою цензурою була портретна скульптура. До найкращих зразків репрезентативного портрету доби підняв Лоренцо Берніні портрети-погруддя герцога Франческо І д'Есте та французького короля Луї XIV. Декоративні якості обдарування Берніні і здатність створити компліментарний, але ефектний образ, що нагадував ідеал шляхетності, знайшли в них своє повне втілення.

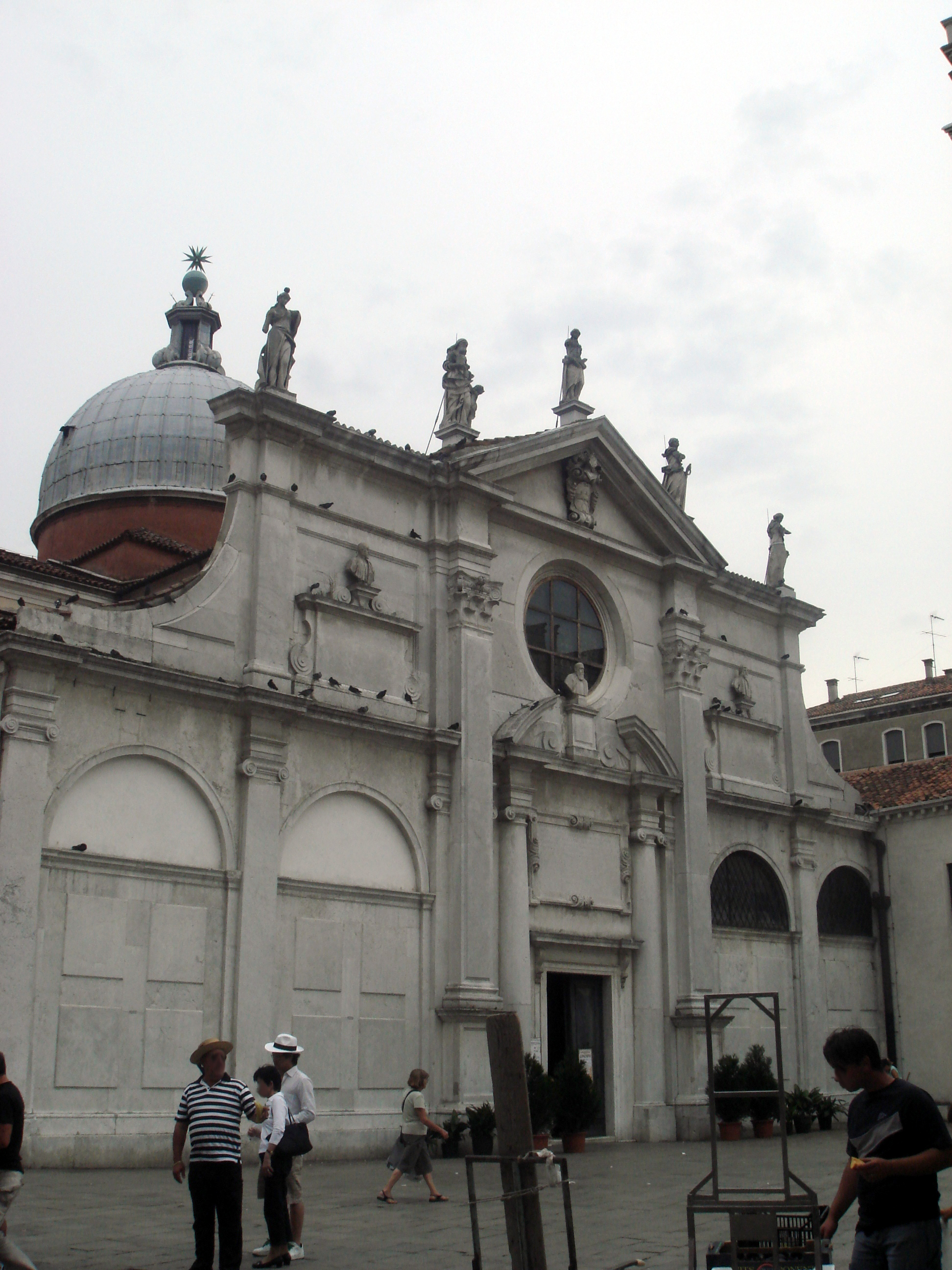
Церква Санта-Марія Формоза
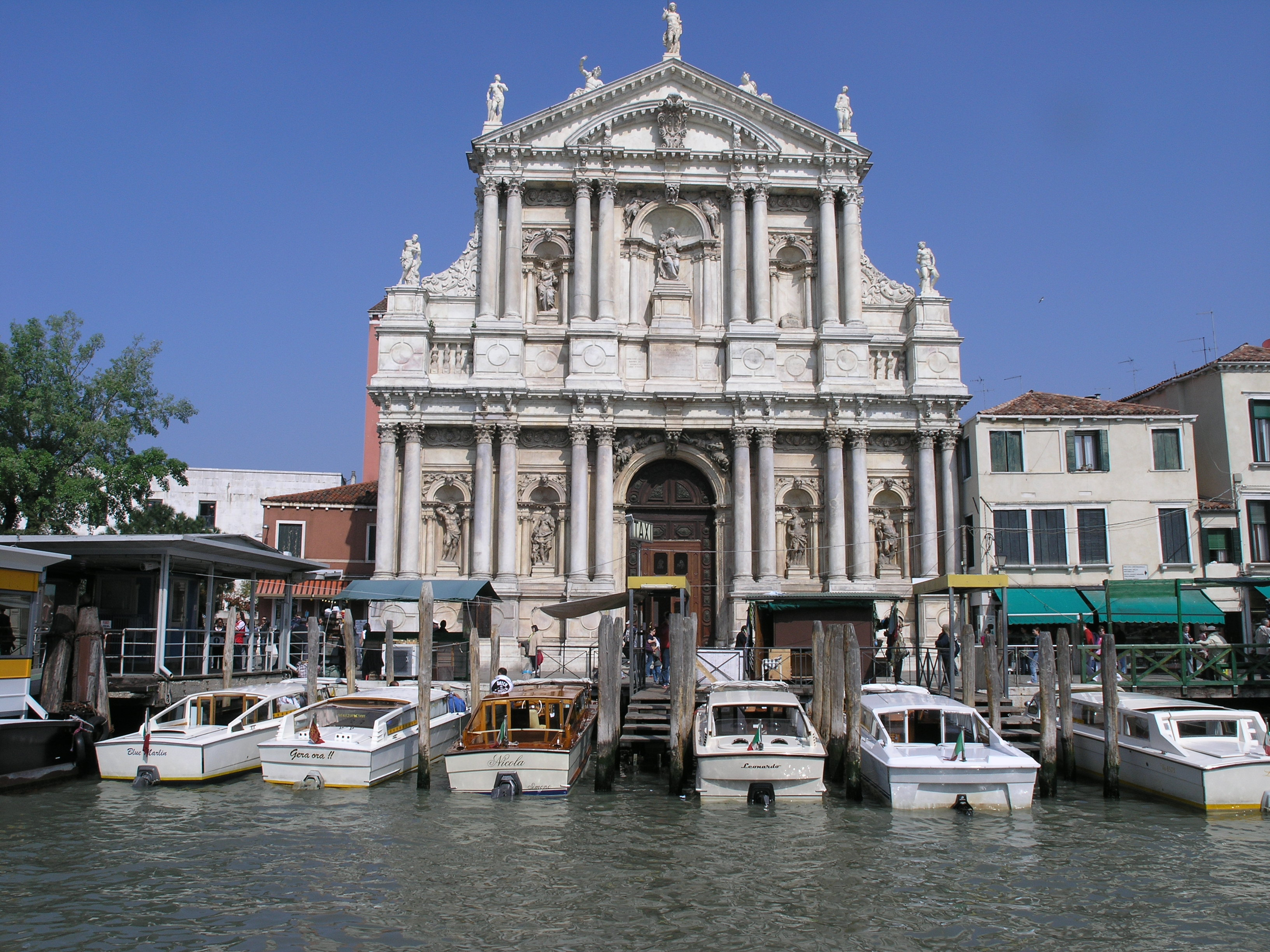
Церква Скальці
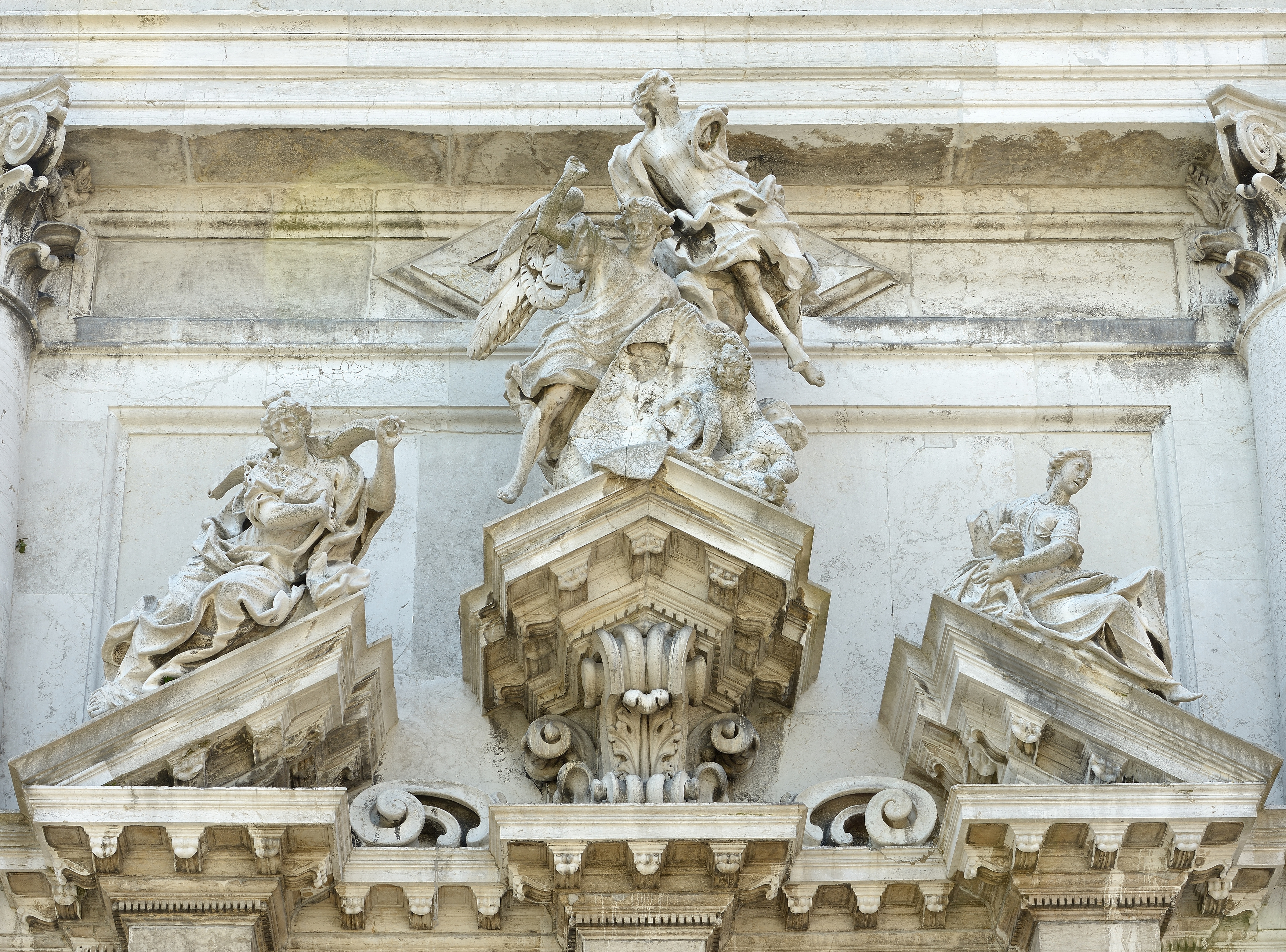
П'єтро Баратта. Церква Сан Сте, скульптурна група на фасаді.
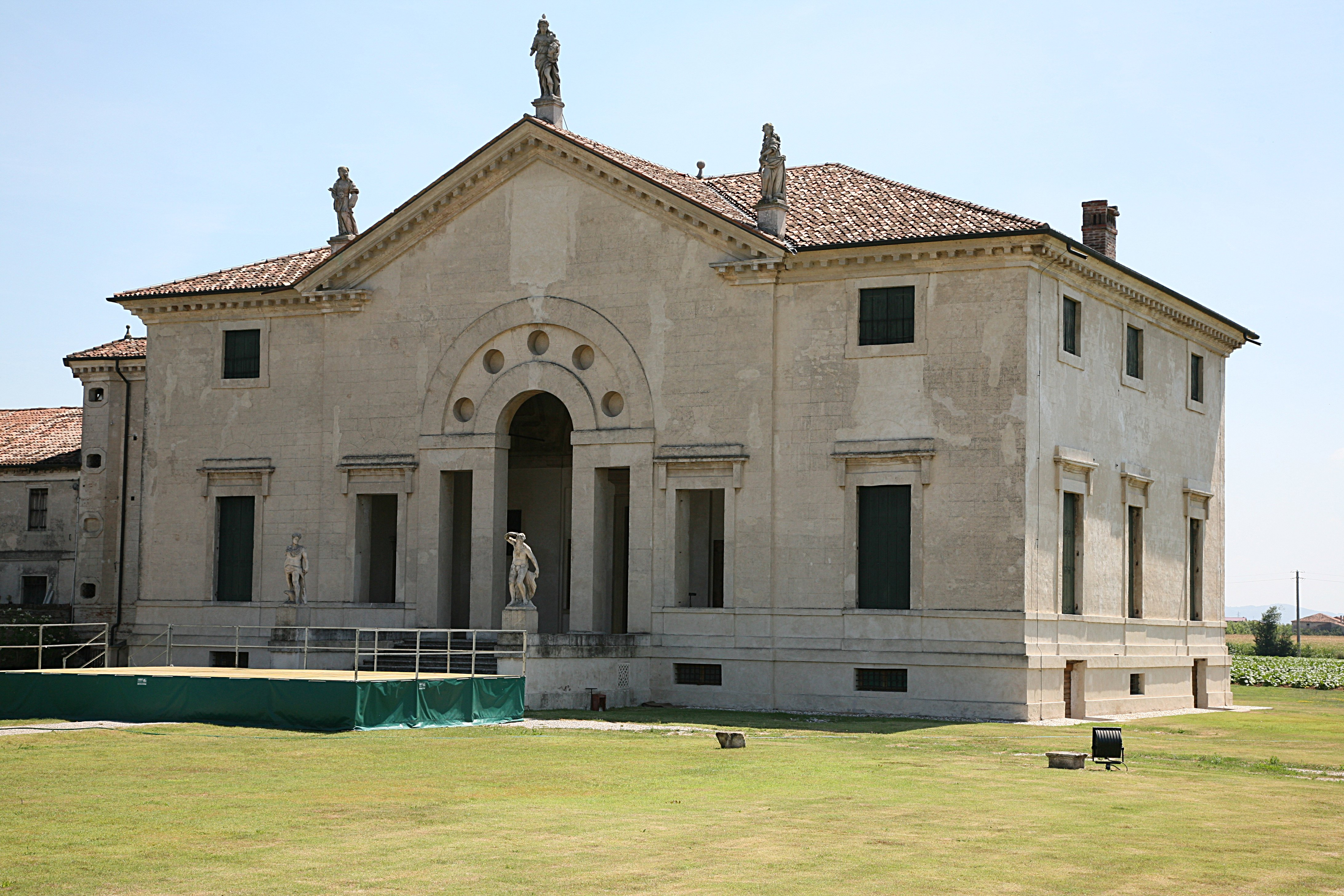
Вілла Пойяна, терраферма.

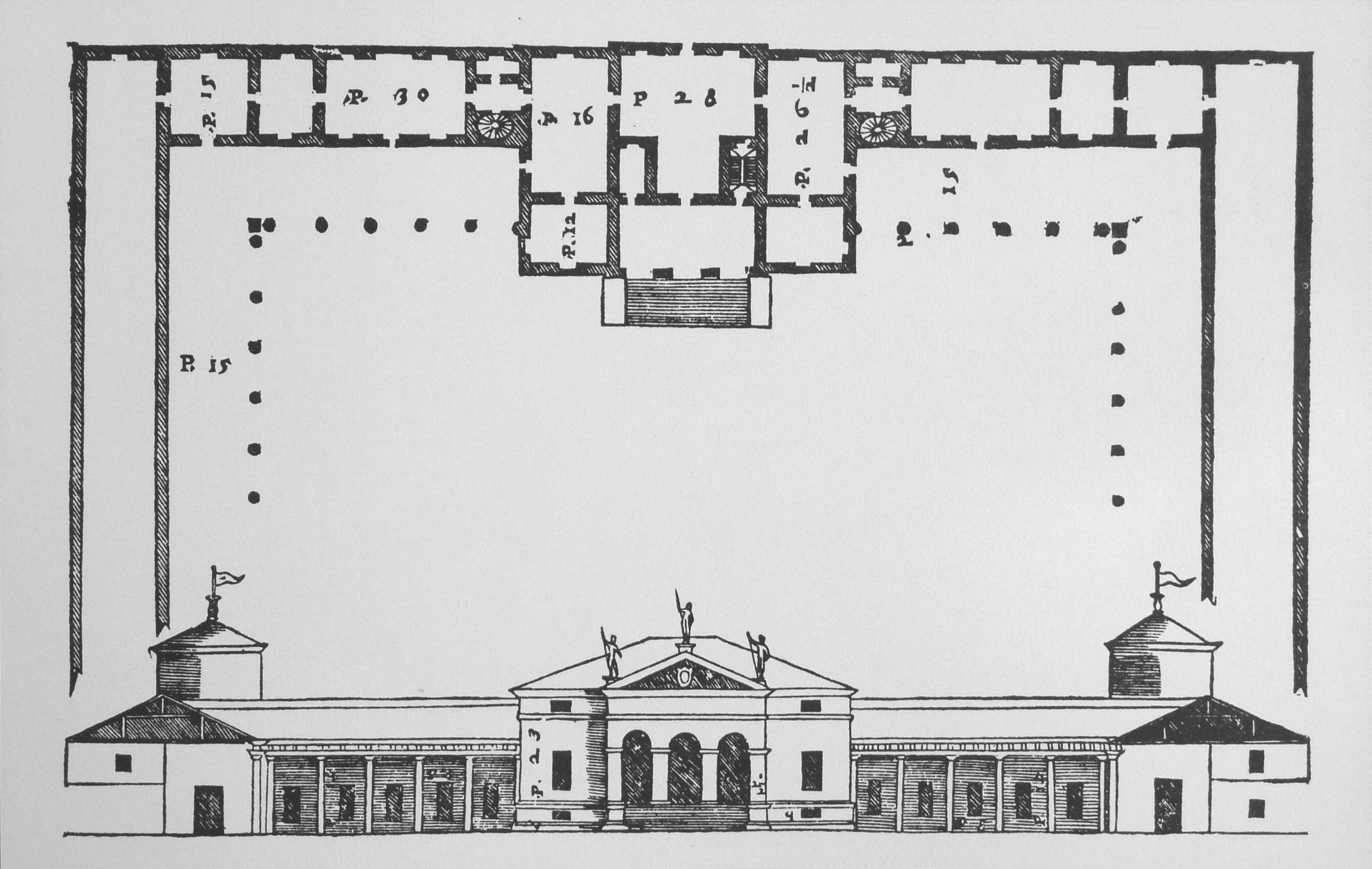
Вілла Сарачено, план і головний фасад.

Другий відомий центр декоративної і садово-паркової скульптури склався в Венеційській республіці. Після військового захоплення Константинополя турками-османами і зникнення Візантії як держави в Венеції помітно скоротилися масштаби торгівлі. Уряди Венеції повели кампанію на придбання купецтвом земель на террафермі. Кампанія мала успіх і колишні купці і володарі човнів стали землевласниками. Землі на террафермі були заболочені, тому тут розгорнули масштабні меліоративні роботи з осушення, прокладання каналів для відведення зайвої води, виникають численні ферми, виноградники і заміські вілли. Особливо уславились вілли вздовж річки Брента. Володарі перенесли на вілли і аристократичні звички: споруди прикрашають фресками, картинами, запрошують музик, співаків і акторів, облаштовують фонтани, канали і пристані, створюють сади бароко зі скульптурами. Так, уславилась вілла Антоніо Рікарді, де облаштували і театр просто неба, збережений донині.
Венеційська скульптурна школа була майже не підкорена стилю римського бароко, бо в Венеції підозріло ставились до єзуїтів і до монополізованого ними бароко. Стилістика венеційських майстрів менш театралізована і більш врівноважена, хоча більшість майстрів дотримується тих же сюжетних схем і алегоричних образів. Тут менше віртуозних майстрів і вони ближче до ремісничого оточення, а то і народного мистецтва каменярів і різьбярів. Відомі випадки, коли корабельні теслярі бралися за висікання мармурової садової скульптури, котрими прикрашали невеликі сади при заміських помешканнях (віллах). Серед них — П'єтро Баратта, Альвізе Тальяп'єтра, Джованні Бонацца, Франческо Робба, Джузеппе Торретто, Антоніо Тарсія, Франческо Кабьянка, Антоніо Коррадіні, брати Гропеллі.
Довгий власний розквіт пережила садово-паркова скульптура. В ній переважали декоративні якості, міфологічні і алегоричні сюжети, притаманна праця над серіями — чотири пори року (Зима, Весна, Літо, Осінь), чотири алегорії перебігу доби (День, Вечір, Ніч, Ранкова зоря або Аврора), алегорії наук (Астрономія, Навігація) чи чеснот (Милосердя, Справедливість, Щедрість), боги давньоримського пантеону тощо.

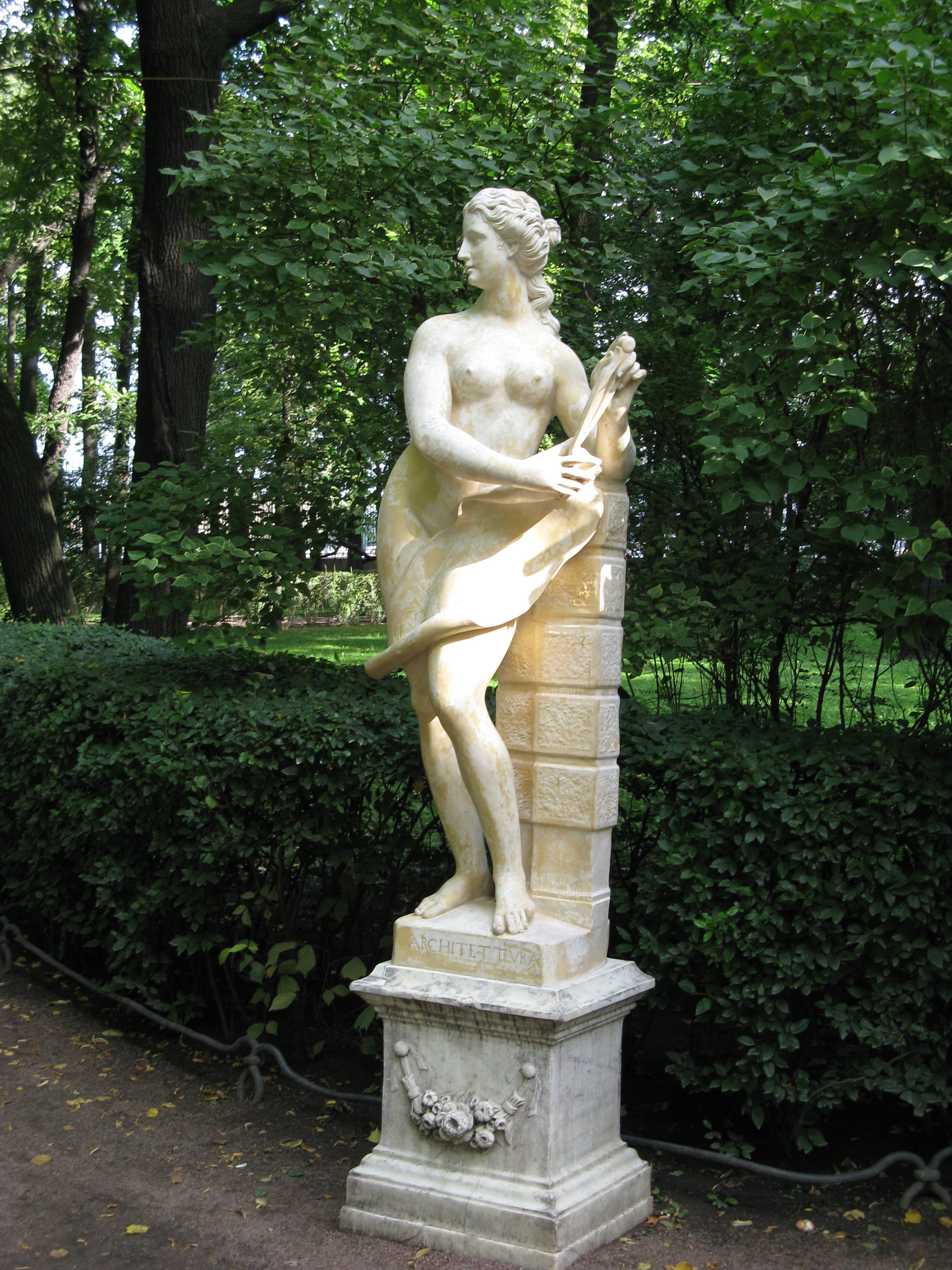
П'єтро Баратта, «Алегорія Архітектури», 1722 р., Літній сад (Санкт-Петербург)
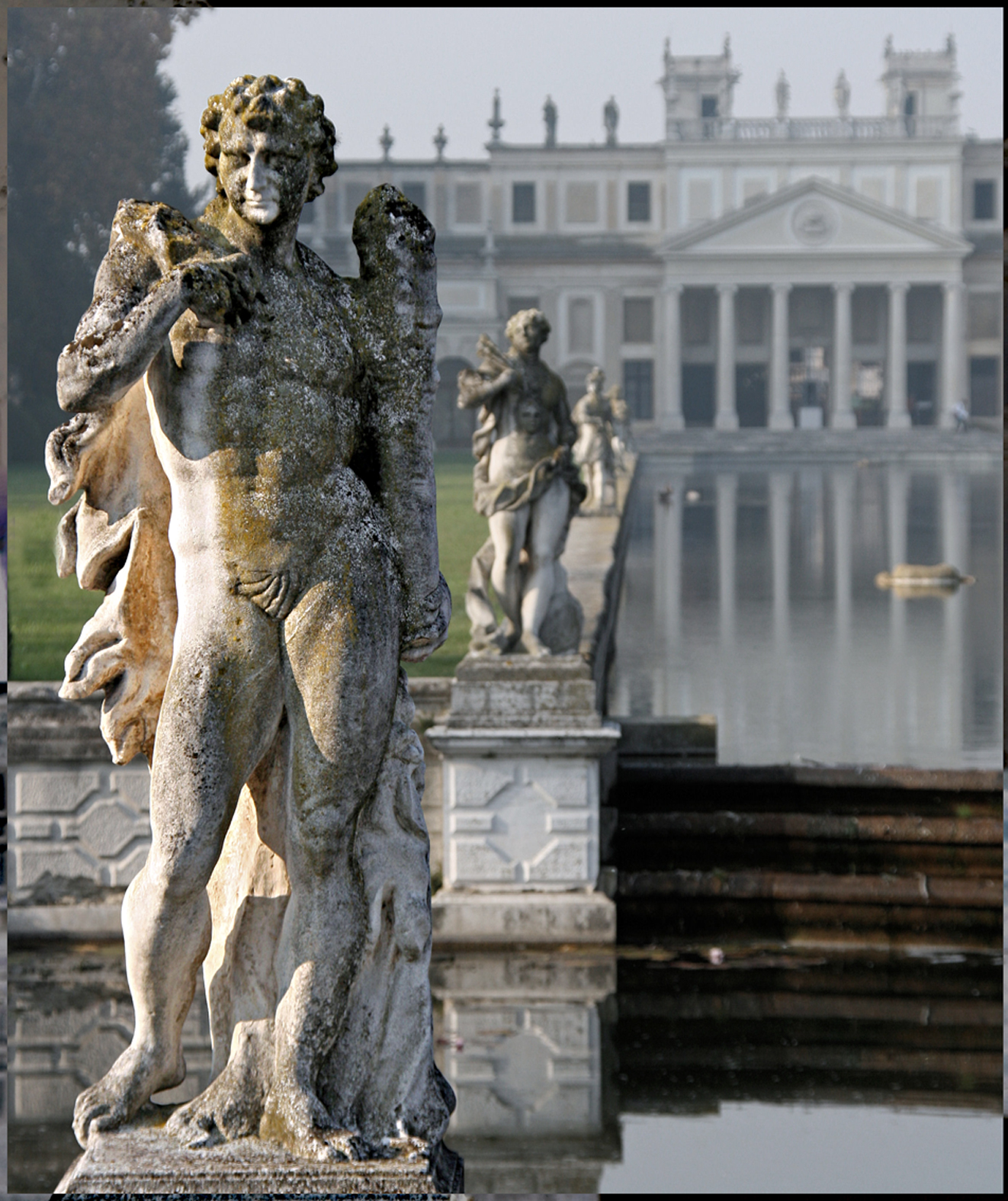
Вілла Пізані (Стра), барокова скульптура в саду
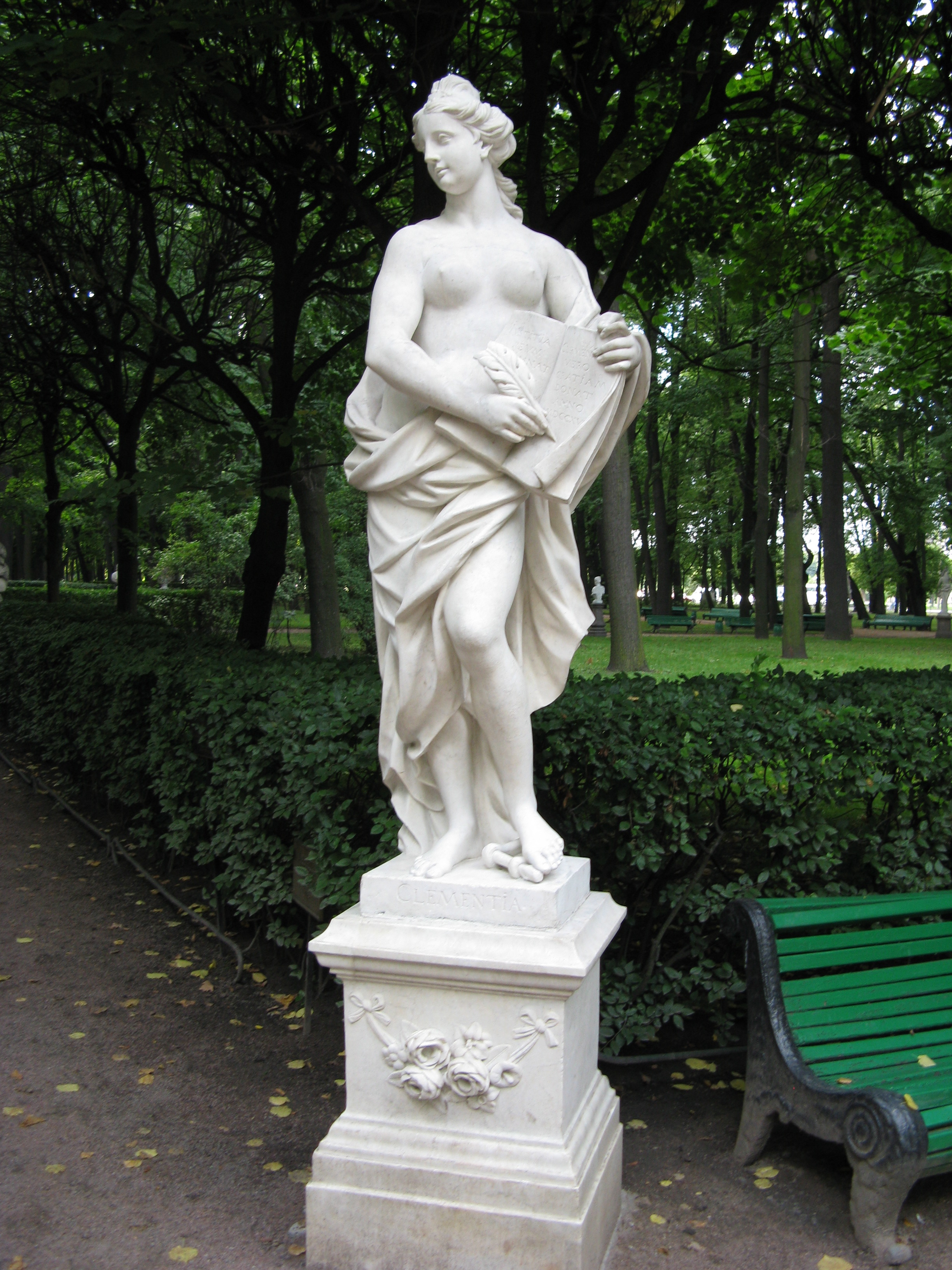
П'єтро Баратта, «Алегорія Торгівлі», Літній сад (Санкт-Петербург)
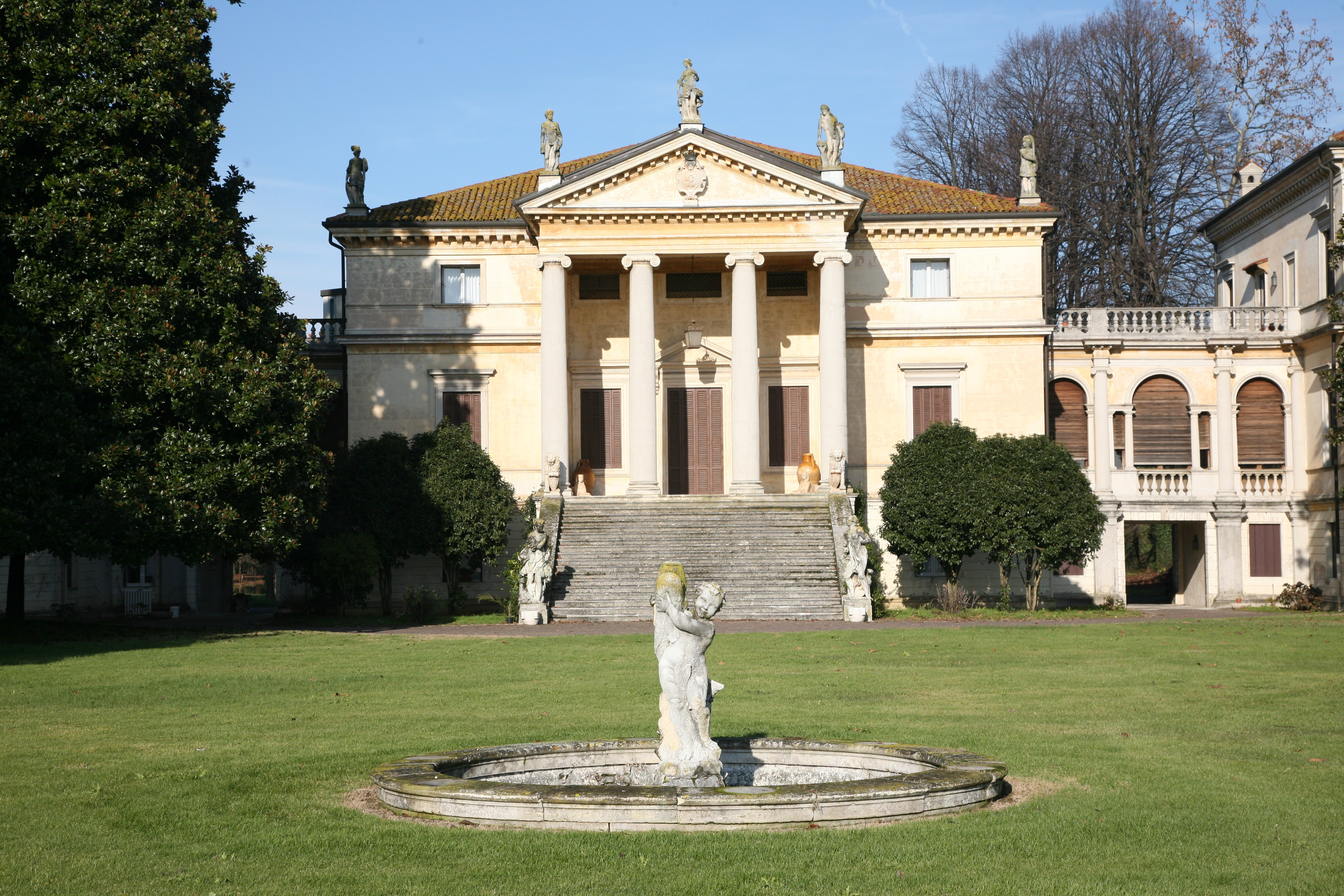
Вілла Порто, терраферма.

## Художній надгробок в Італії 17 століття

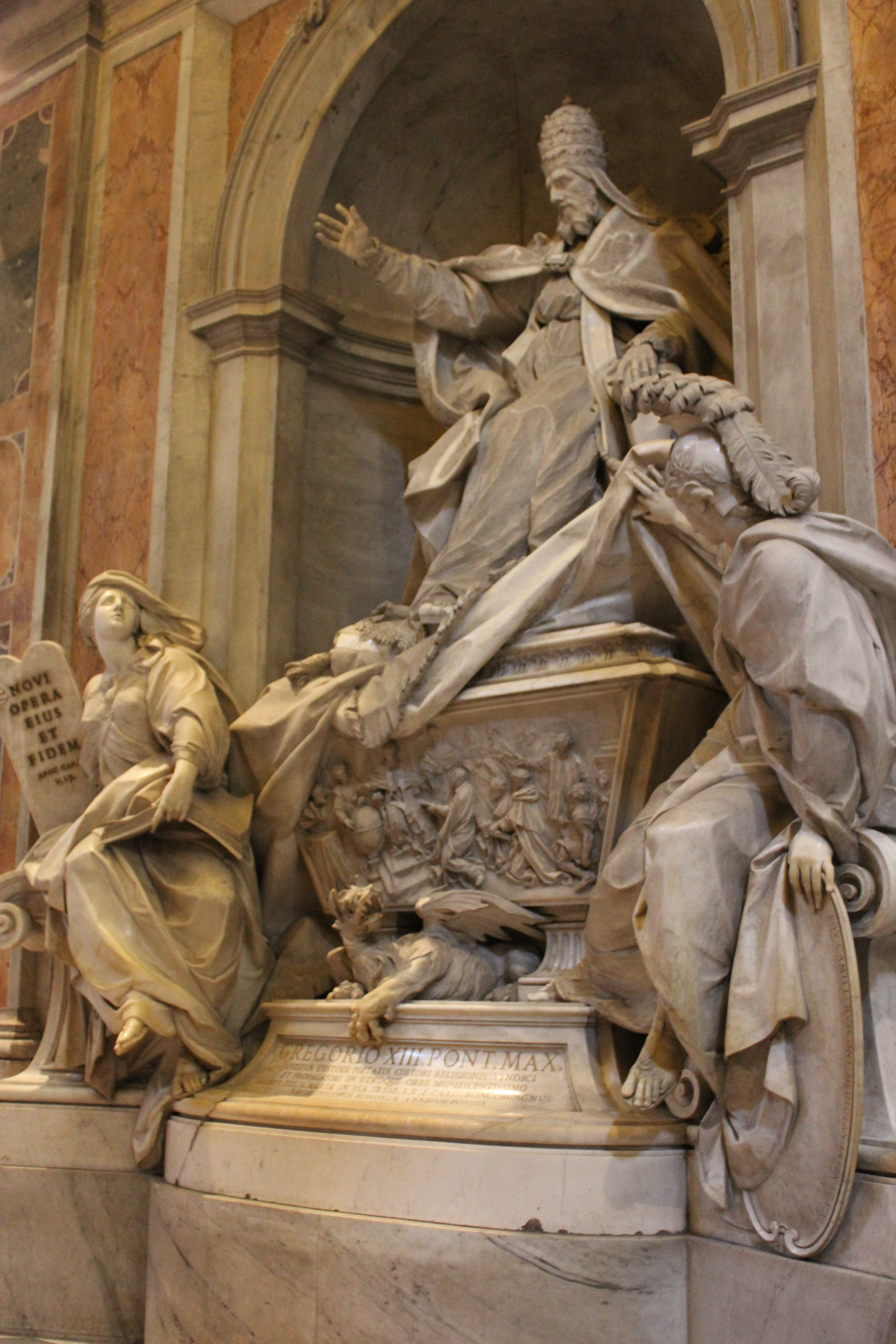
Ск. Камілло Русконі, надгробок папи римського Григорія XIII.

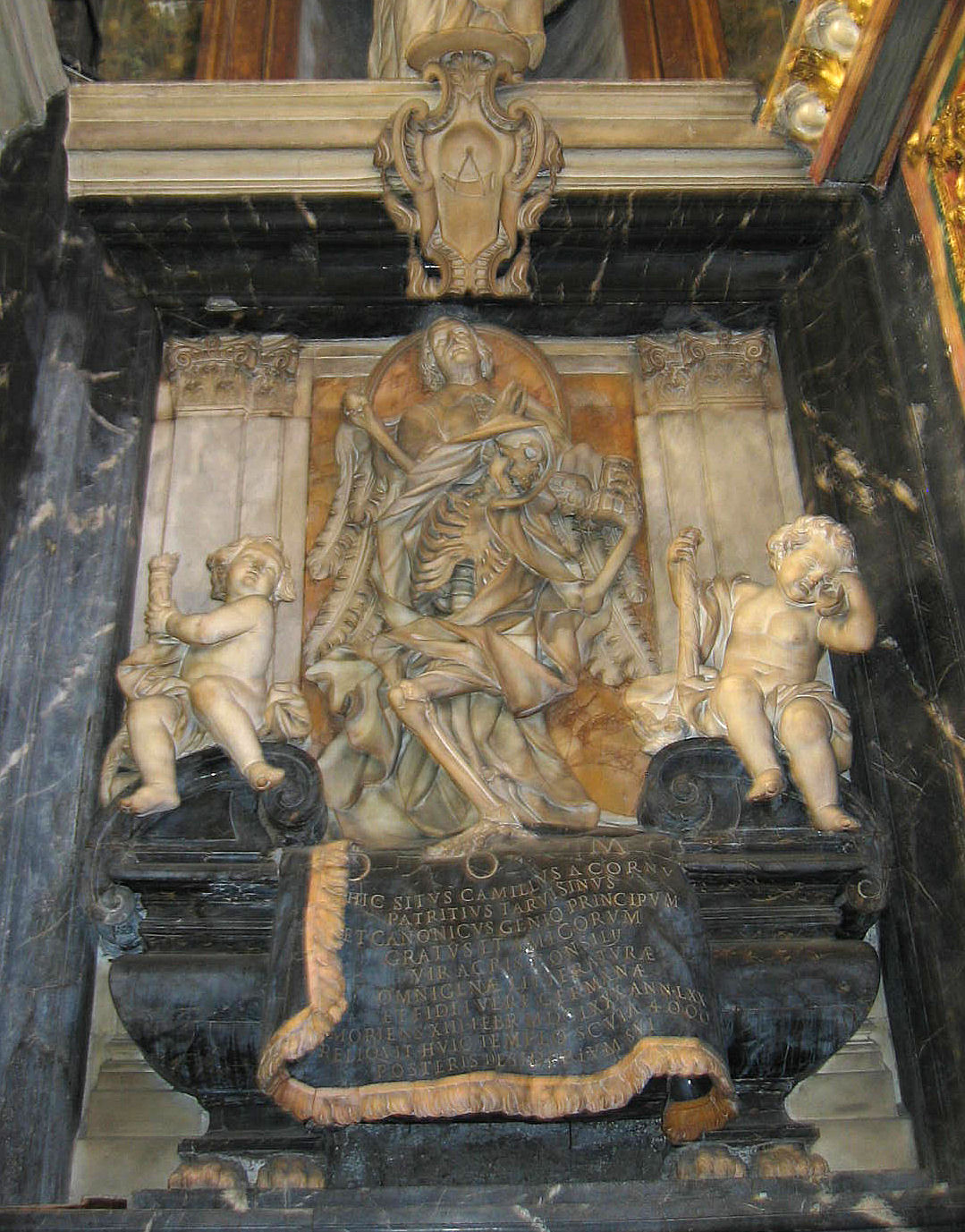
Доменіко Гвіді. Надгробок Камілло дель Корно,
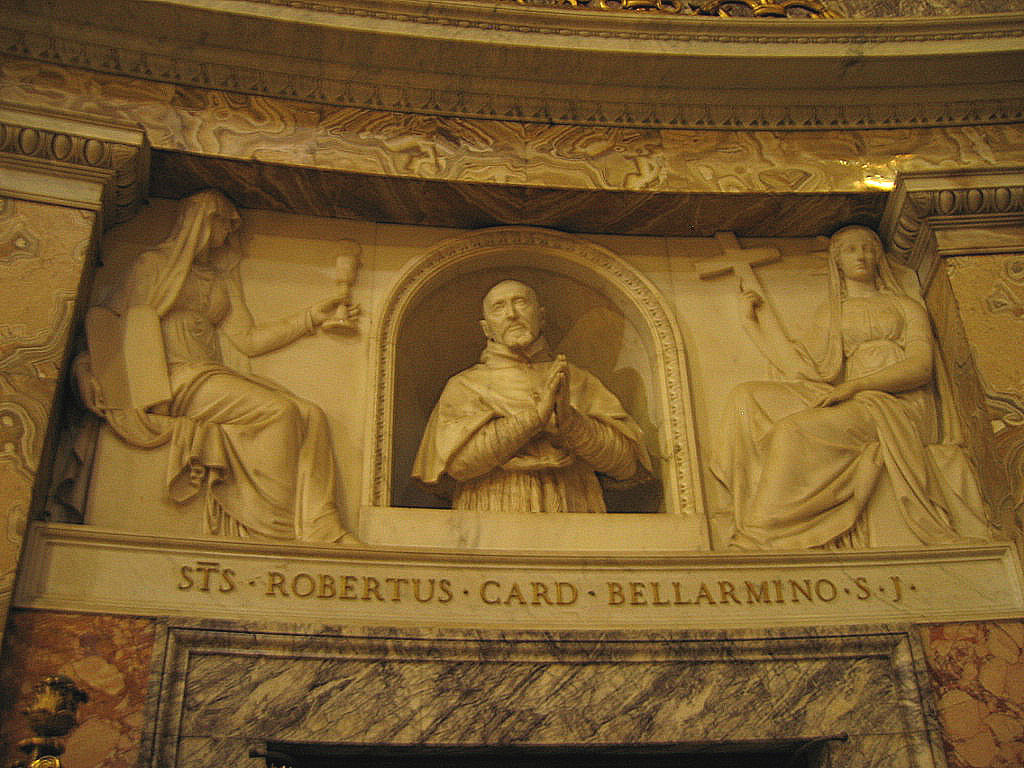
Лоренцо Берніні. Монумент-надгробок кардинала Роберто Беларміно у церкві Іль-Джезу, Рим
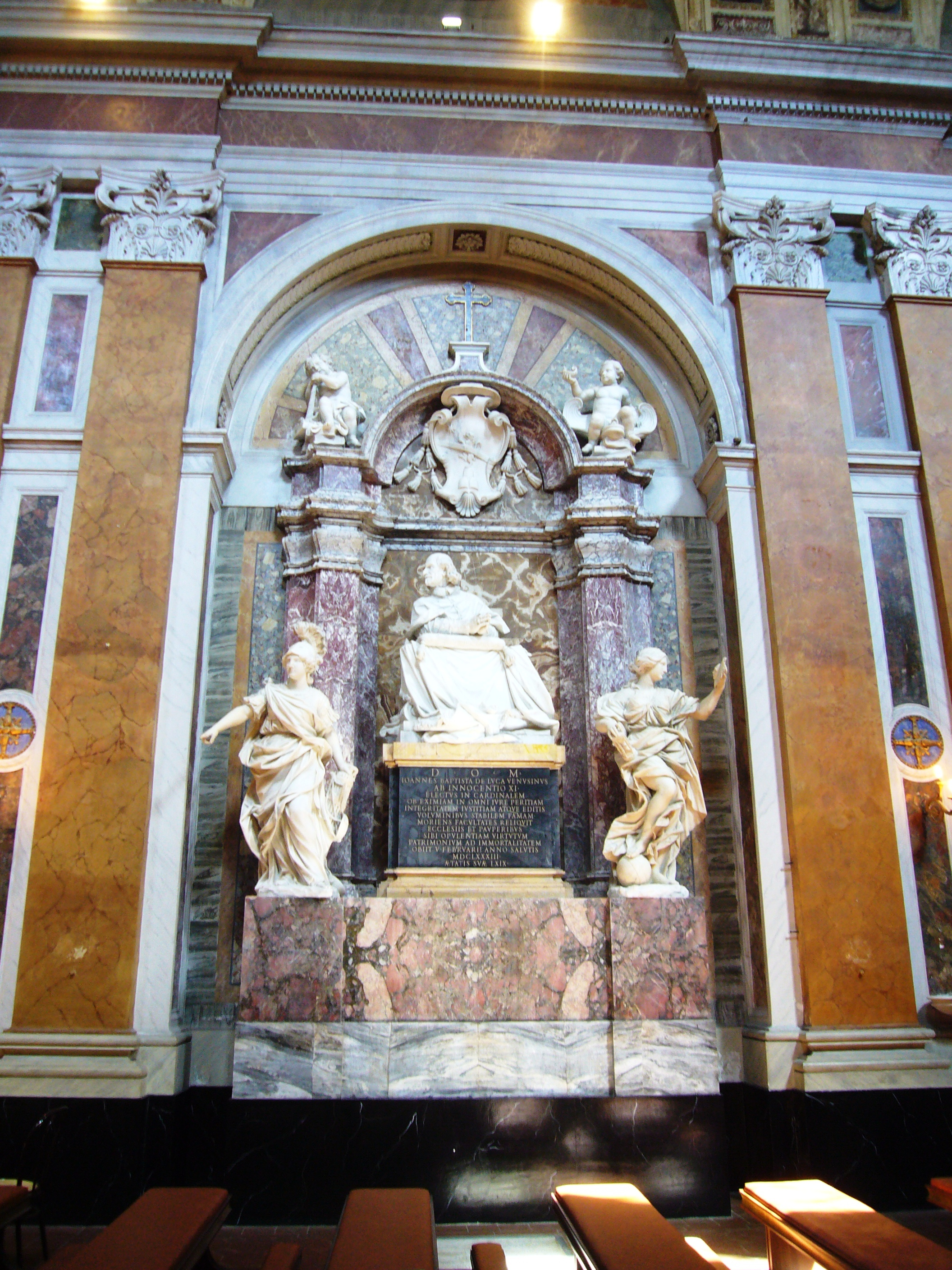
Доменіко Гвіді. Надгробок кардинала Джованні Баттіста де Лука, 1683 р., Спіріто-Санто-дей-Наполетані, Рим.

## Піднесення друкованої графіки

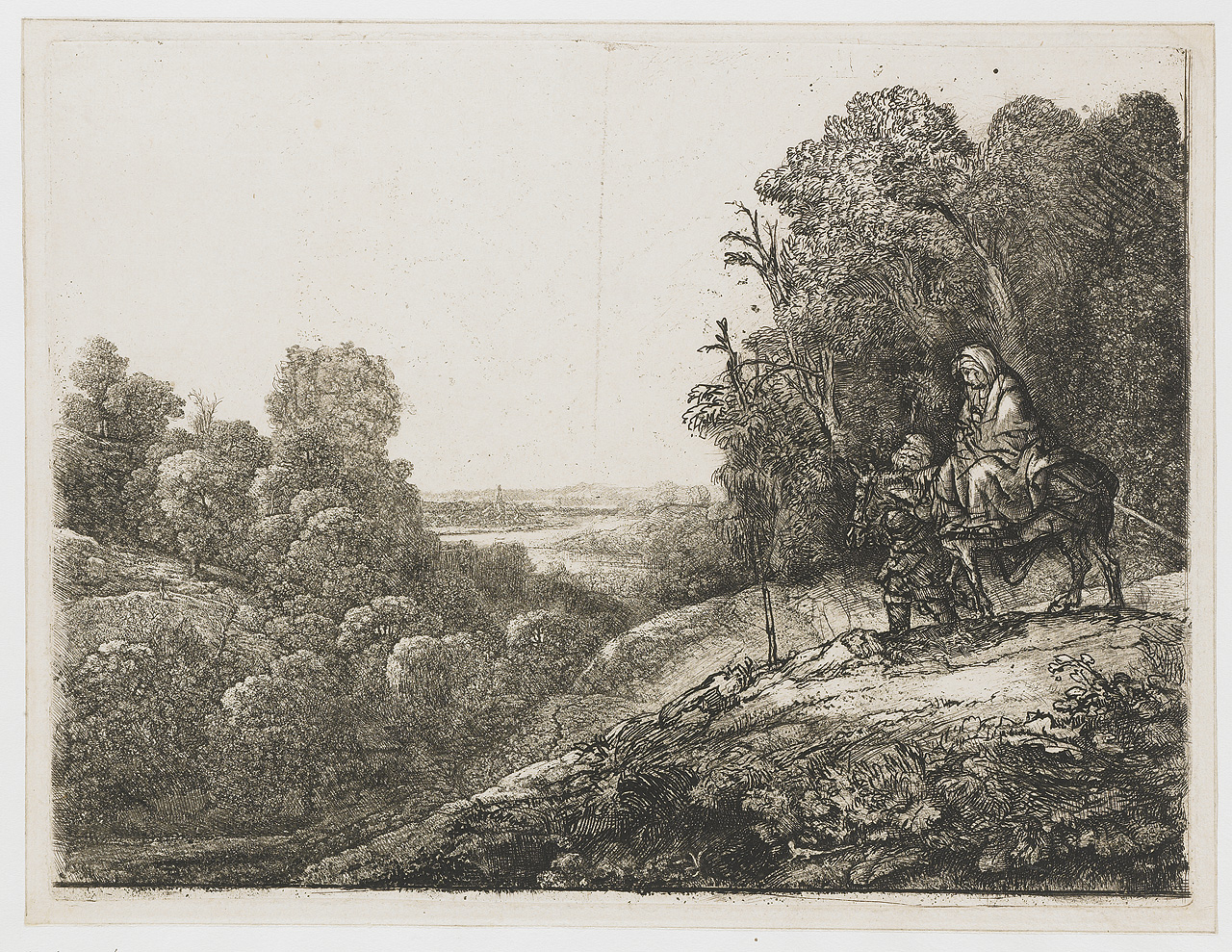
Рембрандт після Сегерса. Втеча Св. Родини в Єгипет, офорт, доопрацювання 1653 року.

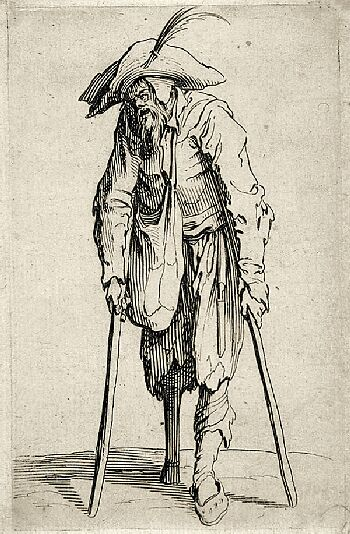
Жак Калло. «Каліка перехожий»

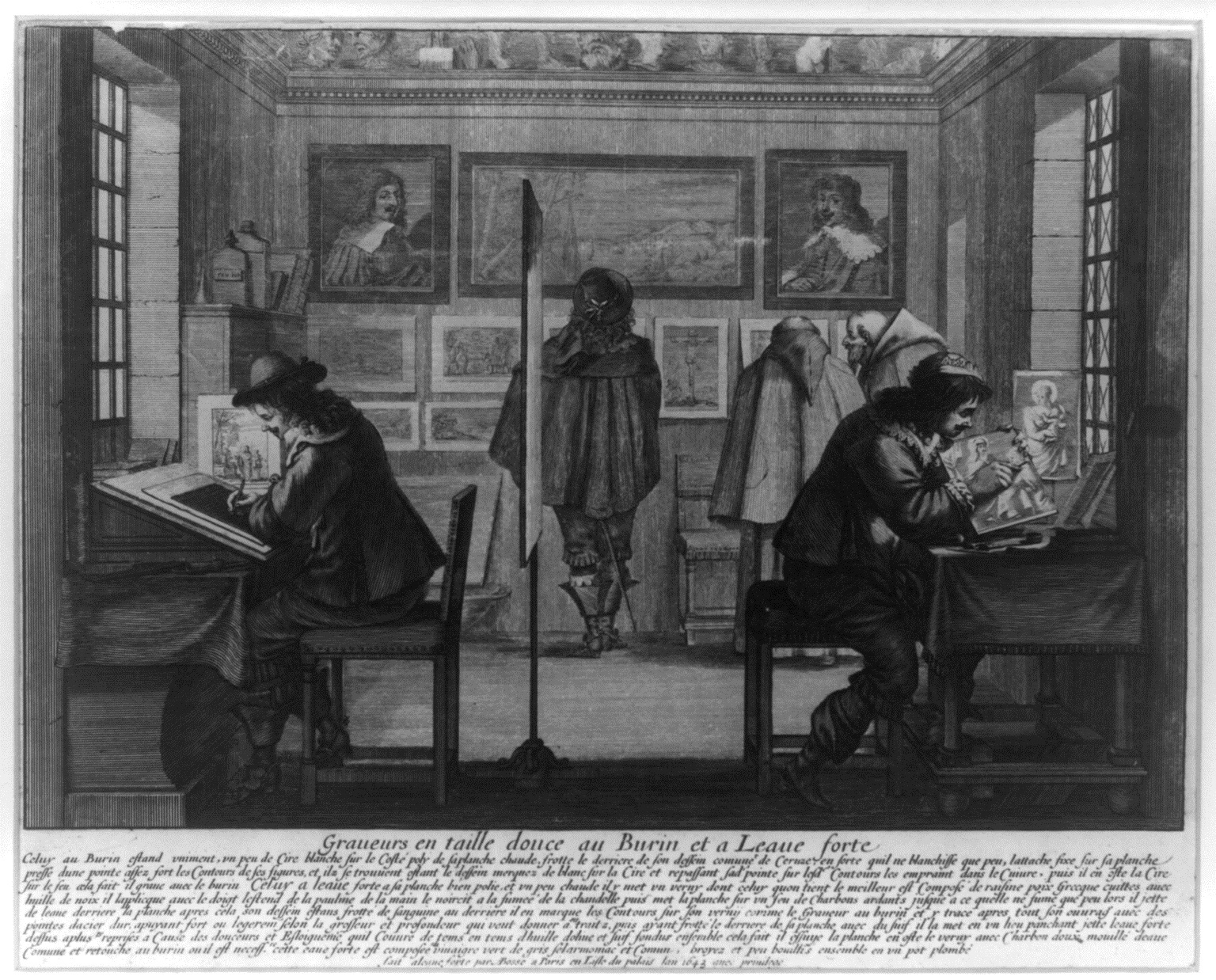
Абрахам Босс, «Майстерня граверів»
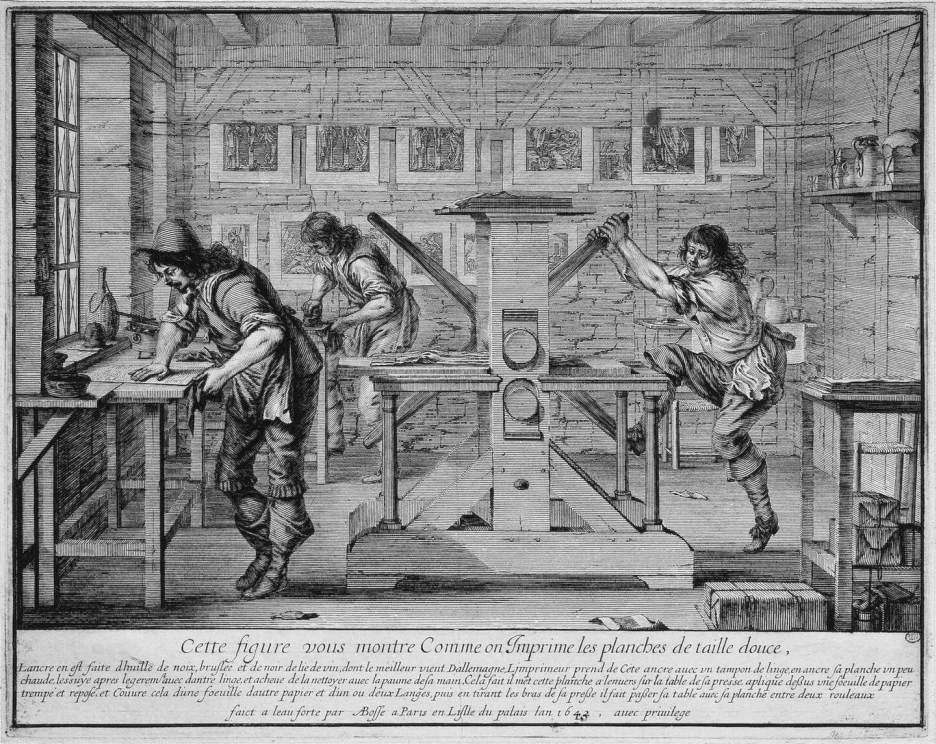
Абрахам Босс, «Друкарня офортів»
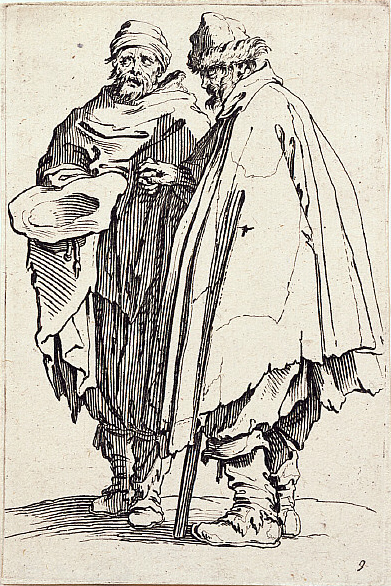
Жак Калло. «Сліпий і жебрак», 1622 р.
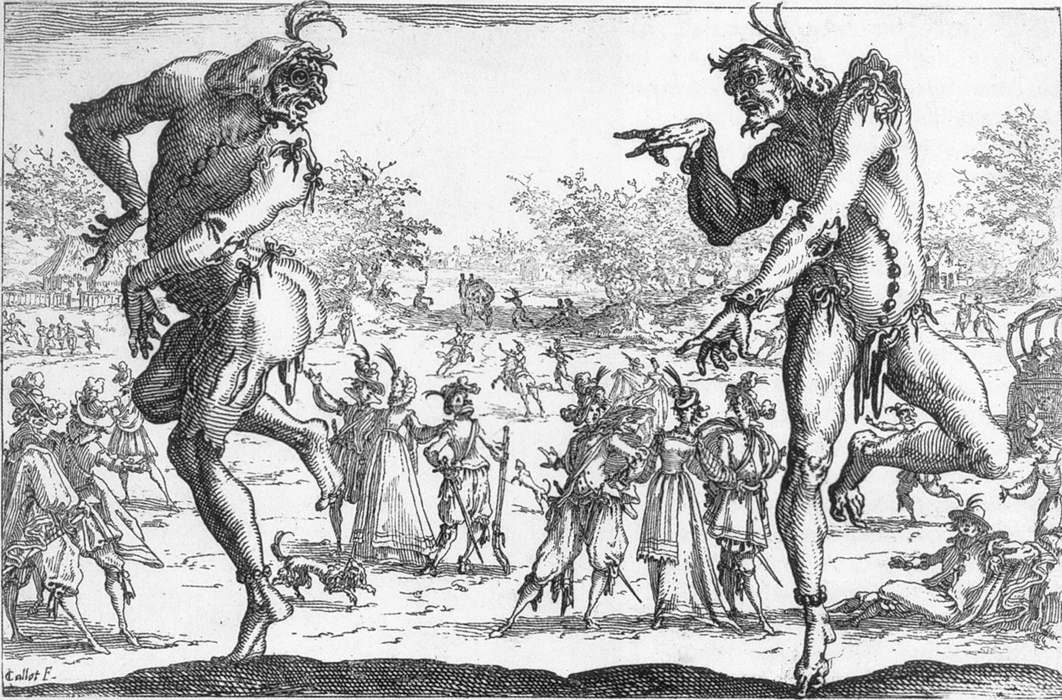
Жак Калло. «Два театральні персонажі», 1616 р.
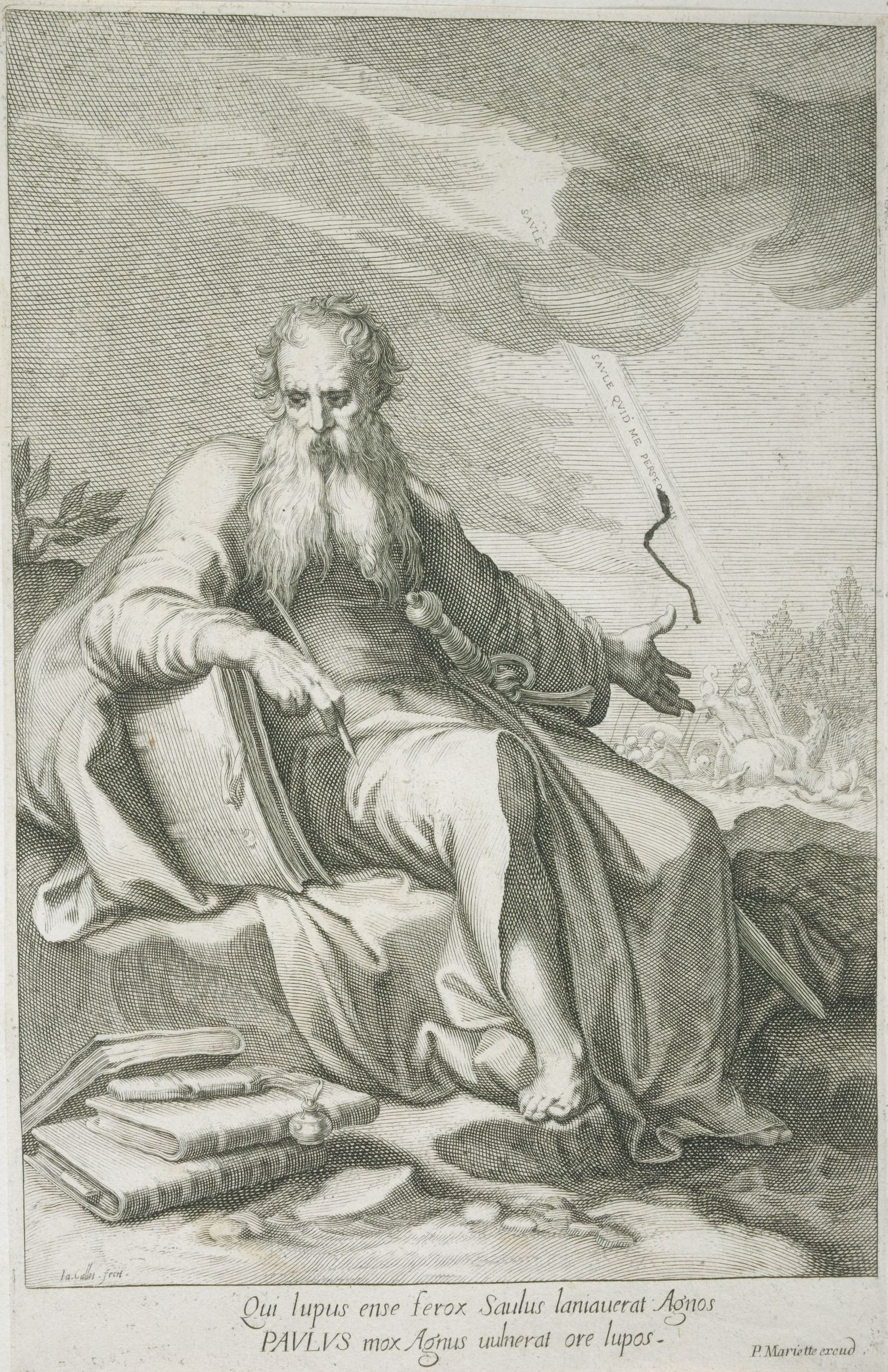
Жак Калло. «Апостол Павло»
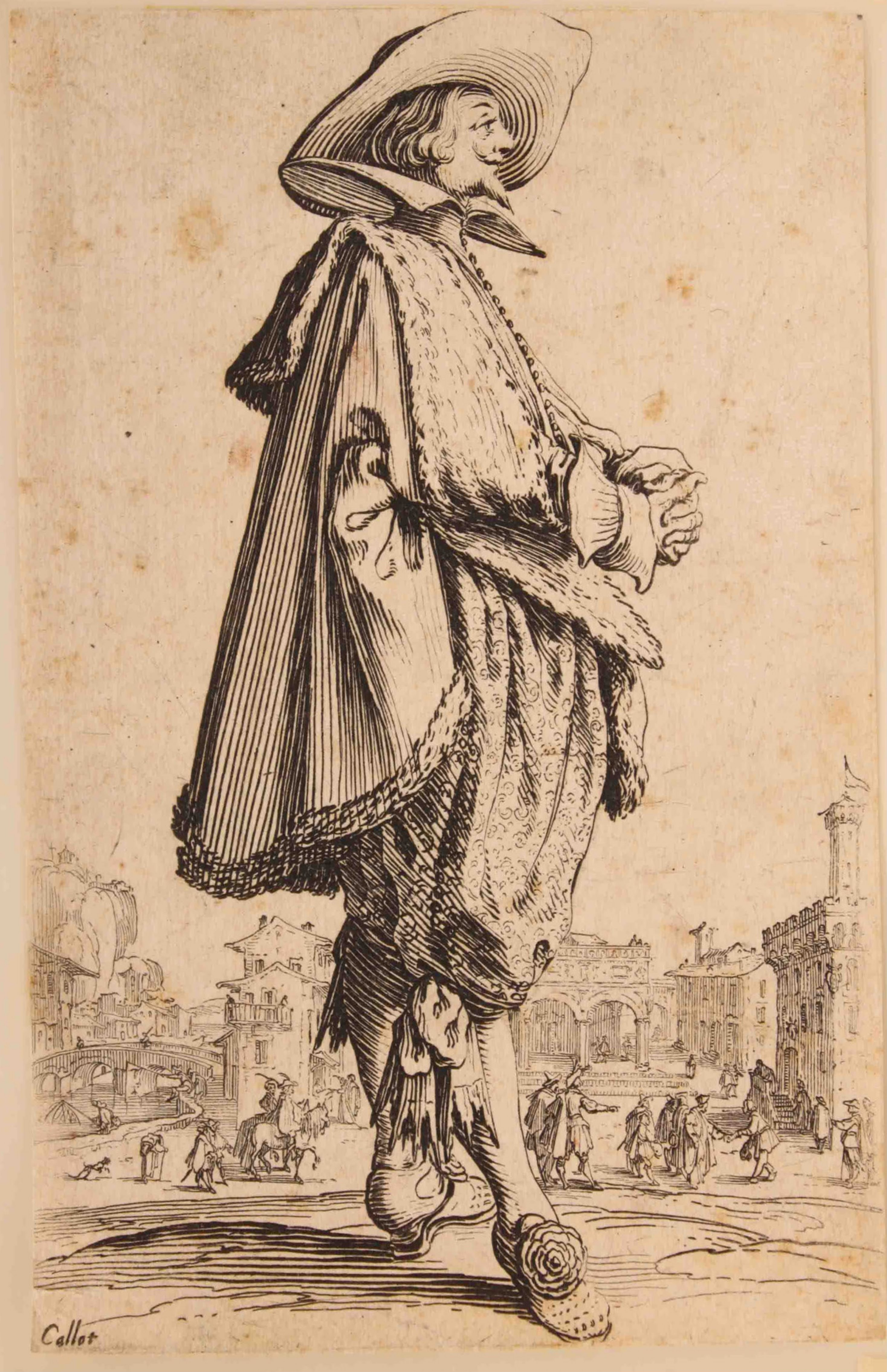
Жак Калло. «Вельможа в літах»
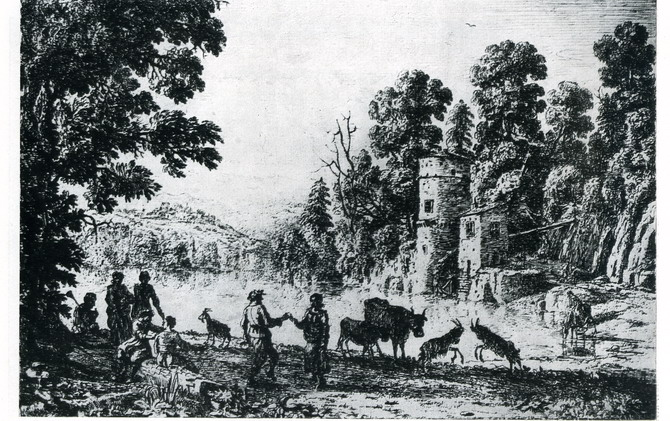
Клод Лоррен. «Танок на березі річки», офорт
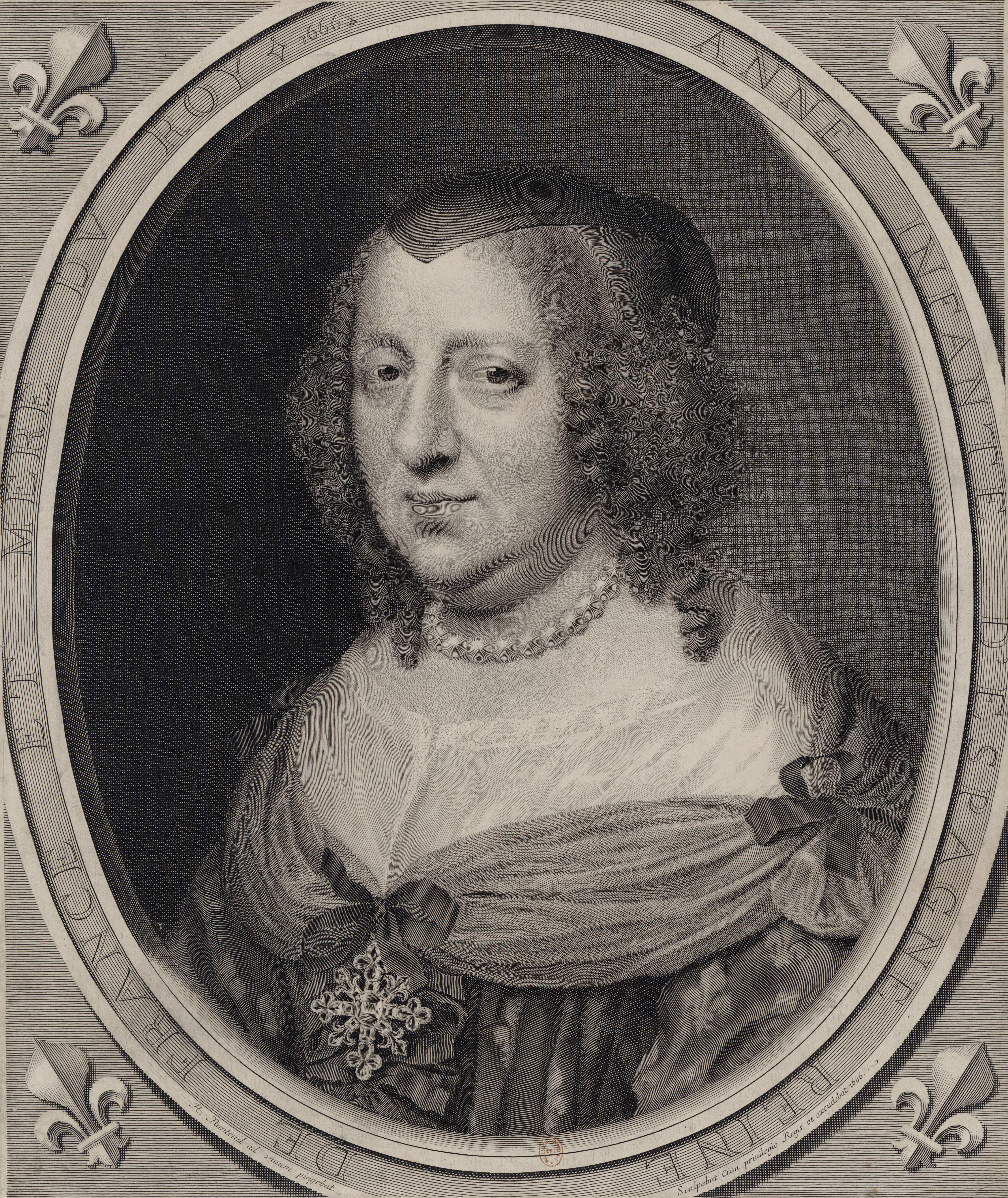
Робер Нантейль. Хвора «Анна Австрійська, королева Франції», 1666 р.
Стефано делла Белла. «Порт». Офорт
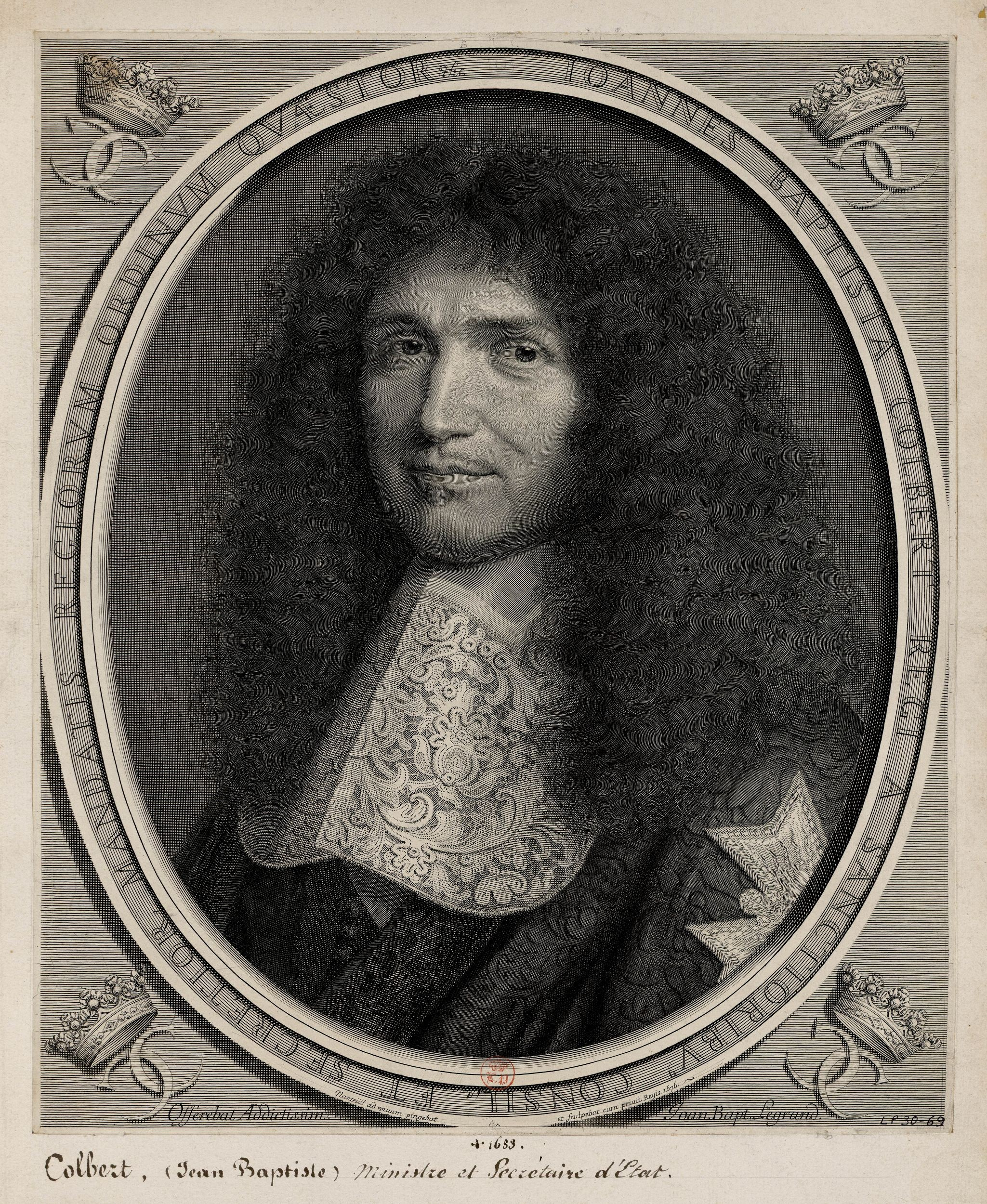
Робер Нантейль. «Міністр Жан Батіст Кольбер». 1674 р.
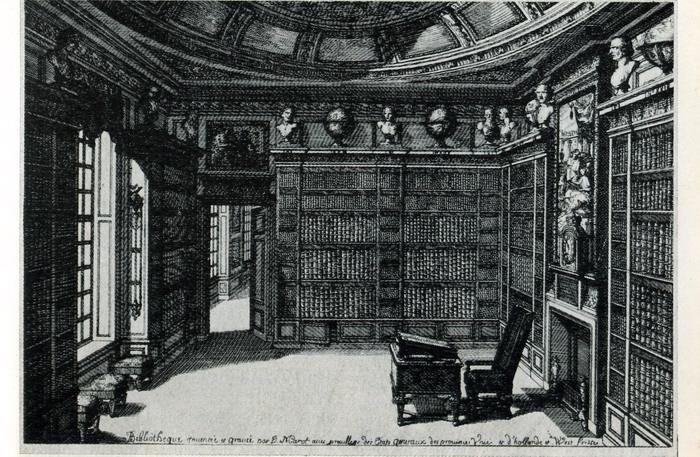
Даніель Маро. «Проєкт бібліотеки».
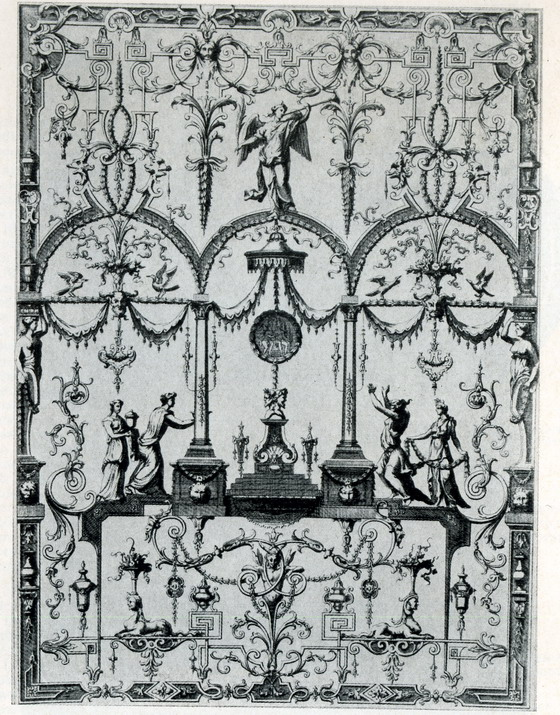
Жан Берен. «Орнаментальне панно»
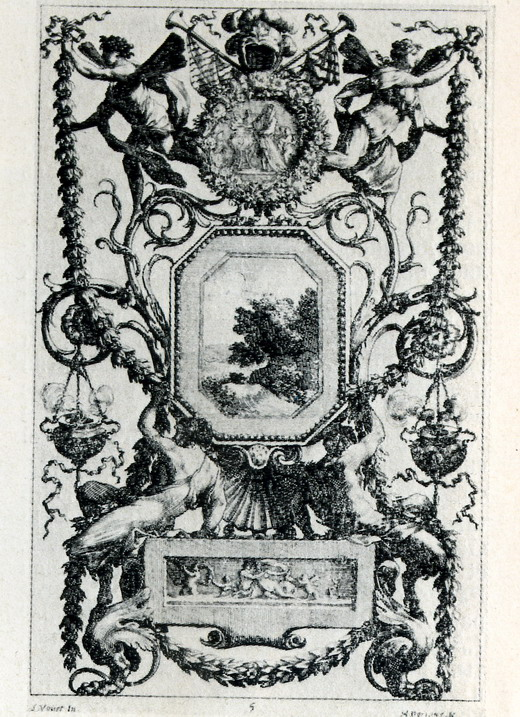
Симон Вуе. «Зразок гротеску»
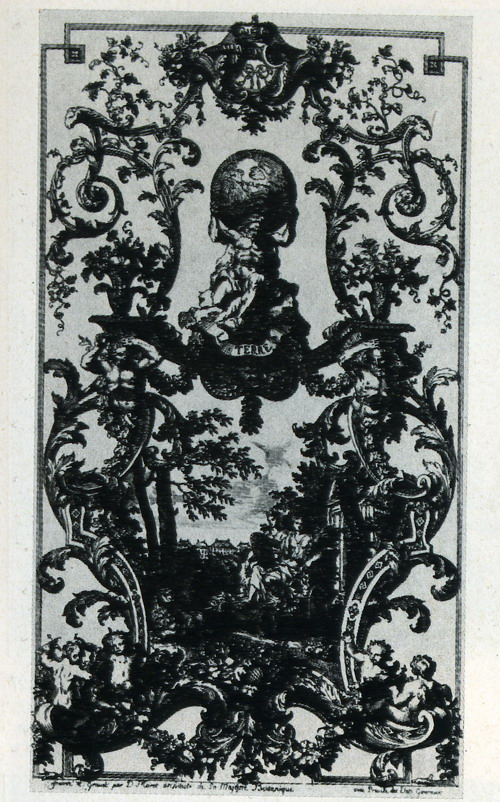
Даніель Маро. «Гротеск з пейзажем»
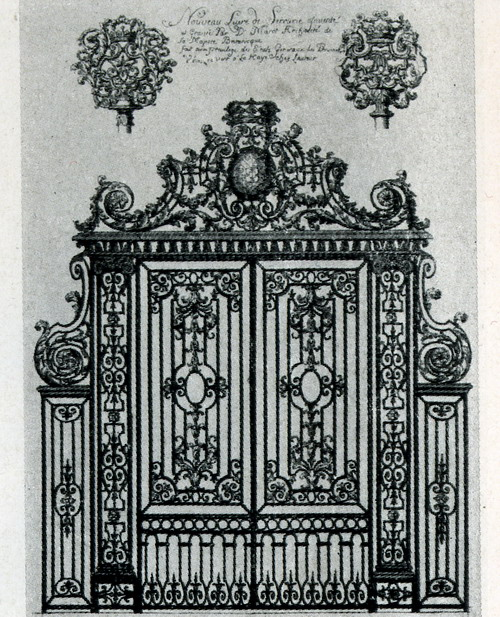
Даніель Маро. «Металеві ворота»
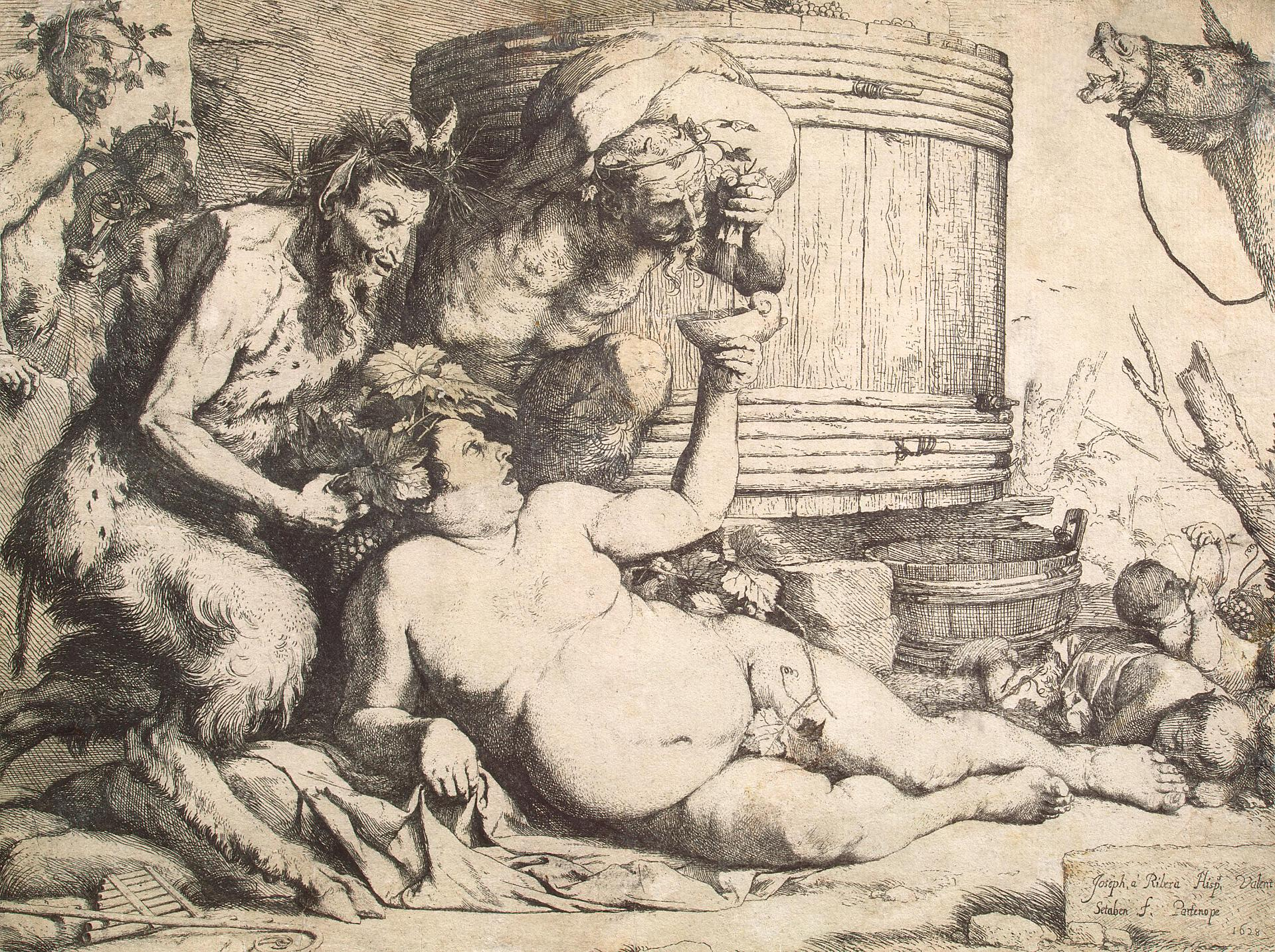
Хосе де Рібера, «П'яний Силен», офорт 1628 р.

## Медальєрне мистецтво

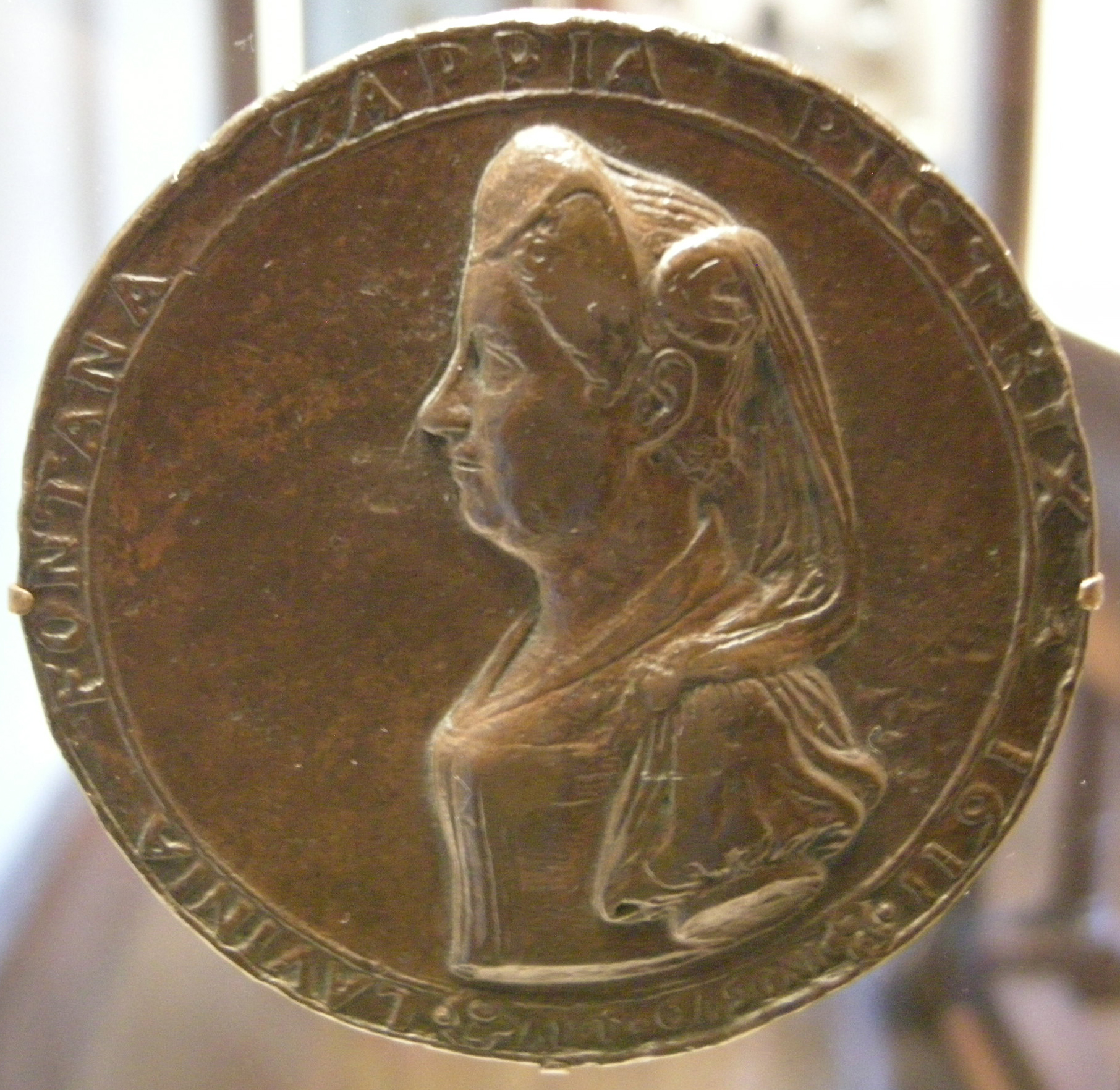
Феліче Антоніо Казоні, п-т Лавінії Фонтана, 1611 р. Національна галерея мистецтв, Вашингтон.

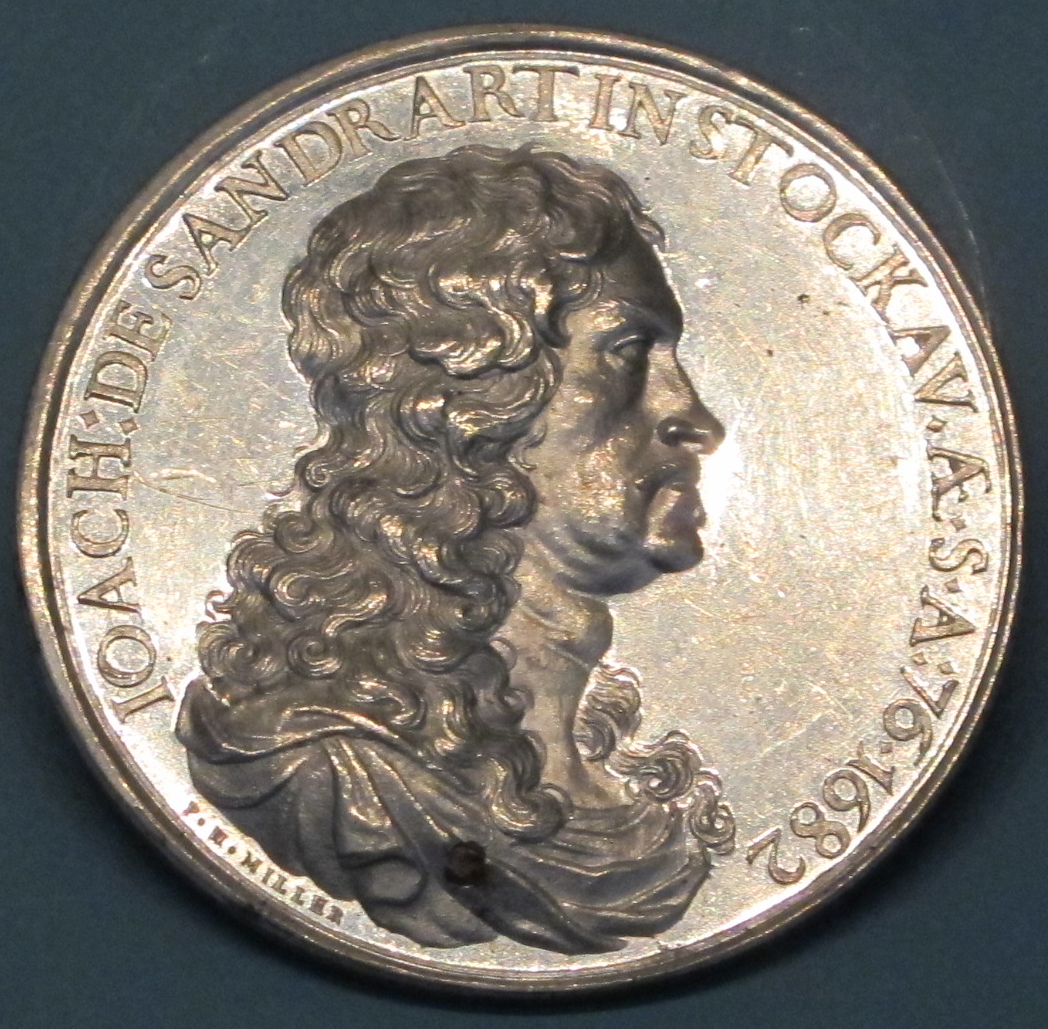
Медальєр Філіп Генріх Мюллер. Медаль на честь Йоахима Зандрарта. 1682 рік

Доба бароко дала більше колекціонерів медалей, ніж видатних майстрів в цій галузі. Велике поширення мали кабінети — специфічні меблі, де і зберігали коштовності, листи, приладдя для письма, монети і медалі. Пізніше кабінетами почали називати і зали, де ставили ці меблі.
Італія втрачає провідні позиції в медальєрному мистецтві, котрі мала в 15 та в 16 століттях. Це дещо дивний стан, бо в Італії працює низка високо обдарованих скульпторів і ювелірів, традиційно пов'язаних з медальєрними мистецтвом на попередніх етапах.
Вироблення медалей не припинилося. А на обрії медальєрного мистецтва зміцнюють власні позиції неіталійські центри (Німеччина) або виникають нові держави — Реч Посполита, Швеція, Московія. Відомо, що Лжедмитро Перший після заходу в Москву дав наказ у 1605 р. виробити декілька медалей. Вони збереглися. Вважають, що їх виробили штемпелями майстрів Польщі з Кракова чи Сандомиру.
Після баталії під Нюрнбергом у 1632 р. король Швеції Густав-Адольф Васа наказав виробити особливі медалі для військових, які носили на золотих ланцюжках. Вони попередники нагород нового часу.
В Москві 1682 р. царівна Софья нагородила медаллю генерала А.Шепелєва за перемогу над бунтівними стрільцями. Слава медальєра з Німеччини, котрий працював в містах Аугсбург та Нюрнберг досягла Московії. Ним був Філіп Генріх Мюллер (1654—1719). Він виконує замови як багатіїв з німецьких князівств, так і російського царя Петра І, де медальєрна школа (західноєвропейська за стилістикою) лише робить перші кроки.

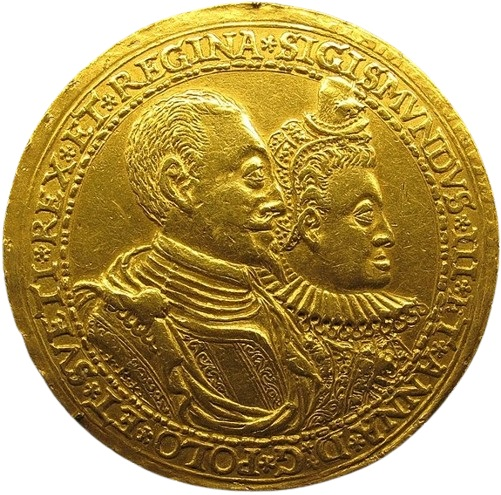
Польський король Сигізмунд III Ваза і дружина Анна Австрійська, 1598 р.
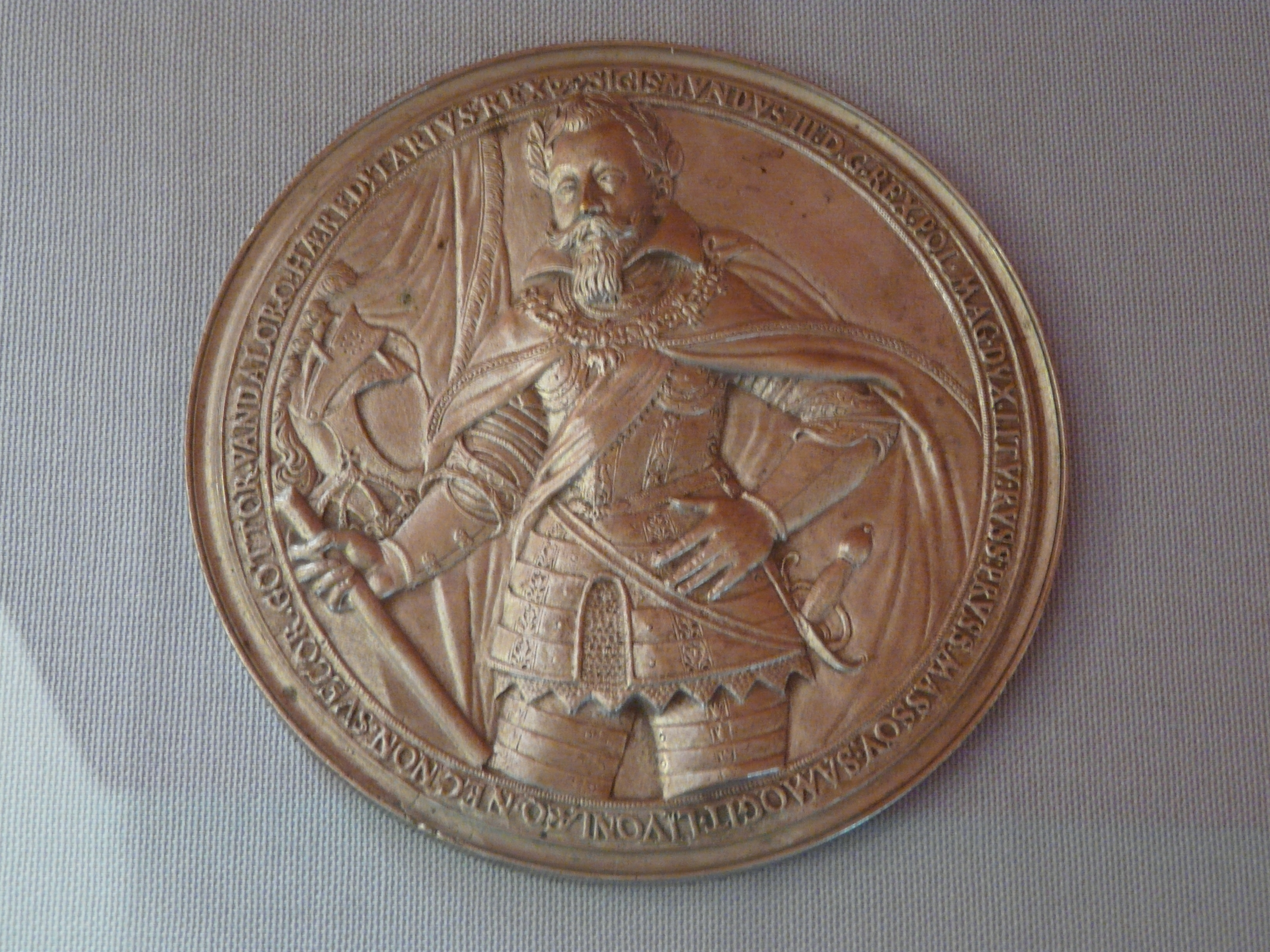
Польський король Сигізмунд III Ваза, 1611 р, Національний музей (Познань).
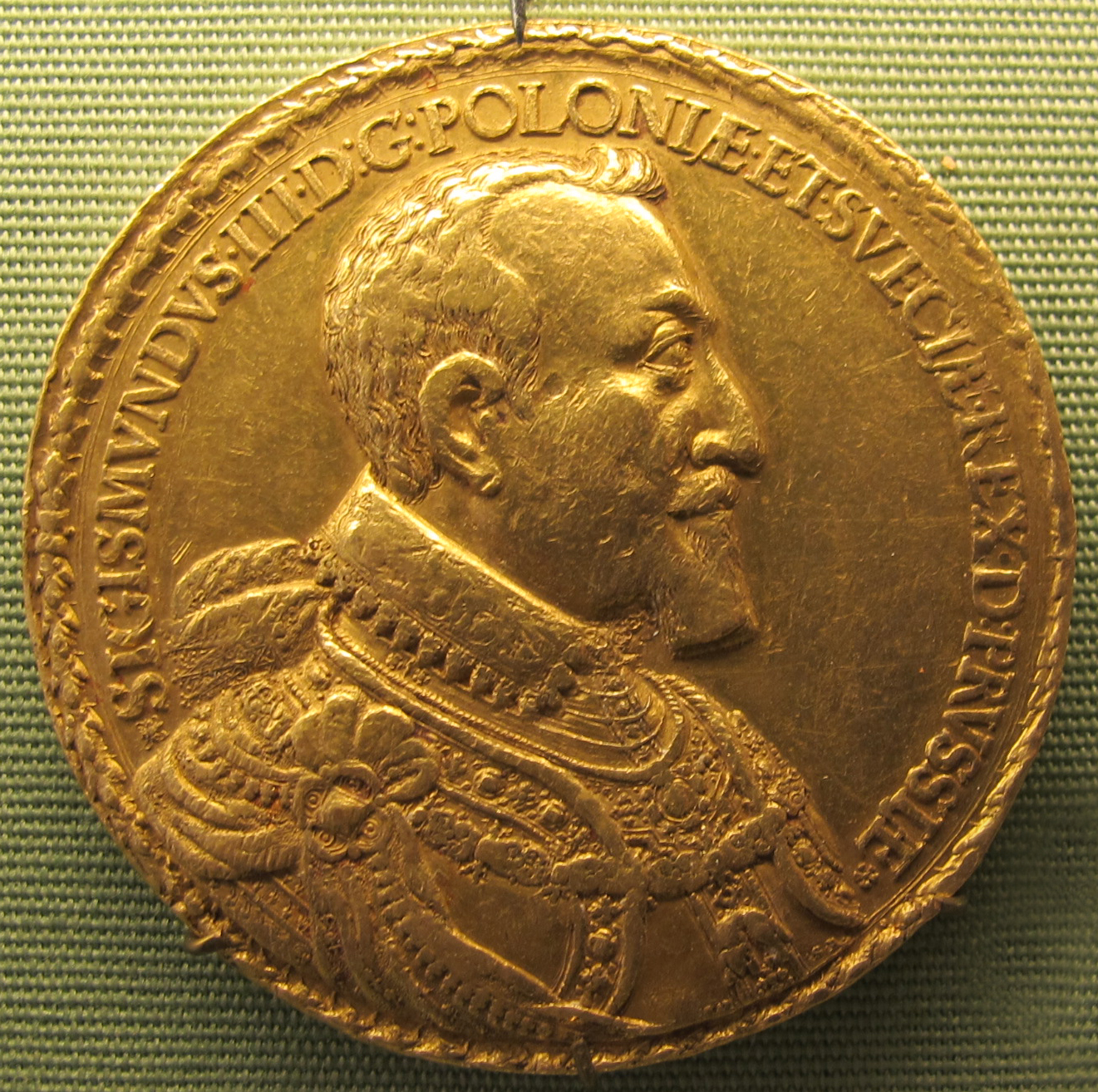
Медальєр Самуель Аммон, Сигізмунд III Ваза, 1619 р.
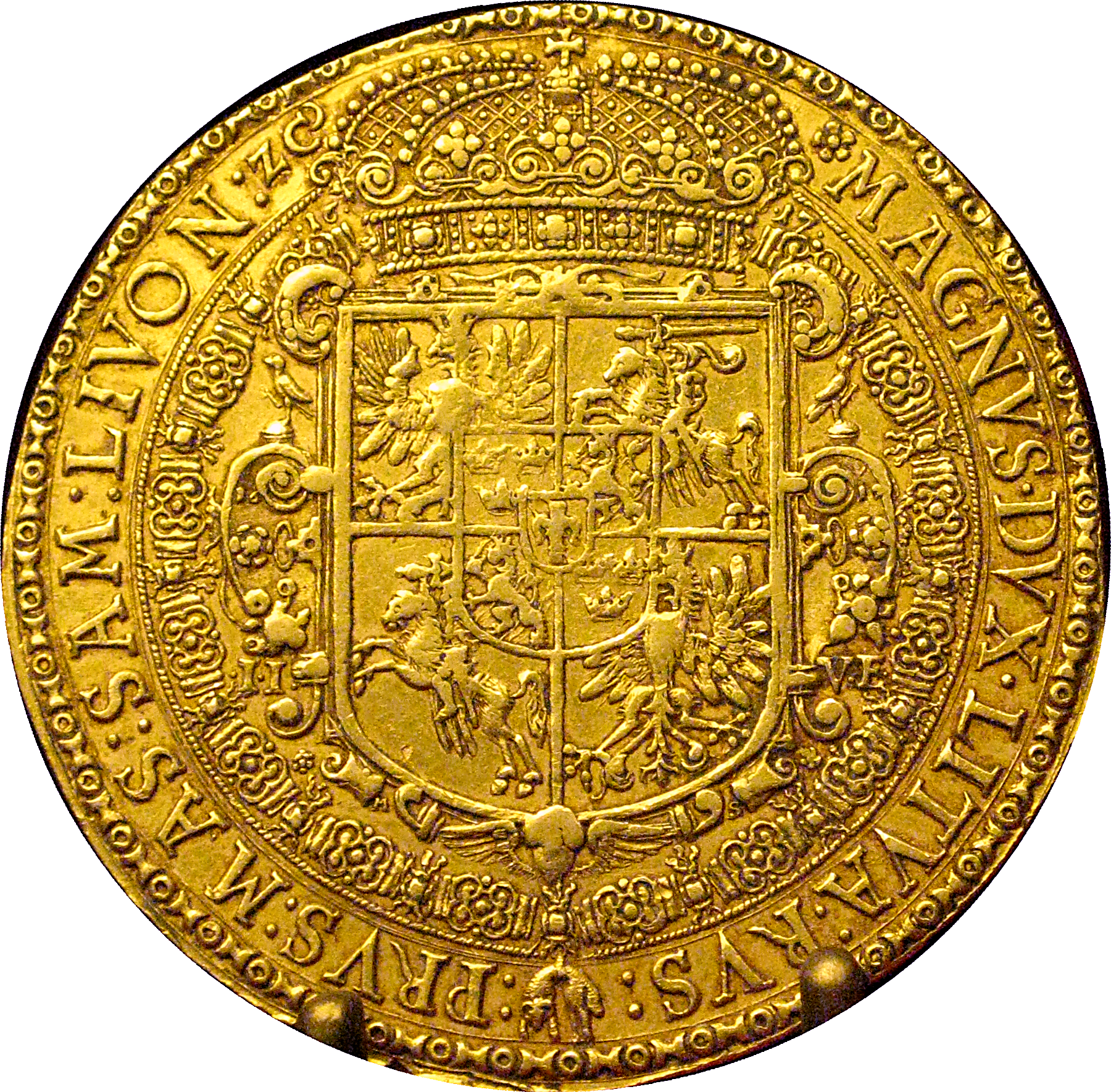
П'ятнадцять дукатів часів Сигізмунда III Вази, 1617 р., герб Речі Посполитої

### Медалі ганьби
Медалі ганьби (англ. Medals of Dishonour) — вузька галузь медальєного мистецтва, котре не схвалює, а, навпаки, ганьбить суспільні погляди відомих осіб, їх політичні поразки і діяння, ганьбить саму пам'ять про них. До створення протестних медалей в 16 ст. були причетні як прибічники католицизму, так і протестантизму, адже останні виборювали одну перемогу за іншою, як і право на власне ставлення до віросповідування попри диктат римських пап. Широку популярність мали медалі-перевертні з зображенням папи римського, що ставав дияволом при перевертанні медалі. Медальєр Герард ван Бейлер виконав медаль на спогад про знищення буревієм іспанської Неподоланої армади в 1588 році, але присвятив її не переможцям, а переможеним. Відомий і твір якогось голландського медальєра, котрий ганьбив політику короля Людовика XIV в Алжирі.
В 17 ст. традиція ганьбити пам'ять політичного противника продовжилась і відбилась в створенні ганебних медалей диявол-Кромвель та божевільний Ферфакс. На початку 18 ст. до створення медалей, що ганьбили неподоланого, вже мертвого політичного противника, залучився російський цар Петро І. Він наказав створити ганебну медаль про Івана Мазепу, котрий розірвав політичний союз із царем на користь нового політичного союзу з королем Швеції Карлом XII. Ця медаль була відбитком егоїстичних уподобань Петра, котрий не розумів, що правим у своїх діях може бути і політичний противник.
Політичні події в 19 ст. теж викликали створення ганебних медалей. Англієць Томас Холлідей засуджував в медалі 1842 року британський уряд, котрий повернув подушний податок. А невідомий медальєр у Франції 1850 р. виконав ганебну медаль на державну спробу відродити бонапартизм.
Нова хвиля створення медалей ганьби відбулася в 20 ст., в роки більшої свободи медальєрів від диктату замовників та через шалено стрімку і бурхливу зміну політичних подій. Засудженню війни як засобу вирішення політичних проблем всупереч перемовам і гуманізму присвятили власні твори медальєри різних країн, серед яких Людвиг Гіз, Карл Гьотц, медальєр зі США Девід Сміт та інші. Відбулося і декілька виставок суто медалей ганьби.

## Стан в декоративно-ужитковому мистецтві Італії

### Кераміка та імітації порцеляни
Ще в Італії доби відродження були закладені національні традиції керамічного виробництва. Вже в першій половині 16 ст. уславилась низка провінційних керамічних центрів, серед яких — Губбіо, Кастель-Дуранте, Сієна, Фаєнца, Дерута, Савона. Тоді і з'явились аптекарський посуд, лохані і вази, так звані «весільні тарелі», прикрашені приблизними портретами наречених з позначками їх імен. Згодом в розписи на кераміку некритично переносять сюжети уславлених картин і гравюр італійських художників. Виробництво фаянсів і майолік не припинилось і в 17 ст. Більш відомі вироби мануфактури Кастеллі з зображеннями пейзажів та вироби майстерень Савони, розписані візерунками, що імітували розписи китайської порцеляни.
Коштовна китайська порцеляна десятиліттями паморочила голови європейських керамістів, хіміків, технологів. Спробу віднайти секрети виготовлення китайської порцеляни робили керамісти Флоренції, що привело лише до створення м'якої порцеляни Медічі. Честь перевідкриття секретів китайської порцеляни належатиме науковцям і технологу Беттгеру із Саксонії, а не італійцям.

### Килими і гобелени

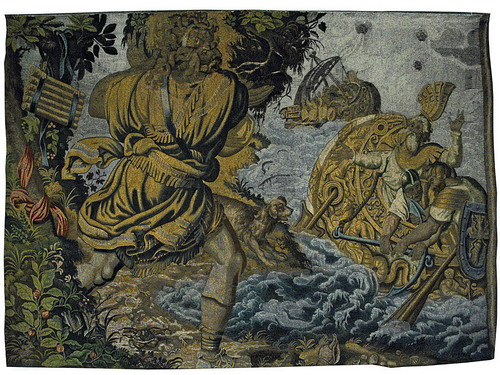
Дизайн невідомого маньєриста. Гобелен «Поліфем кидає скелю у аргонавтів», 17 ст. Олеський замок.

Виробництво килимів не мало значного поширення в Італії. Хоча відомі випадки, коли цими пересувними фресками прикрашани стіни італійських церков і соборів. Так, власний комплект сюжетних килимів має уславлена Сикстинська каплиця у Ватикані.
До створення картонів для майбутніх килимів була залучена низка італійських художників, серед яких Рафаель Санті, Джуліо Романо, Беккафумі, Антоніо Бакьякка, Баттіста Доссі, інші майстри доби маньєризму тощо. Італійські-ткачі не враховували специфічних якостей килимового виробництва, тому доручали їх виконання більш майстерним іноземцям, замовляючи сюжетні килими у Франції або у Фландрії. Італійці спромоглися створити низку килимових майстерень в містах Мантуя, Феррара, Флоренція, Мілан при дворах місцевих князів. Але їх продукція значно поступалася килимам майстрів Франції і особливо Фландрії. Італійці пішли іншим шляхом. Так, килимова мануфактура в Римі при дворі папи римського була заснована французом Рено де Менуаром. Повільна праця майстерні подовжилась до 19 ст.